# Seconde maison Welf
Pour les articles homonymes, voir Brunswick.
 (décembre 2024).
Si vous disposez d'ouvrages ou d'articles de référence ou si vous connaissez des sites web de qualité traitant du thème abordé ici, merci de compléter l'article en donnant les références utiles à sa vérifiabilité et en les liant à la section « Notes et références ».
Maison de Brunswick
La seconde maison Welf (ou Guelphe), également dénommée maison de Brunswick ou Welf-Este, est une maison princière allemande, branche cadette de la maison d'Este. Elle a hérité du nom de la dynastie germanique des Welf après le mariage d'Alberto Azzo II d'Este avec l'héritière de cette dynastie, Cunégonde, fille de Welf II. Le fondateur de la seconde maison Welf, Welf Ier de Bavière est issu de ce mariage.

## Origines

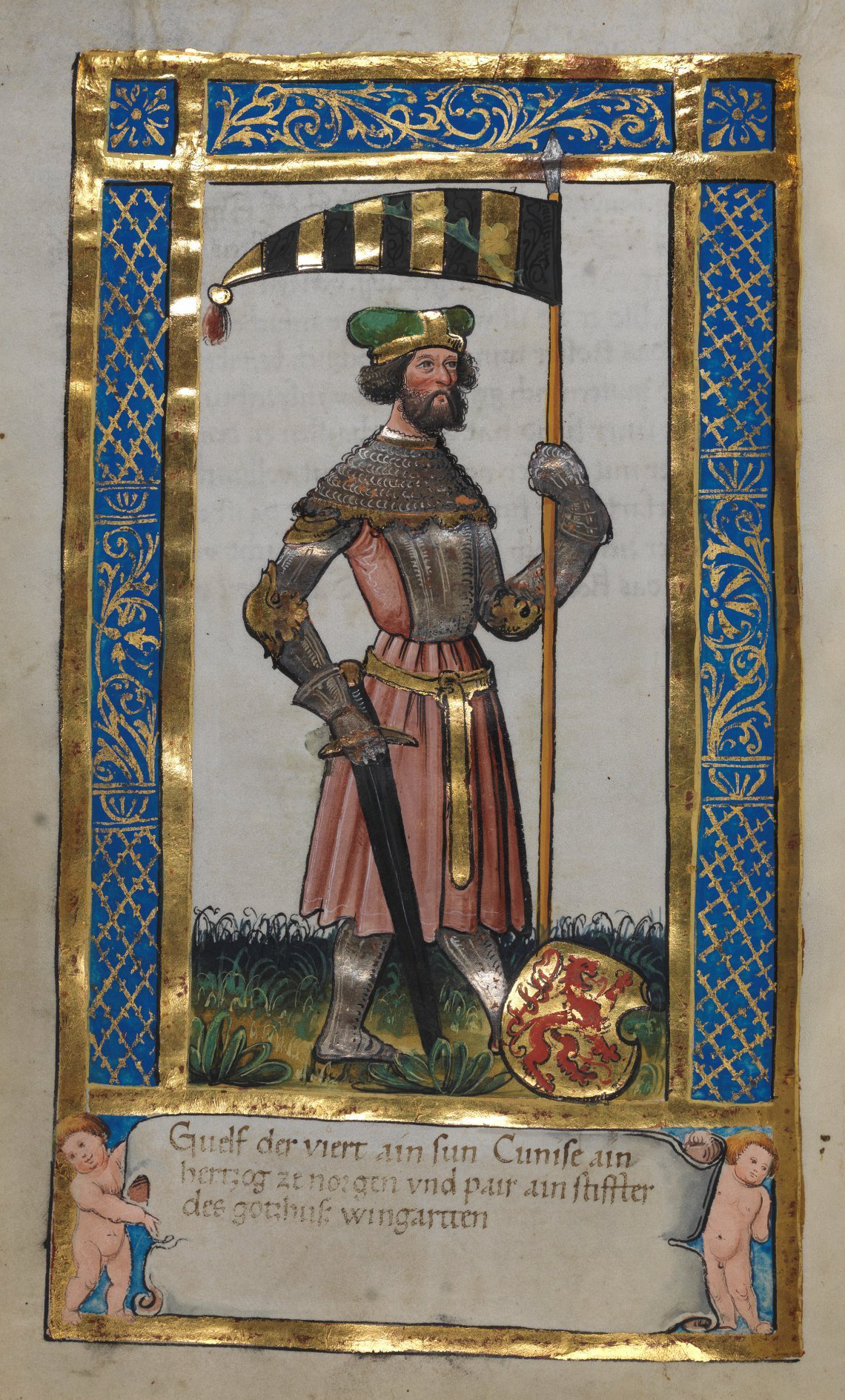
Welf IV dans la Chronique des Guelfes (1190), abbaye de Weingarten.

Une première maison de Brunswick fut fondée au IXe siècle, sous le règne du duc Otton Ier de Saxe, par son parent, Bruno, qui lui donna son nom : les Brunonides. Cette maison s'éteignit dès 1090, à la mort du margrave Egbert II de Misnie. Mais sa sœur, Gertrude de Brunswick, a une fille avec son second époux Henri, comte de Northeim en Saxe puis margrave de Frise par son mariage. Cette fille, Richenza de Nordheim († 1141) épouse Lothaire de Supplinbourg, duc de Saxe, qui est élu roi des Romains en 1125, puis est couronné empereur en 1133.
Entre-temps, en 1070, Welf IV, fils d'Alberto Azzo II d'Este et fondateur de l'abbaye de Weingarten, était nommé duc de Bavière par le roi salique Henri IV. C'est ainsi qu'a commencé l'ascension de sa famille vers le pouvoir. Les fils de Welf IV, les ducs Welf II et Henri IX, rivalisaient avec la dynastie émergente des Hohenstaufen en Souabe. Henri IX épousait Wulfhilde, fille du duc Magnus Ier de Saxe, le dernier de la dynastie des Billung. Le 27 mai 1127, leur fils le duc bavarois Henri X († 1139) épouse Gertrude de Saxe († 1143), la seule fille du roi Lothaire de Supplinbourg et de Richenza de Nordheim. Ce mariage avait été conclu en 1125 par les pères des deux époux quand Henri le Noir avait décidé de désormais soutenir Lothaire pour son élection comme roi des Romains.

## Guelfes et gibelins
Gertrude, fille de Lothaire de Supplinbourg et Richenza de Nordheim, et petite-fille maternelle de l'héritière de la première maison de Brunswick (Gertrude de Brunswick, épouse du comte Henri de Nordheim et mère de ladite Richenza) est l'héritière des propriétés de trois dynasties saxonnes : la maison de Supplinbourg, les Brunonides comtes de Brunswick et margraves de Frise, et la maison comtale de Northeim. Par ce biais la branche des Welfs, descendants de Cunégonde d'Altdorf, hérite les domaines des Brunonides autour de Brunswick, qu'ils contrôlent jusqu'au XXe siècle. En 1137, Henri le Superbe est nommé duc de Saxe par son beau-père Lothaire de Supplinburg. La succession du roi, mort le 4 décembre 1137, est chaudement disputée entre Henri le Superbe, d'une part, et Conrad III de Hohenstaufen, d'autre part. Les princes-électeurs, redoutant un tel maître, préfèrent Conrad de Hohenstaufen qui est couronné à Aix-la-Chapelle le 6 mars 1138. Le gendre de Lothaire en appelle aux armes ; Conrad III et Henri se font face sur la Werra mais les évêques des deux camps s'entremettent pour conclure une trêve.
Henri le Superbe et Gertrude ont seulement un fils, Henry XII le Lion († 1195) qui après la mort de son père en 1139 a recueilli son héritage en tant que duc de Saxe et de Bavière. Il épousa Mathilde, fille aînée du roi Henri II d'Angleterre. Henri le Lion se heurta aux Hohenstaufen, ducs de Souabe, et c'est à cette époque qu'apparurent les appellations guelfes et gibelins en Italie (les Guelfes étant les Welfs, acceptant davantage l'autorité papale et refusant la mainmise impériale, au profit des autonomies locales ; les Gibelins, partisans de la dynastie souabe et de l'autorité impériale face au pape). En 1180, à l'apogée des conflits avec les Hohenstaufen, Henri XII fut dépouillé de ses duchés de Saxe et de Bavière par son cousin germain l'empereur Frédéric Barberousse, neveu de Conrad de Hohenstaufen et fils de Judith de Bavière. Le titre de duc des Saxe passa à la maison d'Ascanie, et le titre de duc de Bavière à la maison de Wittelsbach. Henri se voit condamné à l'exil pour plusieurs années ; en 1194, y eut une réconciliation officielle avec l'empereur qui ne lui laissa en effet que ses terres patrimoniales autour de Brunswick et de Lunebourg.
Dans la suite des conflits, l'un des fils d'Henri le Lion et de Mathilde d'Angleterre, Othon IV, est élu anti-roi contre Philippe de Souabe (fils de Barberousse) en 1198. Après l'assassinat de Philippe en 1208, il accéda à la dignité impériale et, six ans plus tard, fut écrasé par les forces du roi de France Philippe-Auguste à la bataille de Bouvines. Après l'élection impériale de Frédéric II de Hohenstaufen en 1212, Otton se retira dans ses biens propres et mourut en 1218 au château de Harzburg.

## Brunswick-Lunebourg

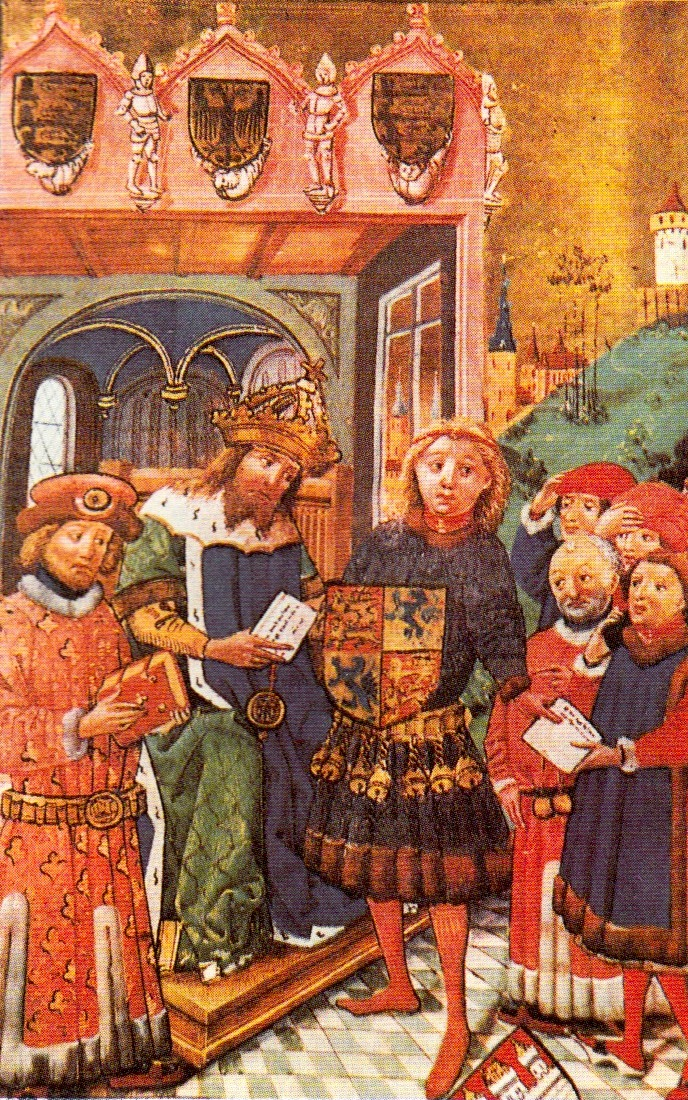
Othon l'Enfant est inféodé avec Brunswick-Lunebourg, enluminure (1448).

Quand les Guelfes eurent été définitivement vaincus, le neveu de l'empereur Othon IV, Othon l'Enfant († 1252), recueillit ce qu'il put des vastes possessions saxonnes de sa maison, en fit hommage à l'empereur Frédéric II (petit-fils de Barberousse) qui, désireux de se rallier les Guelfes, les lui concéda en fief immédiat avec le titre de duc de Brunswick et Lunebourg à la diète de Mayence en 1235.
Plusieurs années après la mort d'Othon l'Enfant, ses deux fils aînés, Albert le Grand († 1279) et Jean  († 1277), se partagèrent ses États, tiges de deux maisons conjointes du même nom : les ducs de Brunswick-Lunebourg. À partir de 1269, la première branche, issue d'Albert le Grand, régna sur la principauté de Brunswick-Wolfenbüttel, la partie sud autour de Brunswick, Wolfenbüttel, Einbeck et Göttingen. La principauté de Wolfenbüttel forma elle-même les branches de Grubenhagen, en 1291, éteinte en 1596, et de Göttingen, en 1345, réunie à son tour dès 1435 à la principauté de Calenberg.
La seconde lignée, issue de Jean, régna sur la partie nord autour de Lunebourg et s'éteignit en 1368/ 1369 à la mort de Guillaume II (fils d'Othon II, lui-même fils de Jean). Alors les biens de cette ancienne ligne de Lunebourg furent récupérés par la branche aînée subsistante :  
À partir de là, les principautés de Brunswick-Wolfenbüttel et de Lunebourg constituaient le duché de Brunswick-Lunebourg ; mais plusieurs divisions et fusions ont suivi : 
- L'ancien rameau de Brunswick, issu d'Albert le Grand comme on vient de l'évoquer (cf. Magnus Ier, fils d'Albert II, lui-même fils d'Albert Ier le Grand), se subdivisant encore, fournit, en 1431, la moyenne maison de Lunebourg (cf. Bernard Ier, fils de Magnus II, lui-même fils de Magnus Ier) et la moyenne maison de Brunswick (cf. son frère cadet Henri Ier). Celle-ci, après s'être divisée en branche de Wolfenbüttel et branche de Calenberg, s'éteignit en 1634 à la † de Frédéric-Ulrich.
- La moyenne maison de Lunebourg, issue du duc Bernard Ier se divisa, en 1521, en ligne de Harbourg (éteinte en 1642 ; cf. Othon Ier, frère aîné d'Ernest le Confesseur), et ligne de Celle, partagée dès 1569 en deux branches après la mort de François-Othon en 1559 — fils aîné d'Ernest « le Confesseur », lui-même fils d'Henri Ier, fils d'Othon V, fils de Frédéric II, fils de Bernard Ier — dont les deux frères cadets Henri et Guillaume héritèrent (d'abord conjointement en 1559-1569 ; cf. ci-après) :   
- Dannenberg ou nouvelle maison de Brunswick : cf. Henri ;
- Lunebourg ou nouvelle maison de Lunebourg, dite aussi maison de Hanovre : cf. Guillaume le Jeune.

La maison de Hanovre obtint la dignité électorale en 1692 avec Ernest-Auguste, duc de Brunswick-Lunebourg (1629-1698). Après s'être divisée encore en deux rameaux, Lunebourg ou Celle (cf. les ducs Ernest, Christian, Auguste et Frédéric, tous fils de Guillaume), et Calenberg ou Hanovre (cf. le duc Georges — dernier fils de Guillaume — et ses quatre fils : Christian-Louis, Georges-Guillaume, Jean-Frédéric et Ernest-Auguste), elle se réduisit à une seule branche et accéda au trône d'Angleterre en 1714 avec le fils de l'électeur (1692) Ernest-Auguste (lui-même dernier fils du duc Georges comme on vient de le voir) : l'électeur Georg Ludwig alias George Ier  (1660–1727 ; époux de sa cousine germaine Sophie-Dorothée fille de Georges-Guillaume ; le roi George Ier tirait ses droits au trône britannique de sa mère Sophie de Bavière-Palatinat, et surtout de l'Acte d'Établissement de 1701 ; les descendants Hanovre-Brunswick du roi George occupèrent le trône du Royaume-Uni jusqu'à la mort de Victoria en 1901 : elle était la petite-fille de George III, lui-même arrière-petit-fils de George Ier, qui était aussi le grand-père maternel du Grand Frédéric de Prusse). Les descendants mâles de George Ier gardèrent aussi l'électorat de Brunswick-Lunebourg-(Hanovre), érigé en royaume de Hanovre en 1814 pour George III, membre de la Confédération germanique dès sa création en 1815 et du Zollverein en 1854, jusqu'à Ernest-Auguste Ier (5e fils de George III) et son fils Georges V (déchu en 1866 : à la suite de la guerre austro-prussienne, la Prusse victorieuse annexe alors le Hanovre).
- La nouvelle maison de Brunswick s'était de même partagée en deux branches : 1° Brunswick-Wolfenbüttel, et 2° Brunswick-Bevern, réduites dès 1735 à une seule (Bevern), qui prit le nom de Brunswick-Wolfenbüttel. Curiosité généalogique : Henri, le fondateur de la nouvelle maison de Brunswick, eut pour fils Auguste II et pour petit-fils Antoine-Ulrich, lui-même père de Louis-Rodolphe, qui fut le beau-père de l'empereur Charles VI de Habsbourg et le grand-père maternel tant de l'impératrice Marie-Thérèse que du tsar Pierre II.
Le duché de Brunswick, aux mains des Wolfenbüttel, fut annexé par Napoléon en 1807 au royaume de Westphalie, mais il recouvra son indépendance en 1814. En 1820, le Brunswick reçut une constitution mais en 1830, le duc Charles II (fils de Frédéric-Guillaume, lui-même fils de Charles-Guillaume-Ferdinand, fils de Charles Ier, fils de Ferdinand-Albert II, fils de Ferdinand-Albert Ier, fils d'Auguste II, fils d'Henri ci-dessus), hostile à cette constitution, vit éclater une révolution, et fut obligé de fuir. Il fut remplacé en 1830 par son frère Frédéric-Auguste-Guillaume. À la mort de ce dernier en 1884 sans héritier direct légitime, éclate une crise de succession qui voit le duché de Brunswick placé par l'empereur sous l'autorité des régents Albert de Prusse (en 1885-1906) puis Jean-Albert de Mecklembourg (en 1907-1913). En 1913, le duché est confié à Ernest-Auguste III de Hanovre, dernier souverain héréditaire du Brunswick, petit-fils de George V de Hanovre, gendre du Kaiser Guillaume et descendant direct des Hanovre, puis disparaît dans la débâcle allemande de novembre 1918.
Le duché de Brunswick fit partie de l'Union douanière allemande en 1842. Il se situait entre les États de Prusse, d'Anhalt et de Hesse, avec pour capitale Brunswick. Il se divisait en six districts : Brunswick, Holzminden, Wolfenbüttel, Helmstedt, Gandersheim, Blankenburg, auxquels il faut joindre la principauté médiatisée d'Oels en Silésie, propriété particulière du duc. Le gouvernement était monarchique et constitutionnel. Le duc de Brunswick avait deux voix dans le conseil fédéral de la confédération de l'Allemagne du Nord.

## Ducs de Brunswick
- 1235-1252 : Othon l'Enfant (v. 1204-1252), 1er duc de Brunswick
- Othon IV de Brunswick (v. 1174-1218), empereur romain germanique de 1198 à 1218 ;

- Charles-Guillaume-Ferdinand de Brunswick (1735-1806), duc de Brunswick, général allemand ;
- Frédéric Guillaume de Brunswick-Wolfenbüttel (1771-1815), duc de Brunswick, fils du précédent ;
- Charles de Brunswick (1804-1873), duc de Brunswick, fils du précédent ;
- Guillaume de Brunswick (1806-1884), duc de Brunswick, frère du précédent ;

- Helvis de Brunswick-Grubenhagen, qui épousa en 1365 Jacques de Lusignan, roi de Chypre ;
- Othon IV de Brunswick-Grubenhagen (1320-1399), époux de Jeanne Ire de Naples ;
- Christian de Brunswick (1599-1626), évêque luthérien d'Halberstadt, allié de Frédéric V du Palatinat pendant la guerre de Trente Ans

### Branche de Brunswick-Lunebourg

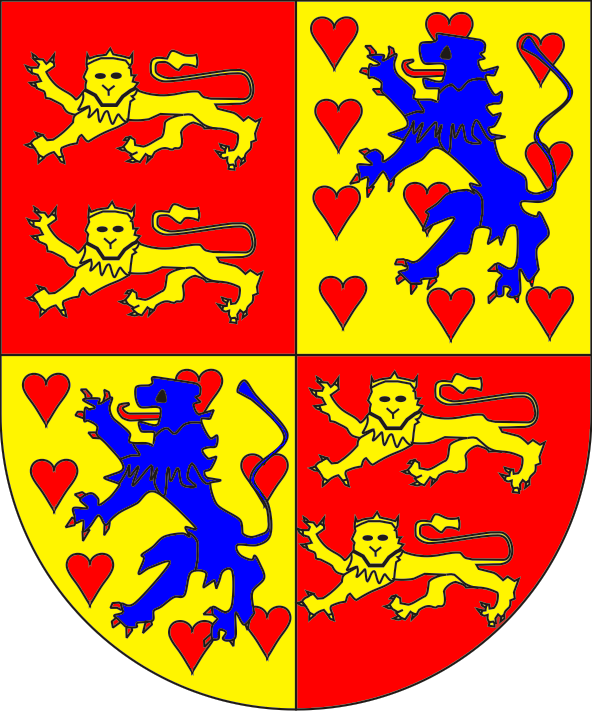
Armes des Brunswick-Lunebourg

- Auguste de Brunswick-Lunebourg (1579-1666) ;
- Jean-Frédéric de Brunswick-Lunebourg (1625-1679) ;
- Ernest-Auguste de Brunswick-Lüneburg (1629-1698) ;
- Ferdinand de Brunswick-Lunebourg (1721-1792) ;

### Branche de Brunswick-Lunebourg-Zelle
- Sophie-Dorothée de Brunswick-Zelle (1666-1726), mère du roi George II de Grande-Bretagne

### Branche de Brunswick-Wolfenbüttel
- Caroline de Brunswick (1768-1821), épouse de George IV du Royaume-Uni.

## Arbre généalogique
Guelfes
|                                    |                                    |                                    |                                    |                                    |                                    |  |  |                                               |                                               |                                               |                                               |                                               |                                               |  |  | Welf Ier (IV) Duc de Bavière 1035–1101    | Welf Ier (IV) Duc de Bavière 1035–1101    | Welf Ier (IV) Duc de Bavière 1035–1101    | Welf Ier (IV) Duc de Bavière 1035–1101    | Welf Ier (IV) Duc de Bavière 1035–1101    | Welf Ier (IV) Duc de Bavière 1035–1101    |  |  | Judith de Flandre                           | Judith de Flandre                           | Judith de Flandre                           | Judith de Flandre                           | Judith de Flandre                           | Judith de Flandre                           |  |  |                              |                              |                              |                              |                              |                              |  |  |                                              |                                              |                                              |                                              |                                              |                                              |                                   |                                   |                                   |                                   |                                  |                                  |                                  |                                  |  |  |                    |                    |                    |                    |                    |                    |
|                                    |                                    |                                    |                                    |                                    |                                    |  |  |                                               |                                               |                                               |                                               |                                               |                                               |  |  | Welf Ier (IV) Duc de Bavière 1035–1101    | Welf Ier (IV) Duc de Bavière 1035–1101    | Welf Ier (IV) Duc de Bavière 1035–1101    | Welf Ier (IV) Duc de Bavière 1035–1101    | Welf Ier (IV) Duc de Bavière 1035–1101    | Welf Ier (IV) Duc de Bavière 1035–1101    |  |  | Judith de Flandre                           | Judith de Flandre                           | Judith de Flandre                           | Judith de Flandre                           | Judith de Flandre                           | Judith de Flandre                           |  |  |                              |                              |                              |                              |                              |                              |  |  |                                              |                                              |                                              |                                              |                                              |                                              |                                   |                                   |                                   |                                   |                                  |                                  |                                  |                                  |  |  |                    |                    |                    |                    |                    |                    |
|                                    |                                    |                                    |                                    |                                    |                                    |  |  |                                               |                                               |                                               |                                               |                                               |                                               |  |  |                                           |                                           |                                           |                                           |                                           |                                           |  |  |                                             |                                             |                                             |                                             |                                             |                                             |  |  |                              |                              |                              |                              |                              |                              |  |  |                                              |                                              |                                              |                                              |                                              |                                              |                                   |                                   |                                   |                                   |                                  |                                  |                                  |                                  |  |  |                    |                    |                    |                    |                    |                    |
|                                    |                                    |                                    |                                    |                                    |                                    |  |  |                                               |                                               |                                               |                                               |                                               |                                               |  |  |                                           |                                           |                                           |                                           |                                           |                                           |  |  |                                             |                                             |                                             |                                             |                                             |                                             |  |  |                              |                              |                              |                              |                              |                              |  |  |                                              |                                              |                                              |                                              |                                              |                                              |                                   |                                   |                                   |                                   |                                  |                                  |                                  |                                  |  |  |                    |                    |                    |                    |                    |                    |
|                                    |                                    |                                    |                                    |                                    |                                    |  |  |                                               |                                               |                                               |                                               |                                               |                                               |  |  | Henri IX le Noir Duc de Bavière 1075–1126 | Henri IX le Noir Duc de Bavière 1075–1126 | Henri IX le Noir Duc de Bavière 1075–1126 | Henri IX le Noir Duc de Bavière 1075–1126 | Henri IX le Noir Duc de Bavière 1075–1126 | Henri IX le Noir Duc de Bavière 1075–1126 |  |  | Wulfhide de Saxe (en)                       | Wulfhide de Saxe (en)                       | Wulfhide de Saxe (en)                       | Wulfhide de Saxe (en)                       | Wulfhide de Saxe (en)                       | Wulfhide de Saxe (en)                       |  |  | Welf II (V) le Gros          | Welf II (V) le Gros          | Welf II (V) le Gros          | Welf II (V) le Gros          | Welf II (V) le Gros          | Welf II (V) le Gros          |  |  |                                              |                                              |                                              |                                              |                                              |                                              |                                   |                                   |                                   |                                   |                                  |                                  |                                  |                                  |  |  |                    |                    |                    |                    |                    |                    |
|                                    |                                    |                                    |                                    |                                    |                                    |  |  |                                               |                                               |                                               |                                               |                                               |                                               |  |  | Henri IX le Noir Duc de Bavière 1075–1126 | Henri IX le Noir Duc de Bavière 1075–1126 | Henri IX le Noir Duc de Bavière 1075–1126 | Henri IX le Noir Duc de Bavière 1075–1126 | Henri IX le Noir Duc de Bavière 1075–1126 | Henri IX le Noir Duc de Bavière 1075–1126 |  |  | Wulfhide de Saxe (en)                       | Wulfhide de Saxe (en)                       | Wulfhide de Saxe (en)                       | Wulfhide de Saxe (en)                       | Wulfhide de Saxe (en)                       | Wulfhide de Saxe (en)                       |  |  | Welf II (V) le Gros          | Welf II (V) le Gros          | Welf II (V) le Gros          | Welf II (V) le Gros          | Welf II (V) le Gros          | Welf II (V) le Gros          |  |  |                                              |                                              |                                              |                                              |                                              |                                              |                                   |                                   |                                   |                                   |                                  |                                  |                                  |                                  |  |  |                    |                    |                    |                    |                    |                    |
|                                    |                                    |                                    |                                    |                                    |                                    |  |  |                                               |                                               |                                               |                                               |                                               |                                               |  |  |                                           |                                           |                                           |                                           |                                           |                                           |  |  |                                             |                                             |                                             |                                             |                                             |                                             |  |  |                              |                              |                              |                              |                              |                              |  |  |                                              |                                              |                                              |                                              |                                              |                                              |                                   |                                   |                                   |                                   |                                  |                                  |                                  |                                  |  |  |                    |                    |                    |                    |                    |                    |
|                                    |                                    |                                    |                                    |                                    |                                    |  |  |                                               |                                               |                                               |                                               |                                               |                                               |  |  |                                           |                                           |                                           |                                           |                                           |                                           |  |  |                                             |                                             |                                             |                                             |                                             |                                             |  |  |                              |                              |                              |                              |                              |                              |  |  |                                              |                                              |                                              |                                              |                                              |                                              |                                   |                                   |                                   |                                   |                                  |                                  |                                  |                                  |  |  |                    |                    |                    |                    |                    |                    |
| Gertrude 1115–1143                 | Gertrude 1115–1143                 | Gertrude 1115–1143                 | Gertrude 1115–1143                 | Gertrude 1115–1143                 | Gertrude 1115–1143                 |  |  | Henri X le Superbe Duc de Bavière c.1108–1139 | Henri X le Superbe Duc de Bavière c.1108–1139 | Henri X le Superbe Duc de Bavière c.1108–1139 | Henri X le Superbe Duc de Bavière c.1108–1139 | Henri X le Superbe Duc de Bavière c.1108–1139 | Henri X le Superbe Duc de Bavière c.1108–1139 |  |  | Judith de Bavière 1103–1131               | Judith de Bavière 1103–1131               | Judith de Bavière 1103–1131               | Judith de Bavière 1103–1131               | Judith de Bavière 1103–1131               | Judith de Bavière 1103–1131               |  |  | Frédéric II de Souabe 1090–1147 r.1105–1147 | Frédéric II de Souabe 1090–1147 r.1105–1147 | Frédéric II de Souabe 1090–1147 r.1105–1147 | Frédéric II de Souabe 1090–1147 r.1105–1147 | Frédéric II de Souabe 1090–1147 r.1105–1147 | Frédéric II de Souabe 1090–1147 r.1105–1147 |  |  | Conrad 1105–1155             | Conrad 1105–1155             | Conrad 1105–1155             | Conrad 1105–1155             | Conrad 1105–1155             | Conrad 1105–1155             |  |  | Welf VI 1114–1191                            | Welf VI 1114–1191                            | Welf VI 1114–1191                            | Welf VI 1114–1191                            | Welf VI 1114–1191                            | Welf VI 1114–1191                            |                                   |                                   | Wulfhilde de Saxe                 | Wulfhilde de Saxe                 | Wulfhilde de Saxe                | Wulfhilde de Saxe                | Wulfhilde de Saxe                | Wulfhilde de Saxe                |  |  |                    |                    |                    |                    |                    |                    |
| Gertrude 1115–1143                 | Gertrude 1115–1143                 | Gertrude 1115–1143                 | Gertrude 1115–1143                 | Gertrude 1115–1143                 | Gertrude 1115–1143                 |  |  | Henri X le Superbe Duc de Bavière c.1108–1139 | Henri X le Superbe Duc de Bavière c.1108–1139 | Henri X le Superbe Duc de Bavière c.1108–1139 | Henri X le Superbe Duc de Bavière c.1108–1139 | Henri X le Superbe Duc de Bavière c.1108–1139 | Henri X le Superbe Duc de Bavière c.1108–1139 |  |  | Judith de Bavière 1103–1131               | Judith de Bavière 1103–1131               | Judith de Bavière 1103–1131               | Judith de Bavière 1103–1131               | Judith de Bavière 1103–1131               | Judith de Bavière 1103–1131               |  |  | Frédéric II de Souabe 1090–1147 r.1105–1147 | Frédéric II de Souabe 1090–1147 r.1105–1147 | Frédéric II de Souabe 1090–1147 r.1105–1147 | Frédéric II de Souabe 1090–1147 r.1105–1147 | Frédéric II de Souabe 1090–1147 r.1105–1147 | Frédéric II de Souabe 1090–1147 r.1105–1147 |  |  | Conrad 1105–1155             | Conrad 1105–1155             | Conrad 1105–1155             | Conrad 1105–1155             | Conrad 1105–1155             | Conrad 1105–1155             |  |  | Welf VI 1114–1191                            | Welf VI 1114–1191                            | Welf VI 1114–1191                            | Welf VI 1114–1191                            | Welf VI 1114–1191                            | Welf VI 1114–1191                            |                                   |                                   | Wulfhilde de Saxe                 | Wulfhilde de Saxe                 | Wulfhilde de Saxe                | Wulfhilde de Saxe                | Wulfhilde de Saxe                | Wulfhilde de Saxe                |  |  |                    |                    |                    |                    |                    |                    |
|                                    |                                    |                                    |                                    |                                    |                                    |  |  |                                               |                                               |                                               |                                               |                                               |                                               |  |  |                                           |                                           |                                           |                                           |                                           |                                           |  |  |                                             |                                             |                                             |                                             |                                             |                                             |  |  |                              |                              |                              |                              |                              |                              |  |  |                                              |                                              |                                              |                                              |                                              |                                              |                                   |                                   |                                   |                                   |                                  |                                  |                                  |                                  |  |  |                    |                    |                    |                    |                    |                    |
|                                    |                                    |                                    |                                    |                                    |                                    |  |  |                                               |                                               |                                               |                                               |                                               |                                               |  |  |                                           |                                           |                                           |                                           |                                           |                                           |  |  |                                             |                                             |                                             |                                             |                                             |                                             |  |  |                              |                              |                              |                              |                              |                              |  |  |                                              |                                              |                                              |                                              |                                              |                                              |                                   |                                   |                                   |                                   |                                  |                                  |                                  |                                  |  |  |                    |                    |                    |                    |                    |                    |
| Clémence de Zähringen              | Clémence de Zähringen              | Clémence de Zähringen              | Clémence de Zähringen              | Clémence de Zähringen              | Clémence de Zähringen              |  |  | Henri XII le Lion Duc de Bavière 1129–1195    | Henri XII le Lion Duc de Bavière 1129–1195    | Henri XII le Lion Duc de Bavière 1129–1195    | Henri XII le Lion Duc de Bavière 1129–1195    | Henri XII le Lion Duc de Bavière 1129–1195    | Henri XII le Lion Duc de Bavière 1129–1195    |  |  | Mathilde d'Angleterre 1156–1189           | Mathilde d'Angleterre 1156–1189           | Mathilde d'Angleterre 1156–1189           | Mathilde d'Angleterre 1156–1189           | Mathilde d'Angleterre 1156–1189           | Mathilde d'Angleterre 1156–1189           |  |  |                                             |                                             |                                             |                                             |                                             |                                             |  |  |                              |                              |                              |                              |                              |                              |  |  |                                              |                                              |                                              |                                              | Welf VII Duc de Spolète 1135–1167            | Welf VII Duc de Spolète 1135–1167            | Welf VII Duc de Spolète 1135–1167 | Welf VII Duc de Spolète 1135–1167 | Welf VII Duc de Spolète 1135–1167 | Welf VII Duc de Spolète 1135–1167 |                                  |                                  |                                  |                                  |  |  |                    |                    |                    |                    |                    |                    |
| Clémence de Zähringen              | Clémence de Zähringen              | Clémence de Zähringen              | Clémence de Zähringen              | Clémence de Zähringen              | Clémence de Zähringen              |  |  | Henri XII le Lion Duc de Bavière 1129–1195    | Henri XII le Lion Duc de Bavière 1129–1195    | Henri XII le Lion Duc de Bavière 1129–1195    | Henri XII le Lion Duc de Bavière 1129–1195    | Henri XII le Lion Duc de Bavière 1129–1195    | Henri XII le Lion Duc de Bavière 1129–1195    |  |  | Mathilde d'Angleterre 1156–1189           | Mathilde d'Angleterre 1156–1189           | Mathilde d'Angleterre 1156–1189           | Mathilde d'Angleterre 1156–1189           | Mathilde d'Angleterre 1156–1189           | Mathilde d'Angleterre 1156–1189           |  |  |                                             |                                             |                                             |                                             |                                             |                                             |  |  |                              |                              |                              |                              |                              |                              |  |  |                                              |                                              |                                              |                                              | Welf VII Duc de Spolète 1135–1167            | Welf VII Duc de Spolète 1135–1167            | Welf VII Duc de Spolète 1135–1167 | Welf VII Duc de Spolète 1135–1167 | Welf VII Duc de Spolète 1135–1167 | Welf VII Duc de Spolète 1135–1167 |                                  |                                  |                                  |                                  |  |  |                    |                    |                    |                    |                    |                    |
|                                    |                                    |                                    |                                    |                                    |                                    |  |  |                                               |                                               |                                               |                                               |                                               |                                               |  |  |                                           |                                           |                                           |                                           |                                           |                                           |  |  |                                             |                                             |                                             |                                             |                                             |                                             |  |  |                              |                              |                              |                              |                              |                              |  |  |                                              |                                              |                                              |                                              |                                              |                                              |                                   |                                   |                                   |                                   |                                  |                                  |                                  |                                  |  |  |                    |                    |                    |                    |                    |                    |
|                                    |                                    |                                    |                                    |                                    |                                    |  |  |                                               |                                               |                                               |                                               |                                               |                                               |  |  |                                           |                                           |                                           |                                           |                                           |                                           |  |  |                                             |                                             |                                             |                                             |                                             |                                             |  |  |                              |                              |                              |                              |                              |                              |  |  |                                              |                                              |                                              |                                              |                                              |                                              |                                   |                                   |                                   |                                   |                                  |                                  |                                  |                                  |  |  |                    |                    |                    |                    |                    |                    |
| Gertrude de Bavière                | Gertrude de Bavière                | Gertrude de Bavière                | Gertrude de Bavière                | Gertrude de Bavière                | Gertrude de Bavière                |  |  | Mathilde                                      | Mathilde                                      | Mathilde                                      | Mathilde                                      | Mathilde                                      | Mathilde                                      |  |  | Agnès de Staufen 1176–1204                | Agnès de Staufen 1176–1204                | Agnès de Staufen 1176–1204                | Agnès de Staufen 1176–1204                | Agnès de Staufen 1176–1204                | Agnès de Staufen 1176–1204                |  |  | Henri IV le Long Comte palatin 1173–1227    | Henri IV le Long Comte palatin 1173–1227    | Henri IV le Long Comte palatin 1173–1227    | Henri IV le Long Comte palatin 1173–1227    | Henri IV le Long Comte palatin 1173–1227    | Henri IV le Long Comte palatin 1173–1227    |  |  | Béatrice de Souabe 1198–1212 | Béatrice de Souabe 1198–1212 | Béatrice de Souabe 1198–1212 | Béatrice de Souabe 1198–1212 | Béatrice de Souabe 1198–1212 | Béatrice de Souabe 1198–1212 |  |  | Otton IV Empereur r.1209–1215 1175–1218      | Otton IV Empereur r.1209–1215 1175–1218      | Otton IV Empereur r.1209–1215 1175–1218      | Otton IV Empereur r.1209–1215 1175–1218      | Otton IV Empereur r.1209–1215 1175–1218      | Otton IV Empereur r.1209–1215 1175–1218      |                                   |                                   | Guillaume de Lunebourg 1184–1213  | Guillaume de Lunebourg 1184–1213  | Guillaume de Lunebourg 1184–1213 | Guillaume de Lunebourg 1184–1213 | Guillaume de Lunebourg 1184–1213 | Guillaume de Lunebourg 1184–1213 |  |  | Hélène de Danemark | Hélène de Danemark | Hélène de Danemark | Hélène de Danemark | Hélène de Danemark | Hélène de Danemark |
| Gertrude de Bavière                | Gertrude de Bavière                | Gertrude de Bavière                | Gertrude de Bavière                | Gertrude de Bavière                | Gertrude de Bavière                |  |  | Mathilde                                      | Mathilde                                      | Mathilde                                      | Mathilde                                      | Mathilde                                      | Mathilde                                      |  |  | Agnès de Staufen 1176–1204                | Agnès de Staufen 1176–1204                | Agnès de Staufen 1176–1204                | Agnès de Staufen 1176–1204                | Agnès de Staufen 1176–1204                | Agnès de Staufen 1176–1204                |  |  | Henri IV le Long Comte palatin 1173–1227    | Henri IV le Long Comte palatin 1173–1227    | Henri IV le Long Comte palatin 1173–1227    | Henri IV le Long Comte palatin 1173–1227    | Henri IV le Long Comte palatin 1173–1227    | Henri IV le Long Comte palatin 1173–1227    |  |  | Béatrice de Souabe 1198–1212 | Béatrice de Souabe 1198–1212 | Béatrice de Souabe 1198–1212 | Béatrice de Souabe 1198–1212 | Béatrice de Souabe 1198–1212 | Béatrice de Souabe 1198–1212 |  |  | Otton IV Empereur r.1209–1215 1175–1218      | Otton IV Empereur r.1209–1215 1175–1218      | Otton IV Empereur r.1209–1215 1175–1218      | Otton IV Empereur r.1209–1215 1175–1218      | Otton IV Empereur r.1209–1215 1175–1218      | Otton IV Empereur r.1209–1215 1175–1218      |                                   |                                   | Guillaume de Lunebourg 1184–1213  | Guillaume de Lunebourg 1184–1213  | Guillaume de Lunebourg 1184–1213 | Guillaume de Lunebourg 1184–1213 | Guillaume de Lunebourg 1184–1213 | Guillaume de Lunebourg 1184–1213 |  |  | Hélène de Danemark | Hélène de Danemark | Hélène de Danemark | Hélène de Danemark | Hélène de Danemark | Hélène de Danemark |
|                                    |                                    |                                    |                                    |                                    |                                    |  |  |                                               |                                               |                                               |                                               |                                               |                                               |  |  |                                           |                                           |                                           |                                           |                                           |                                           |  |  |                                             |                                             |                                             |                                             |                                             |                                             |  |  |                              |                              |                              |                              |                              |                              |  |  |                                              |                                              |                                              |                                              |                                              |                                              |                                   |                                   |                                   |                                   |                                  |                                  |                                  |                                  |  |  |                    |                    |                    |                    |                    |                    |
|                                    |                                    |                                    |                                    |                                    |                                    |  |  |                                               |                                               |                                               |                                               |                                               |                                               |  |  |                                           |                                           |                                           |                                           |                                           |                                           |  |  |                                             |                                             |                                             |                                             |                                             |                                             |  |  |                              |                              |                              |                              |                              |                              |  |  |                                              |                                              |                                              |                                              |                                              |                                              |                                   |                                   |                                   |                                   |                                  |                                  |                                  |                                  |  |  |                    |                    |                    |                    |                    |                    |
| Henri V 1196–1214 cte pal. du Rhin | Henri V 1196–1214 cte pal. du Rhin | Henri V 1196–1214 cte pal. du Rhin | Henri V 1196–1214 cte pal. du Rhin | Henri V 1196–1214 cte pal. du Rhin | Henri V 1196–1214 cte pal. du Rhin |  |  | Mathilde de Brabant 1200-1267                 | Mathilde de Brabant 1200-1267                 | Mathilde de Brabant 1200-1267                 | Mathilde de Brabant 1200-1267                 | Mathilde de Brabant 1200-1267                 | Mathilde de Brabant 1200-1267                 |  |  | Ermengarde 1200–1260                      | Ermengarde 1200–1260                      | Ermengarde 1200–1260                      | Ermengarde 1200–1260                      | Ermengarde 1200–1260                      | Ermengarde 1200–1260                      |  |  | Hermann V † 1243 mgve de Bade-Bade          | Hermann V † 1243 mgve de Bade-Bade          | Hermann V † 1243 mgve de Bade-Bade          | Hermann V † 1243 mgve de Bade-Bade          | Hermann V † 1243 mgve de Bade-Bade          | Hermann V † 1243 mgve de Bade-Bade          |  |  | Agnès 1201–1267              | Agnès 1201–1267              | Agnès 1201–1267              | Agnès 1201–1267              | Agnès 1201–1267              | Agnès 1201–1267              |  |  | Othon II de Bavière 1206–1253 duc de Bavière | Othon II de Bavière 1206–1253 duc de Bavière | Othon II de Bavière 1206–1253 duc de Bavière | Othon II de Bavière 1206–1253 duc de Bavière | Othon II de Bavière 1206–1253 duc de Bavière | Othon II de Bavière 1206–1253 duc de Bavière |                                   |                                   | Othon Ier Duc de Brunswick        | Othon Ier Duc de Brunswick        | Othon Ier Duc de Brunswick       | Othon Ier Duc de Brunswick       | Othon Ier Duc de Brunswick       | Othon Ier Duc de Brunswick       |  |  |                    |                    |                    |                    |                    |                    |
| Henri V 1196–1214 cte pal. du Rhin | Henri V 1196–1214 cte pal. du Rhin | Henri V 1196–1214 cte pal. du Rhin | Henri V 1196–1214 cte pal. du Rhin | Henri V 1196–1214 cte pal. du Rhin | Henri V 1196–1214 cte pal. du Rhin |  |  | Mathilde de Brabant 1200-1267                 | Mathilde de Brabant 1200-1267                 | Mathilde de Brabant 1200-1267                 | Mathilde de Brabant 1200-1267                 | Mathilde de Brabant 1200-1267                 | Mathilde de Brabant 1200-1267                 |  |  | Ermengarde 1200–1260                      | Ermengarde 1200–1260                      | Ermengarde 1200–1260                      | Ermengarde 1200–1260                      | Ermengarde 1200–1260                      | Ermengarde 1200–1260                      |  |  | Hermann V † 1243 mgve de Bade-Bade          | Hermann V † 1243 mgve de Bade-Bade          | Hermann V † 1243 mgve de Bade-Bade          | Hermann V † 1243 mgve de Bade-Bade          | Hermann V † 1243 mgve de Bade-Bade          | Hermann V † 1243 mgve de Bade-Bade          |  |  | Agnès 1201–1267              | Agnès 1201–1267              | Agnès 1201–1267              | Agnès 1201–1267              | Agnès 1201–1267              | Agnès 1201–1267              |  |  | Othon II de Bavière 1206–1253 duc de Bavière | Othon II de Bavière 1206–1253 duc de Bavière | Othon II de Bavière 1206–1253 duc de Bavière | Othon II de Bavière 1206–1253 duc de Bavière | Othon II de Bavière 1206–1253 duc de Bavière | Othon II de Bavière 1206–1253 duc de Bavière |                                   |                                   | Othon Ier Duc de Brunswick        | Othon Ier Duc de Brunswick        | Othon Ier Duc de Brunswick       | Othon Ier Duc de Brunswick       | Othon Ier Duc de Brunswick       | Othon Ier Duc de Brunswick       |  |  |                    |                    |                    |                    |                    |                    |
|                                    |                                    |                                    |                                    |                                    |                                    |  |  |                                               |                                               |                                               |                                               |                                               |                                               |  |  |                                           |                                           |                                           |                                           |                                           |                                           |  |  |                                             |                                             |                                             |                                             |                                             |                                             |  |  |                              |                              |                              |                              |                              |                              |  |  |                                              |                                              |                                              |                                              |                                              |                                              |                                   |                                   |                                   |                                   |                                  |                                  |                                  |                                  |  |  |                    |                    |                    |                    |                    |                    |
|                                    |                                    |                                    |                                    |                                    |                                    |  |  |                                               |                                               |                                               |                                               |                                               |                                               |  |  |                                           |                                           |                                           |                                           |                                           |                                           |  |  |                                             |                                             |                                             |                                             |                                             |                                             |  |  |                              |                              |                              |                              |                              |                              |  |  |                                              |                                              |                                              |                                              |                                              |                                              |                                   |                                   | Anciennes Maisons de Brunswick    |                                   |                                  |                                  |                                  |                                  |  |  |                    |                    |                    |                    |                    |                    |

Anciennes maisons de Brunswick-Lunebourg et Brunswick-Grubenhagen
|                                                                       |                                                                       |                                                                       |                                                                       |                                                                       |                                                                       |  |  |                                                                       |                                                                       |                                                                       |                                                                       |                                                                       |                                                                       |  |  | Othon Ier Duc de Brunswick                               | Othon Ier Duc de Brunswick                               | Othon Ier Duc de Brunswick                               | Othon Ier Duc de Brunswick                               | Othon Ier Duc de Brunswick                               | Othon Ier Duc de Brunswick                               |  |  | Mathilde de Brandebourg (en)                               | Mathilde de Brandebourg (en)                               | Mathilde de Brandebourg (en)                               | Mathilde de Brandebourg (en)                               | Mathilde de Brandebourg (en)                               | Mathilde de Brandebourg (en)                               |  |  |                                                                          |                                                                          |                                                                          |                                                                          |                                                                          |                                                                          |  |  |                                         |                                         |                                         |                                         |                                         |                                         |  |  |                        |                        |                        |                        |                        |                        |           |           |                               |                               |                               |                               |                               |                               |          |          |           |           |           |           |           |           |  |  |  |  |  |  |  |  |  |  |  |  |  |  |  |  |  |  |  |  |  |  |  |  |  |  |
|                                                                       |                                                                       |                                                                       |                                                                       |                                                                       |                                                                       |  |  |                                                                       |                                                                       |                                                                       |                                                                       |                                                                       |                                                                       |  |  | Othon Ier Duc de Brunswick                               | Othon Ier Duc de Brunswick                               | Othon Ier Duc de Brunswick                               | Othon Ier Duc de Brunswick                               | Othon Ier Duc de Brunswick                               | Othon Ier Duc de Brunswick                               |  |  | Mathilde de Brandebourg (en)                               | Mathilde de Brandebourg (en)                               | Mathilde de Brandebourg (en)                               | Mathilde de Brandebourg (en)                               | Mathilde de Brandebourg (en)                               | Mathilde de Brandebourg (en)                               |  |  |                                                                          |                                                                          |                                                                          |                                                                          |                                                                          |                                                                          |  |  |                                         |                                         |                                         |                                         |                                         |                                         |  |  |                        |                        |                        |                        |                        |                        |           |           |                               |                               |                               |                               |                               |                               |          |          |           |           |           |           |           |           |  |  |  |  |  |  |  |  |  |  |  |  |  |  |  |  |  |  |  |  |  |  |  |  |  |  |
|                                                                       |                                                                       |                                                                       |                                                                       |                                                                       |                                                                       |  |  |                                                                       |                                                                       |                                                                       |                                                                       |                                                                       |                                                                       |  |  |                                                          |                                                          |                                                          |                                                          |                                                          |                                                          |  |  |                                                            |                                                            |                                                            |                                                            |                                                            |                                                            |  |  |                                                                          |                                                                          |                                                                          |                                                                          |                                                                          |                                                                          |  |  |                                         |                                         |                                         |                                         |                                         |                                         |  |  |                        |                        |                        |                        |                        |                        |           |           |                               |                               |                               |                               |                               |                               |          |          |           |           |           |           |           |           |  |  |  |  |  |  |  |  |  |  |  |  |  |  |  |  |  |  |  |  |  |  |  |  |  |  |
|                                                                       |                                                                       |                                                                       |                                                                       |                                                                       |                                                                       |  |  |                                                                       |                                                                       |                                                                       |                                                                       |                                                                       |                                                                       |  |  |                                                          |                                                          |                                                          |                                                          |                                                          |                                                          |  |  |                                                            |                                                            |                                                            |                                                            |                                                            |                                                            |  |  |                                                                          |                                                                          |                                                                          |                                                                          |                                                                          |                                                                          |  |  |                                         |                                         |                                         |                                         |                                         |                                         |  |  |                        |                        |                        |                        |                        |                        |           |           |                               |                               |                               |                               |                               |                               |          |          |           |           |           |           |           |           |  |  |  |  |  |  |  |  |  |  |  |  |  |  |  |  |  |  |  |  |  |  |  |  |  |  |
|                                                                       |                                                                       |                                                                       |                                                                       |                                                                       |                                                                       |  |  | Albert Ier de Brunswick                                               | Albert Ier de Brunswick                                               | Albert Ier de Brunswick                                               | Albert Ier de Brunswick                                               | Albert Ier de Brunswick                                               | Albert Ier de Brunswick                                               |  |  | Alessine (bg)                                            | Alessine (bg)                                            | Alessine (bg)                                            | Alessine (bg)                                            | Alessine (bg)                                            | Alessine (bg)                                            |  |  |                                                            |                                                            |                                                            |                                                            |                                                            |                                                            |  |  |                                                                          |                                                                          |                                                                          |                                                                          |                                                                          |                                                                          |  |  |                                         |                                         |                                         |                                         |                                         |                                         |  |  | Jean de Lunebourg      | Jean de Lunebourg      | Jean de Lunebourg      | Jean de Lunebourg      | Jean de Lunebourg      | Jean de Lunebourg      |           |           | Liutgard                      | Liutgard                      | Liutgard                      | Liutgard                      | Liutgard                      | Liutgard                      |          |          |           |           |           |           |           |           |  |  |  |  |  |  |  |  |  |  |  |  |  |  |  |  |  |  |  |  |  |  |  |  |  |  |
|                                                                       |                                                                       |                                                                       |                                                                       |                                                                       |                                                                       |  |  | Albert Ier de Brunswick                                               | Albert Ier de Brunswick                                               | Albert Ier de Brunswick                                               | Albert Ier de Brunswick                                               | Albert Ier de Brunswick                                               | Albert Ier de Brunswick                                               |  |  | Alessine (bg)                                            | Alessine (bg)                                            | Alessine (bg)                                            | Alessine (bg)                                            | Alessine (bg)                                            | Alessine (bg)                                            |  |  |                                                            |                                                            |                                                            |                                                            |                                                            |                                                            |  |  |                                                                          |                                                                          |                                                                          |                                                                          |                                                                          |                                                                          |  |  |                                         |                                         |                                         |                                         |                                         |                                         |  |  | Jean de Lunebourg      | Jean de Lunebourg      | Jean de Lunebourg      | Jean de Lunebourg      | Jean de Lunebourg      | Jean de Lunebourg      |           |           | Liutgard                      | Liutgard                      | Liutgard                      | Liutgard                      | Liutgard                      | Liutgard                      |          |          |           |           |           |           |           |           |  |  |  |  |  |  |  |  |  |  |  |  |  |  |  |  |  |  |  |  |  |  |  |  |  |  |
|                                                                       |                                                                       |                                                                       |                                                                       |                                                                       |                                                                       |  |  |                                                                       |                                                                       |                                                                       |                                                                       |                                                                       |                                                                       |  |  |                                                          |                                                          |                                                          |                                                          |                                                          |                                                          |  |  |                                                            |                                                            |                                                            |                                                            |                                                            |                                                            |  |  |                                                                          |                                                                          |                                                                          |                                                                          |                                                                          |                                                                          |  |  |                                         |                                         |                                         |                                         |                                         |                                         |  |  |                        |                        |                        |                        |                        |                        |           |           |                               |                               |                               |                               |                               |                               |          |          |           |           |           |           |           |           |  |  |  |  |  |  |  |  |  |  |  |  |  |  |  |  |  |  |  |  |  |  |  |  |  |  |
|                                                                       |                                                                       |                                                                       |                                                                       |                                                                       |                                                                       |  |  |                                                                       |                                                                       |                                                                       |                                                                       |                                                                       |                                                                       |  |  |                                                          |                                                          |                                                          |                                                          |                                                          |                                                          |  |  |                                                            |                                                            |                                                            |                                                            |                                                            |                                                            |  |  |                                                                          |                                                                          |                                                                          |                                                                          |                                                                          |                                                                          |  |  |                                         |                                         |                                         |                                         |                                         |                                         |  |  |                        |                        |                        |                        |                        |                        |           |           |                               |                               |                               |                               |                               |                               |          |          |           |           |           |           |           |           |  |  |  |  |  |  |  |  |  |  |  |  |  |  |  |  |  |  |  |  |  |  |  |  |  |  |
| Henri Ier de Grubenhagen 1267-1322 x Agnès de Misnie (en)             | Henri Ier de Grubenhagen 1267-1322 x Agnès de Misnie (en)             | Henri Ier de Grubenhagen 1267-1322 x Agnès de Misnie (en)             | Henri Ier de Grubenhagen 1267-1322 x Agnès de Misnie (en)             | Henri Ier de Grubenhagen 1267-1322 x Agnès de Misnie (en)             | Henri Ier de Grubenhagen 1267-1322 x Agnès de Misnie (en)             |  |  | Albert II de Göttingen et Wolfenbüttel 1268-1318 x Rixa de Werle (de) | Albert II de Göttingen et Wolfenbüttel 1268-1318 x Rixa de Werle (de) | Albert II de Göttingen et Wolfenbüttel 1268-1318 x Rixa de Werle (de) | Albert II de Göttingen et Wolfenbüttel 1268-1318 x Rixa de Werle (de) | Albert II de Göttingen et Wolfenbüttel 1268-1318 x Rixa de Werle (de) | Albert II de Göttingen et Wolfenbüttel 1268-1318 x Rixa de Werle (de) |  |  | Guillaume Ier 1270-1292                                  | Guillaume Ier 1270-1292                                  | Guillaume Ier 1270-1292                                  | Guillaume Ier 1270-1292                                  | Guillaume Ier 1270-1292                                  | Guillaume Ier 1270-1292                                  |  |  | Othon 1271-1345/47                                         | Othon 1271-1345/47                                         | Othon 1271-1345/47                                         | Othon 1271-1345/47                                         | Othon 1271-1345/47                                         | Othon 1271-1345/47                                         |  |  | Luther 1275-1335                                                         | Luther 1275-1335                                                         | Luther 1275-1335                                                         | Luther 1275-1335                                                         | Luther 1275-1335                                                         | Luther 1275-1335                                                         |  |  | Mathilde                                | Mathilde                                | Mathilde                                | Mathilde                                | Mathilde                                | Mathilde                                |  |  | Othon II de Lunebourg  | Othon II de Lunebourg  | Othon II de Lunebourg  | Othon II de Lunebourg  | Othon II de Lunebourg  | Othon II de Lunebourg  |           |           | Mathilde de Bavière 1275-1319 | Mathilde de Bavière 1275-1319 | Mathilde de Bavière 1275-1319 | Mathilde de Bavière 1275-1319 | Mathilde de Bavière 1275-1319 | Mathilde de Bavière 1275-1319 |          |          | Élisabeth | Élisabeth | Élisabeth | Élisabeth | Élisabeth | Élisabeth |  |  |  |  |  |  |  |  |  |  |  |  |  |  |  |  |  |  |  |  |  |  |  |  |  |  |
| Henri Ier de Grubenhagen 1267-1322 x Agnès de Misnie (en)             | Henri Ier de Grubenhagen 1267-1322 x Agnès de Misnie (en)             | Henri Ier de Grubenhagen 1267-1322 x Agnès de Misnie (en)             | Henri Ier de Grubenhagen 1267-1322 x Agnès de Misnie (en)             | Henri Ier de Grubenhagen 1267-1322 x Agnès de Misnie (en)             | Henri Ier de Grubenhagen 1267-1322 x Agnès de Misnie (en)             |  |  | Albert II de Göttingen et Wolfenbüttel 1268-1318 x Rixa de Werle (de) | Albert II de Göttingen et Wolfenbüttel 1268-1318 x Rixa de Werle (de) | Albert II de Göttingen et Wolfenbüttel 1268-1318 x Rixa de Werle (de) | Albert II de Göttingen et Wolfenbüttel 1268-1318 x Rixa de Werle (de) | Albert II de Göttingen et Wolfenbüttel 1268-1318 x Rixa de Werle (de) | Albert II de Göttingen et Wolfenbüttel 1268-1318 x Rixa de Werle (de) |  |  | Guillaume Ier 1270-1292                                  | Guillaume Ier 1270-1292                                  | Guillaume Ier 1270-1292                                  | Guillaume Ier 1270-1292                                  | Guillaume Ier 1270-1292                                  | Guillaume Ier 1270-1292                                  |  |  | Othon 1271-1345/47                                         | Othon 1271-1345/47                                         | Othon 1271-1345/47                                         | Othon 1271-1345/47                                         | Othon 1271-1345/47                                         | Othon 1271-1345/47                                         |  |  | Luther 1275-1335                                                         | Luther 1275-1335                                                         | Luther 1275-1335                                                         | Luther 1275-1335                                                         | Luther 1275-1335                                                         | Luther 1275-1335                                                         |  |  | Mathilde                                | Mathilde                                | Mathilde                                | Mathilde                                | Mathilde                                | Mathilde                                |  |  | Othon II de Lunebourg  | Othon II de Lunebourg  | Othon II de Lunebourg  | Othon II de Lunebourg  | Othon II de Lunebourg  | Othon II de Lunebourg  |           |           | Mathilde de Bavière 1275-1319 | Mathilde de Bavière 1275-1319 | Mathilde de Bavière 1275-1319 | Mathilde de Bavière 1275-1319 | Mathilde de Bavière 1275-1319 | Mathilde de Bavière 1275-1319 |          |          | Élisabeth | Élisabeth | Élisabeth | Élisabeth | Élisabeth | Élisabeth |  |  |  |  |  |  |  |  |  |  |  |  |  |  |  |  |  |  |  |  |  |  |  |  |  |  |
|                                                                       |                                                                       |                                                                       |                                                                       |                                                                       |                                                                       |  |  |                                                                       |                                                                       |                                                                       |                                                                       |                                                                       |                                                                       |  |  |                                                          |                                                          |                                                          |                                                          |                                                          |                                                          |  |  |                                                            |                                                            |                                                            |                                                            |                                                            |                                                            |  |  |                                                                          |                                                                          |                                                                          |                                                                          |                                                                          |                                                                          |  |  |                                         |                                         |                                         |                                         |                                         |                                         |  |  |                        |                        |                        |                        |                        |                        |           |           |                               |                               |                               |                               |                               |                               |          |          |           |           |           |           |           |           |  |  |  |  |  |  |  |  |  |  |  |  |  |  |  |  |  |  |  |  |  |  |  |  |  |  |
|                                                                       |                                                                       |                                                                       |                                                                       |                                                                       |                                                                       |  |  |                                                                       |                                                                       |                                                                       |                                                                       |                                                                       |                                                                       |  |  |                                                          |                                                          |                                                          |                                                          |                                                          |                                                          |  |  |                                                            |                                                            |                                                            |                                                            |                                                            |                                                            |  |  |                                                                          |                                                                          |                                                                          |                                                                          |                                                                          |                                                                          |  |  |                                         |                                         |                                         |                                         |                                         |                                         |  |  |                        |                        |                        |                        |                        |                        |           |           |                               |                               |                               |                               |                               |                               |          |          |           |           |           |           |           |           |  |  |  |  |  |  |  |  |  |  |  |  |  |  |  |  |  |  |  |  |  |  |  |  |  |  |
|                                                                       |                                                                       |                                                                       |                                                                       |                                                                       |                                                                       |  |  | Henri III de Brunswick-Lunebourg (en)                                 | Henri III de Brunswick-Lunebourg (en)                                 | Henri III de Brunswick-Lunebourg (en)                                 | Henri III de Brunswick-Lunebourg (en)                                 | Henri III de Brunswick-Lunebourg (en)                                 | Henri III de Brunswick-Lunebourg (en)                                 |  |  |                                                          |                                                          |                                                          |                                                          |                                                          |                                                          |  |  |                                                            |                                                            |                                                            |                                                            |                                                            |                                                            |  |  | Ernest de Göttingen x Élisabeth de Hesse (bg)                            | Ernest de Göttingen x Élisabeth de Hesse (bg)                            | Ernest de Göttingen x Élisabeth de Hesse (bg)                            | Ernest de Göttingen x Élisabeth de Hesse (bg)                            | Ernest de Göttingen x Élisabeth de Hesse (bg)                            | Ernest de Göttingen x Élisabeth de Hesse (bg)                            |  |  | Magnus Ier x Sophie de Brandebourg (en) | Magnus Ier x Sophie de Brandebourg (en) | Magnus Ier x Sophie de Brandebourg (en) | Magnus Ier x Sophie de Brandebourg (en) | Magnus Ier x Sophie de Brandebourg (en) | Magnus Ier x Sophie de Brandebourg (en) |  |  | Othon III de Lunebourg | Othon III de Lunebourg | Othon III de Lunebourg | Othon III de Lunebourg | Othon III de Lunebourg | Othon III de Lunebourg |           |           | Guillaume II                  | Guillaume II                  | Guillaume II                  | Guillaume II                  | Guillaume II                  | Guillaume II                  |          |          |           |           |           |           |           |           |  |  |  |  |  |  |  |  |  |  |  |  |  |  |  |  |  |  |  |  |  |  |  |  |  |  |
|                                                                       |                                                                       |                                                                       |                                                                       |                                                                       |                                                                       |  |  | Henri III de Brunswick-Lunebourg (en)                                 | Henri III de Brunswick-Lunebourg (en)                                 | Henri III de Brunswick-Lunebourg (en)                                 | Henri III de Brunswick-Lunebourg (en)                                 | Henri III de Brunswick-Lunebourg (en)                                 | Henri III de Brunswick-Lunebourg (en)                                 |  |  |                                                          |                                                          |                                                          |                                                          |                                                          |                                                          |  |  |                                                            |                                                            |                                                            |                                                            |                                                            |                                                            |  |  | Ernest de Göttingen x Élisabeth de Hesse (bg)                            | Ernest de Göttingen x Élisabeth de Hesse (bg)                            | Ernest de Göttingen x Élisabeth de Hesse (bg)                            | Ernest de Göttingen x Élisabeth de Hesse (bg)                            | Ernest de Göttingen x Élisabeth de Hesse (bg)                            | Ernest de Göttingen x Élisabeth de Hesse (bg)                            |  |  | Magnus Ier x Sophie de Brandebourg (en) | Magnus Ier x Sophie de Brandebourg (en) | Magnus Ier x Sophie de Brandebourg (en) | Magnus Ier x Sophie de Brandebourg (en) | Magnus Ier x Sophie de Brandebourg (en) | Magnus Ier x Sophie de Brandebourg (en) |  |  | Othon III de Lunebourg | Othon III de Lunebourg | Othon III de Lunebourg | Othon III de Lunebourg | Othon III de Lunebourg | Othon III de Lunebourg |           |           | Guillaume II                  | Guillaume II                  | Guillaume II                  | Guillaume II                  | Guillaume II                  | Guillaume II                  |          |          |           |           |           |           |           |           |  |  |  |  |  |  |  |  |  |  |  |  |  |  |  |  |  |  |  |  |  |  |  |  |  |  |
|                                                                       |                                                                       |                                                                       |                                                                       |                                                                       |                                                                       |  |  |                                                                       |                                                                       |                                                                       |                                                                       |                                                                       |                                                                       |  |  |                                                          |                                                          |                                                          |                                                          |                                                          |                                                          |  |  |                                                            |                                                            |                                                            |                                                            |                                                            |                                                            |  |  |                                                                          |                                                                          |                                                                          |                                                                          |                                                                          |                                                                          |  |  |                                         |                                         |                                         |                                         |                                         |                                         |  |  |                        |                        |                        |                        |                        |                        |           |           |                               |                               |                               |                               |                               |                               |          |          |           |           |           |           |           |           |  |  |  |  |  |  |  |  |  |  |  |  |  |  |  |  |  |  |  |  |  |  |  |  |  |  |
| Henri II de Grubenhagen                                               | Henri II de Grubenhagen                                               | Henri II de Grubenhagen                                               | Henri II de Grubenhagen                                               | Henri II de Grubenhagen                                               | Henri II de Grubenhagen                                               |  |  | Ernest Ier de Grubenhagen x Adélaïde d'Everstein                      | Ernest Ier de Grubenhagen x Adélaïde d'Everstein                      | Ernest Ier de Grubenhagen x Adélaïde d'Everstein                      | Ernest Ier de Grubenhagen x Adélaïde d'Everstein                      | Ernest Ier de Grubenhagen x Adélaïde d'Everstein                      | Ernest Ier de Grubenhagen x Adélaïde d'Everstein                      |  |  | Irène                                                    | Irène                                                    | Irène                                                    | Irène                                                    | Irène                                                    | Irène                                                    |  |  | Guillaume de Grubenhagen                                   | Guillaume de Grubenhagen                                   | Guillaume de Grubenhagen                                   | Guillaume de Grubenhagen                                   | Guillaume de Grubenhagen                                   | Guillaume de Grubenhagen                                   |  |  | Othon Ier de Göttingen                                                   | Othon Ier de Göttingen                                                   | Othon Ier de Göttingen                                                   | Othon Ier de Göttingen                                                   | Othon Ier de Göttingen                                                   | Othon Ier de Göttingen                                                   |  |  | Moyennes Maisons de Brunswick           | Moyennes Maisons de Brunswick           | Moyennes Maisons de Brunswick           | Moyennes Maisons de Brunswick           | Moyennes Maisons de Brunswick           | Moyennes Maisons de Brunswick           |  |  |                        |                        |                        |                        | Élisabeth              | Élisabeth              | Élisabeth | Élisabeth | Élisabeth                     | Élisabeth                     |                               |                               | Mathilde                      | Mathilde                      | Mathilde | Mathilde | Mathilde  | Mathilde  |           |           |           |           |  |  |  |  |  |  |  |  |  |  |  |  |  |  |  |  |  |  |  |  |  |  |  |  |  |  |
| Henri II de Grubenhagen                                               | Henri II de Grubenhagen                                               | Henri II de Grubenhagen                                               | Henri II de Grubenhagen                                               | Henri II de Grubenhagen                                               | Henri II de Grubenhagen                                               |  |  | Ernest Ier de Grubenhagen x Adélaïde d'Everstein                      | Ernest Ier de Grubenhagen x Adélaïde d'Everstein                      | Ernest Ier de Grubenhagen x Adélaïde d'Everstein                      | Ernest Ier de Grubenhagen x Adélaïde d'Everstein                      | Ernest Ier de Grubenhagen x Adélaïde d'Everstein                      | Ernest Ier de Grubenhagen x Adélaïde d'Everstein                      |  |  | Irène                                                    | Irène                                                    | Irène                                                    | Irène                                                    | Irène                                                    | Irène                                                    |  |  | Guillaume de Grubenhagen                                   | Guillaume de Grubenhagen                                   | Guillaume de Grubenhagen                                   | Guillaume de Grubenhagen                                   | Guillaume de Grubenhagen                                   | Guillaume de Grubenhagen                                   |  |  | Othon Ier de Göttingen                                                   | Othon Ier de Göttingen                                                   | Othon Ier de Göttingen                                                   | Othon Ier de Göttingen                                                   | Othon Ier de Göttingen                                                   | Othon Ier de Göttingen                                                   |  |  | Moyennes Maisons de Brunswick           | Moyennes Maisons de Brunswick           | Moyennes Maisons de Brunswick           | Moyennes Maisons de Brunswick           | Moyennes Maisons de Brunswick           | Moyennes Maisons de Brunswick           |  |  |                        |                        |                        |                        | Élisabeth              | Élisabeth              | Élisabeth | Élisabeth | Élisabeth                     | Élisabeth                     |                               |                               | Mathilde                      | Mathilde                      | Mathilde | Mathilde | Mathilde  | Mathilde  |           |           |           |           |  |  |  |  |  |  |  |  |  |  |  |  |  |  |  |  |  |  |  |  |  |  |  |  |  |  |
|                                                                       |                                                                       |                                                                       |                                                                       |                                                                       |                                                                       |  |  |                                                                       |                                                                       |                                                                       |                                                                       |                                                                       |                                                                       |  |  |                                                          |                                                          |                                                          |                                                          |                                                          |                                                          |  |  |                                                            |                                                            |                                                            |                                                            |                                                            |                                                            |  |  |                                                                          |                                                                          |                                                                          |                                                                          |                                                                          |                                                                          |  |  |                                         |                                         |                                         |                                         |                                         |                                         |  |  |                        |                        |                        |                        |                        |                        |           |           |                               |                               |                               |                               |                               |                               |          |          |           |           |           |           |           |           |  |  |  |  |  |  |  |  |  |  |  |  |  |  |  |  |  |  |  |  |  |  |  |  |  |  |
| Albert Ier 1339-1383 x Agnès de Brunswick-Lunebourg (it)              | Albert Ier 1339-1383 x Agnès de Brunswick-Lunebourg (it)              | Albert Ier 1339-1383 x Agnès de Brunswick-Lunebourg (it)              | Albert Ier 1339-1383 x Agnès de Brunswick-Lunebourg (it)              | Albert Ier 1339-1383 x Agnès de Brunswick-Lunebourg (it)              | Albert Ier 1339-1383 x Agnès de Brunswick-Lunebourg (it)              |  |  | Jean II de Grubenhagen                                                | Jean II de Grubenhagen                                                | Jean II de Grubenhagen                                                | Jean II de Grubenhagen                                                | Jean II de Grubenhagen                                                | Jean II de Grubenhagen                                                |  |  | Frédéric de Grubenhagen x Adelaïde d'Anhalt-Zerbst       | Frédéric de Grubenhagen x Adelaïde d'Anhalt-Zerbst       | Frédéric de Grubenhagen x Adelaïde d'Anhalt-Zerbst       | Frédéric de Grubenhagen x Adelaïde d'Anhalt-Zerbst       | Frédéric de Grubenhagen x Adelaïde d'Anhalt-Zerbst       | Frédéric de Grubenhagen x Adelaïde d'Anhalt-Zerbst       |  |  |                                                            |                                                            |                                                            |                                                            |                                                            |                                                            |  |  | Othon II de Göttingen                                                    | Othon II de Göttingen                                                    | Othon II de Göttingen                                                    | Othon II de Göttingen                                                    | Othon II de Göttingen                                                    | Othon II de Göttingen                                                    |  |  |                                         |                                         |                                         |                                         |                                         |                                         |  |  |                        |                        |                        |                        |                        |                        |           |           |                               |                               |                               |                               |                               |                               |          |          |           |           |           |           |           |           |  |  |  |  |  |  |  |  |  |  |  |  |  |  |  |  |  |  |  |  |  |  |  |  |  |  |
| Albert Ier 1339-1383 x Agnès de Brunswick-Lunebourg (it)              | Albert Ier 1339-1383 x Agnès de Brunswick-Lunebourg (it)              | Albert Ier 1339-1383 x Agnès de Brunswick-Lunebourg (it)              | Albert Ier 1339-1383 x Agnès de Brunswick-Lunebourg (it)              | Albert Ier 1339-1383 x Agnès de Brunswick-Lunebourg (it)              | Albert Ier 1339-1383 x Agnès de Brunswick-Lunebourg (it)              |  |  | Jean II de Grubenhagen                                                | Jean II de Grubenhagen                                                | Jean II de Grubenhagen                                                | Jean II de Grubenhagen                                                | Jean II de Grubenhagen                                                | Jean II de Grubenhagen                                                |  |  | Frédéric de Grubenhagen x Adelaïde d'Anhalt-Zerbst       | Frédéric de Grubenhagen x Adelaïde d'Anhalt-Zerbst       | Frédéric de Grubenhagen x Adelaïde d'Anhalt-Zerbst       | Frédéric de Grubenhagen x Adelaïde d'Anhalt-Zerbst       | Frédéric de Grubenhagen x Adelaïde d'Anhalt-Zerbst       | Frédéric de Grubenhagen x Adelaïde d'Anhalt-Zerbst       |  |  |                                                            |                                                            |                                                            |                                                            |                                                            |                                                            |  |  | Othon II de Göttingen                                                    | Othon II de Göttingen                                                    | Othon II de Göttingen                                                    | Othon II de Göttingen                                                    | Othon II de Göttingen                                                    | Othon II de Göttingen                                                    |  |  |                                         |                                         |                                         |                                         |                                         |                                         |  |  |                        |                        |                        |                        |                        |                        |           |           |                               |                               |                               |                               |                               |                               |          |          |           |           |           |           |           |           |  |  |  |  |  |  |  |  |  |  |  |  |  |  |  |  |  |  |  |  |  |  |  |  |  |  |
| Éric de Grubenhagen 1380-1427 x Élisabeth de Brunswick-Göttingen (it) | Éric de Grubenhagen 1380-1427 x Élisabeth de Brunswick-Göttingen (it) | Éric de Grubenhagen 1380-1427 x Élisabeth de Brunswick-Göttingen (it) | Éric de Grubenhagen 1380-1427 x Élisabeth de Brunswick-Göttingen (it) | Éric de Grubenhagen 1380-1427 x Élisabeth de Brunswick-Göttingen (it) | Éric de Grubenhagen 1380-1427 x Élisabeth de Brunswick-Göttingen (it) |  |  |                                                                       |                                                                       |                                                                       |                                                                       |                                                                       |                                                                       |  |  | Othon II de Grubenhagen                                  | Othon II de Grubenhagen                                  | Othon II de Grubenhagen                                  | Othon II de Grubenhagen                                  | Othon II de Grubenhagen                                  | Othon II de Grubenhagen                                  |  |  |                                                            |                                                            |                                                            |                                                            |                                                            |                                                            |  |  |                                                                          |                                                                          |                                                                          |                                                                          |                                                                          |                                                                          |  |  |                                         |                                         |                                         |                                         |                                         |                                         |  |  |                        |                        |                        |                        |                        |                        |           |           |                               |                               |                               |                               |                               |                               |          |          |           |           |           |           |           |           |  |  |  |  |  |  |  |  |  |  |  |  |  |  |  |  |  |  |  |  |  |  |  |  |  |  |
| Éric de Grubenhagen 1380-1427 x Élisabeth de Brunswick-Göttingen (it) | Éric de Grubenhagen 1380-1427 x Élisabeth de Brunswick-Göttingen (it) | Éric de Grubenhagen 1380-1427 x Élisabeth de Brunswick-Göttingen (it) | Éric de Grubenhagen 1380-1427 x Élisabeth de Brunswick-Göttingen (it) | Éric de Grubenhagen 1380-1427 x Élisabeth de Brunswick-Göttingen (it) | Éric de Grubenhagen 1380-1427 x Élisabeth de Brunswick-Göttingen (it) |  |  |                                                                       |                                                                       |                                                                       |                                                                       |                                                                       |                                                                       |  |  | Othon II de Grubenhagen                                  | Othon II de Grubenhagen                                  | Othon II de Grubenhagen                                  | Othon II de Grubenhagen                                  | Othon II de Grubenhagen                                  | Othon II de Grubenhagen                                  |  |  |                                                            |                                                            |                                                            |                                                            |                                                            |                                                            |  |  |                                                                          |                                                                          |                                                                          |                                                                          |                                                                          |                                                                          |  |  |                                         |                                         |                                         |                                         |                                         |                                         |  |  |                        |                        |                        |                        |                        |                        |           |           |                               |                               |                               |                               |                               |                               |          |          |           |           |           |           |           |           |  |  |  |  |  |  |  |  |  |  |  |  |  |  |  |  |  |  |  |  |  |  |  |  |  |  |
|                                                                       |                                                                       |                                                                       |                                                                       |                                                                       |                                                                       |  |  |                                                                       |                                                                       |                                                                       |                                                                       |                                                                       |                                                                       |  |  |                                                          |                                                          |                                                          |                                                          |                                                          |                                                          |  |  |                                                            |                                                            |                                                            |                                                            |                                                            |                                                            |  |  |                                                                          |                                                                          |                                                                          |                                                                          |                                                                          |                                                                          |  |  |                                         |                                         |                                         |                                         |                                         |                                         |  |  |                        |                        |                        |                        |                        |                        |           |           |                               |                               |                               |                               |                               |                               |          |          |           |           |           |           |           |           |  |  |  |  |  |  |  |  |  |  |  |  |  |  |  |  |  |  |  |  |  |  |  |  |  |  |
| Anne x Albert III de Bavière                                          | Anne x Albert III de Bavière                                          | Anne x Albert III de Bavière                                          | Anne x Albert III de Bavière                                          | Anne x Albert III de Bavière                                          | Anne x Albert III de Bavière                                          |  |  | Henri III x Marguerite de Żagań                                       | Henri III x Marguerite de Żagań                                       | Henri III x Marguerite de Żagań                                       | Henri III x Marguerite de Żagań                                       | Henri III x Marguerite de Żagań                                       | Henri III x Marguerite de Żagań                                       |  |  | Albert II x Élisabeth de Waldeck (de)                    | Albert II x Élisabeth de Waldeck (de)                    | Albert II x Élisabeth de Waldeck (de)                    | Albert II x Élisabeth de Waldeck (de)                    | Albert II x Élisabeth de Waldeck (de)                    | Albert II x Élisabeth de Waldeck (de)                    |  |  |                                                            |                                                            |                                                            |                                                            |                                                            |                                                            |  |  |                                                                          |                                                                          |                                                                          |                                                                          |                                                                          |                                                                          |  |  |                                         |                                         |                                         |                                         |                                         |                                         |  |  |                        |                        |                        |                        |                        |                        |           |           |                               |                               |                               |                               |                               |                               |          |          |           |           |           |           |           |           |  |  |  |  |  |  |  |  |  |  |  |  |  |  |  |  |  |  |  |  |  |  |  |  |  |  |
| Anne x Albert III de Bavière                                          | Anne x Albert III de Bavière                                          | Anne x Albert III de Bavière                                          | Anne x Albert III de Bavière                                          | Anne x Albert III de Bavière                                          | Anne x Albert III de Bavière                                          |  |  | Henri III x Marguerite de Żagań                                       | Henri III x Marguerite de Żagań                                       | Henri III x Marguerite de Żagań                                       | Henri III x Marguerite de Żagań                                       | Henri III x Marguerite de Żagań                                       | Henri III x Marguerite de Żagań                                       |  |  | Albert II x Élisabeth de Waldeck (de)                    | Albert II x Élisabeth de Waldeck (de)                    | Albert II x Élisabeth de Waldeck (de)                    | Albert II x Élisabeth de Waldeck (de)                    | Albert II x Élisabeth de Waldeck (de)                    | Albert II x Élisabeth de Waldeck (de)                    |  |  |                                                            |                                                            |                                                            |                                                            |                                                            |                                                            |  |  |                                                                          |                                                                          |                                                                          |                                                                          |                                                                          |                                                                          |  |  |                                         |                                         |                                         |                                         |                                         |                                         |  |  |                        |                        |                        |                        |                        |                        |           |           |                               |                               |                               |                               |                               |                               |          |          |           |           |           |           |           |           |  |  |  |  |  |  |  |  |  |  |  |  |  |  |  |  |  |  |  |  |  |  |  |  |  |  |
|                                                                       |                                                                       |                                                                       |                                                                       |                                                                       |                                                                       |  |  |                                                                       |                                                                       |                                                                       |                                                                       |                                                                       |                                                                       |  |  |                                                          |                                                          |                                                          |                                                          |                                                          |                                                          |  |  |                                                            |                                                            |                                                            |                                                            |                                                            |                                                            |  |  |                                                                          |                                                                          |                                                                          |                                                                          |                                                                          |                                                                          |  |  |                                         |                                         |                                         |                                         |                                         |                                         |  |  |                        |                        |                        |                        |                        |                        |           |           |                               |                               |                               |                               |                               |                               |          |          |           |           |           |           |           |           |  |  |  |  |  |  |  |  |  |  |  |  |  |  |  |  |  |  |  |  |  |  |  |  |  |  |
|                                                                       |                                                                       |                                                                       |                                                                       |                                                                       |                                                                       |  |  | Henri IV de Grubenhagen x Élisabeth de Saxe-Lauenbourg (bg)           | Henri IV de Grubenhagen x Élisabeth de Saxe-Lauenbourg (bg)           | Henri IV de Grubenhagen x Élisabeth de Saxe-Lauenbourg (bg)           | Henri IV de Grubenhagen x Élisabeth de Saxe-Lauenbourg (bg)           | Henri IV de Grubenhagen x Élisabeth de Saxe-Lauenbourg (bg)           | Henri IV de Grubenhagen x Élisabeth de Saxe-Lauenbourg (bg)           |  |  | Philippe Ier x Catherine de Mansfeld-Vorderort           | Philippe Ier x Catherine de Mansfeld-Vorderort           | Philippe Ier x Catherine de Mansfeld-Vorderort           | Philippe Ier x Catherine de Mansfeld-Vorderort           | Philippe Ier x Catherine de Mansfeld-Vorderort           | Philippe Ier x Catherine de Mansfeld-Vorderort           |  |  | Éric II de Grubenhagen                                     | Éric II de Grubenhagen                                     | Éric II de Grubenhagen                                     | Éric II de Grubenhagen                                     | Éric II de Grubenhagen                                     | Éric II de Grubenhagen                                     |  |  |                                                                          |                                                                          |                                                                          |                                                                          |                                                                          |                                                                          |  |  |                                         |                                         |                                         |                                         |                                         |                                         |  |  |                        |                        |                        |                        |                        |                        |           |           |                               |                               |                               |                               |                               |                               |          |          |           |           |           |           |           |           |  |  |  |  |  |  |  |  |  |  |  |  |  |  |  |  |  |  |  |  |  |  |  |  |  |  |
|                                                                       |                                                                       |                                                                       |                                                                       |                                                                       |                                                                       |  |  | Henri IV de Grubenhagen x Élisabeth de Saxe-Lauenbourg (bg)           | Henri IV de Grubenhagen x Élisabeth de Saxe-Lauenbourg (bg)           | Henri IV de Grubenhagen x Élisabeth de Saxe-Lauenbourg (bg)           | Henri IV de Grubenhagen x Élisabeth de Saxe-Lauenbourg (bg)           | Henri IV de Grubenhagen x Élisabeth de Saxe-Lauenbourg (bg)           | Henri IV de Grubenhagen x Élisabeth de Saxe-Lauenbourg (bg)           |  |  | Philippe Ier x Catherine de Mansfeld-Vorderort           | Philippe Ier x Catherine de Mansfeld-Vorderort           | Philippe Ier x Catherine de Mansfeld-Vorderort           | Philippe Ier x Catherine de Mansfeld-Vorderort           | Philippe Ier x Catherine de Mansfeld-Vorderort           | Philippe Ier x Catherine de Mansfeld-Vorderort           |  |  | Éric II de Grubenhagen                                     | Éric II de Grubenhagen                                     | Éric II de Grubenhagen                                     | Éric II de Grubenhagen                                     | Éric II de Grubenhagen                                     | Éric II de Grubenhagen                                     |  |  |                                                                          |                                                                          |                                                                          |                                                                          |                                                                          |                                                                          |  |  |                                         |                                         |                                         |                                         |                                         |                                         |  |  |                        |                        |                        |                        |                        |                        |           |           |                               |                               |                               |                               |                               |                               |          |          |           |           |           |           |           |           |  |  |  |  |  |  |  |  |  |  |  |  |  |  |  |  |  |  |  |  |  |  |  |  |  |  |
|                                                                       |                                                                       |                                                                       |                                                                       |                                                                       |                                                                       |  |  |                                                                       |                                                                       |                                                                       |                                                                       |                                                                       |                                                                       |  |  |                                                          |                                                          |                                                          |                                                          |                                                          |                                                          |  |  |                                                            |                                                            |                                                            |                                                            |                                                            |                                                            |  |  |                                                                          |                                                                          |                                                                          |                                                                          |                                                                          |                                                                          |  |  |                                         |                                         |                                         |                                         |                                         |                                         |  |  |                        |                        |                        |                        |                        |                        |           |           |                               |                               |                               |                               |                               |                               |          |          |           |           |           |           |           |           |  |  |  |  |  |  |  |  |  |  |  |  |  |  |  |  |  |  |  |  |  |  |  |  |  |  |
|                                                                       |                                                                       |                                                                       |                                                                       |                                                                       |                                                                       |  |  |                                                                       |                                                                       |                                                                       |                                                                       |                                                                       |                                                                       |  |  | Ernest III de Grubenhagen x Marguerite de Poméranie (pl) | Ernest III de Grubenhagen x Marguerite de Poméranie (pl) | Ernest III de Grubenhagen x Marguerite de Poméranie (pl) | Ernest III de Grubenhagen x Marguerite de Poméranie (pl) | Ernest III de Grubenhagen x Marguerite de Poméranie (pl) | Ernest III de Grubenhagen x Marguerite de Poméranie (pl) |  |  | Wolfgang de Grubenhagen x Dorothée de Saxe-Lauenbourg (de) | Wolfgang de Grubenhagen x Dorothée de Saxe-Lauenbourg (de) | Wolfgang de Grubenhagen x Dorothée de Saxe-Lauenbourg (de) | Wolfgang de Grubenhagen x Dorothée de Saxe-Lauenbourg (de) | Wolfgang de Grubenhagen x Dorothée de Saxe-Lauenbourg (de) | Wolfgang de Grubenhagen x Dorothée de Saxe-Lauenbourg (de) |  |  | Philippe II de Grubenhagen 1533-1596 x Claire de Brunswick -Wolfenbüttel | Philippe II de Grubenhagen 1533-1596 x Claire de Brunswick -Wolfenbüttel | Philippe II de Grubenhagen 1533-1596 x Claire de Brunswick -Wolfenbüttel | Philippe II de Grubenhagen 1533-1596 x Claire de Brunswick -Wolfenbüttel | Philippe II de Grubenhagen 1533-1596 x Claire de Brunswick -Wolfenbüttel | Philippe II de Grubenhagen 1533-1596 x Claire de Brunswick -Wolfenbüttel |  |  |                                         |                                         |                                         |                                         |                                         |                                         |  |  |                        |                        |                        |                        |                        |                        |           |           |                               |                               |                               |                               |                               |                               |          |          |           |           |           |           |           |           |  |  |  |  |  |  |  |  |  |  |  |  |  |  |  |  |  |  |  |  |  |  |  |  |  |  |
|                                                                       |                                                                       |                                                                       |                                                                       |                                                                       |                                                                       |  |  |                                                                       |                                                                       |                                                                       |                                                                       |                                                                       |                                                                       |  |  | Ernest III de Grubenhagen x Marguerite de Poméranie (pl) | Ernest III de Grubenhagen x Marguerite de Poméranie (pl) | Ernest III de Grubenhagen x Marguerite de Poméranie (pl) | Ernest III de Grubenhagen x Marguerite de Poméranie (pl) | Ernest III de Grubenhagen x Marguerite de Poméranie (pl) | Ernest III de Grubenhagen x Marguerite de Poméranie (pl) |  |  | Wolfgang de Grubenhagen x Dorothée de Saxe-Lauenbourg (de) | Wolfgang de Grubenhagen x Dorothée de Saxe-Lauenbourg (de) | Wolfgang de Grubenhagen x Dorothée de Saxe-Lauenbourg (de) | Wolfgang de Grubenhagen x Dorothée de Saxe-Lauenbourg (de) | Wolfgang de Grubenhagen x Dorothée de Saxe-Lauenbourg (de) | Wolfgang de Grubenhagen x Dorothée de Saxe-Lauenbourg (de) |  |  | Philippe II de Grubenhagen 1533-1596 x Claire de Brunswick -Wolfenbüttel | Philippe II de Grubenhagen 1533-1596 x Claire de Brunswick -Wolfenbüttel | Philippe II de Grubenhagen 1533-1596 x Claire de Brunswick -Wolfenbüttel | Philippe II de Grubenhagen 1533-1596 x Claire de Brunswick -Wolfenbüttel | Philippe II de Grubenhagen 1533-1596 x Claire de Brunswick -Wolfenbüttel | Philippe II de Grubenhagen 1533-1596 x Claire de Brunswick -Wolfenbüttel |  |  |                                         |                                         |                                         |                                         |                                         |                                         |  |  |                        |                        |                        |                        |                        |                        |           |           |                               |                               |                               |                               |                               |                               |          |          |           |           |           |           |           |           |  |  |  |  |  |  |  |  |  |  |  |  |  |  |  |  |  |  |  |  |  |  |  |  |  |  |
|                                                                       |                                                                       |                                                                       |                                                                       |                                                                       |                                                                       |  |  |                                                                       |                                                                       |                                                                       |                                                                       |                                                                       |                                                                       |  |  | Élisabeth x Jean de Schleswig-Holstein-Sonderbourg       |                                                          |                                                          |                                                          |                                                          |                                                          |  |  |                                                            |                                                            |                                                            |                                                            |                                                            |                                                            |  |  |                                                                          |                                                                          |                                                                          |                                                                          |                                                                          |                                                                          |  |  |                                         |                                         |                                         |                                         |                                         |                                         |  |  |                        |                        |                        |                        |                        |                        |           |           |                               |                               |                               |                               |                               |                               |          |          |           |           |           |           |           |           |  |  |  |  |  |  |  |  |  |  |  |  |  |  |  |  |  |  |  |  |  |  |  |  |  |  |

Moyennes maisons de Brunswick-Wolfenbüttel et Brunswick-Lunebourg
|                                                                 |                                                                 |                                                                 |                                                                 |                                                                 |                                                                 |  |  | Magnus Ier de Wolfenbüttel 1304-1369                                                 | Magnus Ier de Wolfenbüttel 1304-1369                                                 | Magnus Ier de Wolfenbüttel 1304-1369                                                 | Magnus Ier de Wolfenbüttel 1304-1369                                                 | Magnus Ier de Wolfenbüttel 1304-1369                                                 | Magnus Ier de Wolfenbüttel 1304-1369                                                 |  |  | Sophie de Brandebourg (en)                          | Sophie de Brandebourg (en)                          | Sophie de Brandebourg (en)                          | Sophie de Brandebourg (en)                          | Sophie de Brandebourg (en)                          | Sophie de Brandebourg (en)                          |  |  |                                                  |                                                  |                                                  |                                                  |                                                  |                                                  |  |  |                                                               |                                                               |                                                               |                                                               |                                                               |                                                               |  |  |                                                        |                                                        |                                                        |                                                        |                                                        |                                                        |  |  |                                                             |                                                             |                                                             |                                                             |                                                             |                                                             |  |  |                                                                      |                                                                      |                                                                      |                                                                      |                                                                      |                                                                      |  |  |                                                |                                                |                                                |                                                |                                                |                                                |  |  |                                                  |                                                  |                                                  |                                                  |                                                  |                                                  |  |  |  |  |  |  |  |  |  |  |  |  |  |  |  |  |  |  |  |  |  |  |  |  |  |  |  |  |  |  |  |  |  |  |  |  |  |  |  |  |  |  |
|                                                                 |                                                                 |                                                                 |                                                                 |                                                                 |                                                                 |  |  | Magnus Ier de Wolfenbüttel 1304-1369                                                 | Magnus Ier de Wolfenbüttel 1304-1369                                                 | Magnus Ier de Wolfenbüttel 1304-1369                                                 | Magnus Ier de Wolfenbüttel 1304-1369                                                 | Magnus Ier de Wolfenbüttel 1304-1369                                                 | Magnus Ier de Wolfenbüttel 1304-1369                                                 |  |  | Sophie de Brandebourg (en)                          | Sophie de Brandebourg (en)                          | Sophie de Brandebourg (en)                          | Sophie de Brandebourg (en)                          | Sophie de Brandebourg (en)                          | Sophie de Brandebourg (en)                          |  |  |                                                  |                                                  |                                                  |                                                  |                                                  |                                                  |  |  |                                                               |                                                               |                                                               |                                                               |                                                               |                                                               |  |  |                                                        |                                                        |                                                        |                                                        |                                                        |                                                        |  |  |                                                             |                                                             |                                                             |                                                             |                                                             |                                                             |  |  |                                                                      |                                                                      |                                                                      |                                                                      |                                                                      |                                                                      |  |  |                                                |                                                |                                                |                                                |                                                |                                                |  |  |                                                  |                                                  |                                                  |                                                  |                                                  |                                                  |  |  |  |  |  |  |  |  |  |  |  |  |  |  |  |  |  |  |  |  |  |  |  |  |  |  |  |  |  |  |  |  |  |  |  |  |  |  |  |  |  |  |
|                                                                 |                                                                 |                                                                 |                                                                 |                                                                 |                                                                 |  |  |                                                                                      |                                                                                      |                                                                                      |                                                                                      |                                                                                      |                                                                                      |  |  |                                                     |                                                     |                                                     |                                                     |                                                     |                                                     |  |  |                                                  |                                                  |                                                  |                                                  |                                                  |                                                  |  |  |                                                               |                                                               |                                                               |                                                               |                                                               |                                                               |  |  |                                                        |                                                        |                                                        |                                                        |                                                        |                                                        |  |  |                                                             |                                                             |                                                             |                                                             |                                                             |                                                             |  |  |                                                                      |                                                                      |                                                                      |                                                                      |                                                                      |                                                                      |  |  |                                                |                                                |                                                |                                                |                                                |                                                |  |  |                                                  |                                                  |                                                  |                                                  |                                                  |                                                  |  |  |  |  |  |  |  |  |  |  |  |  |  |  |  |  |  |  |  |  |  |  |  |  |  |  |  |  |  |  |  |  |  |  |  |  |  |  |  |  |  |  |
|                                                                 |                                                                 |                                                                 |                                                                 |                                                                 |                                                                 |  |  |                                                                                      |                                                                                      |                                                                                      |                                                                                      |                                                                                      |                                                                                      |  |  |                                                     |                                                     |                                                     |                                                     |                                                     |                                                     |  |  |                                                  |                                                  |                                                  |                                                  |                                                  |                                                  |  |  |                                                               |                                                               |                                                               |                                                               |                                                               |                                                               |  |  |                                                        |                                                        |                                                        |                                                        |                                                        |                                                        |  |  |                                                             |                                                             |                                                             |                                                             |                                                             |                                                             |  |  |                                                                      |                                                                      |                                                                      |                                                                      |                                                                      |                                                                      |  |  |                                                |                                                |                                                |                                                |                                                |                                                |  |  |                                                  |                                                  |                                                  |                                                  |                                                  |                                                  |  |  |  |  |  |  |  |  |  |  |  |  |  |  |  |  |  |  |  |  |  |  |  |  |  |  |  |  |  |  |  |  |  |  |  |  |  |  |  |  |  |  |
|                                                                 |                                                                 |                                                                 |                                                                 |                                                                 |                                                                 |  |  | Albert (de) archevêque de Brême                                                      | Albert (de) archevêque de Brême                                                      | Albert (de) archevêque de Brême                                                      | Albert (de) archevêque de Brême                                                      | Albert (de) archevêque de Brême                                                      | Albert (de) archevêque de Brême                                                      |  |  | Magnus II 1328-1373                                 | Magnus II 1328-1373                                 | Magnus II 1328-1373                                 | Magnus II 1328-1373                                 | Magnus II 1328-1373                                 | Magnus II 1328-1373                                 |  |  | Catherine d'Anhalt Bernbourg (bg)                | Catherine d'Anhalt Bernbourg (bg)                | Catherine d'Anhalt Bernbourg (bg)                | Catherine d'Anhalt Bernbourg (bg)                | Catherine d'Anhalt Bernbourg (bg)                | Catherine d'Anhalt Bernbourg (bg)                |  |  |                                                               |                                                               |                                                               |                                                               |                                                               |                                                               |  |  |                                                        |                                                        |                                                        |                                                        |                                                        |                                                        |  |  |                                                             |                                                             |                                                             |                                                             |                                                             |                                                             |  |  |                                                                      |                                                                      |                                                                      |                                                                      |                                                                      |                                                                      |  |  |                                                |                                                |                                                |                                                |                                                |                                                |  |  |                                                  |                                                  |                                                  |                                                  |                                                  |                                                  |  |  |  |  |  |  |  |  |  |  |  |  |  |  |  |  |  |  |  |  |  |  |  |  |  |  |  |  |  |  |  |  |  |  |  |  |  |  |  |  |  |  |
|                                                                 |                                                                 |                                                                 |                                                                 |                                                                 |                                                                 |  |  | Albert (de) archevêque de Brême                                                      | Albert (de) archevêque de Brême                                                      | Albert (de) archevêque de Brême                                                      | Albert (de) archevêque de Brême                                                      | Albert (de) archevêque de Brême                                                      | Albert (de) archevêque de Brême                                                      |  |  | Magnus II 1328-1373                                 | Magnus II 1328-1373                                 | Magnus II 1328-1373                                 | Magnus II 1328-1373                                 | Magnus II 1328-1373                                 | Magnus II 1328-1373                                 |  |  | Catherine d'Anhalt Bernbourg (bg)                | Catherine d'Anhalt Bernbourg (bg)                | Catherine d'Anhalt Bernbourg (bg)                | Catherine d'Anhalt Bernbourg (bg)                | Catherine d'Anhalt Bernbourg (bg)                | Catherine d'Anhalt Bernbourg (bg)                |  |  |                                                               |                                                               |                                                               |                                                               |                                                               |                                                               |  |  |                                                        |                                                        |                                                        |                                                        |                                                        |                                                        |  |  |                                                             |                                                             |                                                             |                                                             |                                                             |                                                             |  |  |                                                                      |                                                                      |                                                                      |                                                                      |                                                                      |                                                                      |  |  |                                                |                                                |                                                |                                                |                                                |                                                |  |  |                                                  |                                                  |                                                  |                                                  |                                                  |                                                  |  |  |  |  |  |  |  |  |  |  |  |  |  |  |  |  |  |  |  |  |  |  |  |  |  |  |  |  |  |  |  |  |  |  |  |  |  |  |  |  |  |  |
|                                                                 |                                                                 |                                                                 |                                                                 |                                                                 |                                                                 |  |  |                                                                                      |                                                                                      |                                                                                      |                                                                                      |                                                                                      |                                                                                      |  |  |                                                     |                                                     |                                                     |                                                     |                                                     |                                                     |  |  |                                                  |                                                  |                                                  |                                                  |                                                  |                                                  |  |  |                                                               |                                                               |                                                               |                                                               |                                                               |                                                               |  |  |                                                        |                                                        |                                                        |                                                        |                                                        |                                                        |  |  |                                                             |                                                             |                                                             |                                                             |                                                             |                                                             |  |  |                                                                      |                                                                      |                                                                      |                                                                      |                                                                      |                                                                      |  |  |                                                |                                                |                                                |                                                |                                                |                                                |  |  |                                                  |                                                  |                                                  |                                                  |                                                  |                                                  |  |  |  |  |  |  |  |  |  |  |  |  |  |  |  |  |  |  |  |  |  |  |  |  |  |  |  |  |  |  |  |  |  |  |  |  |  |  |  |  |  |  |
|                                                                 |                                                                 |                                                                 |                                                                 |                                                                 |                                                                 |  |  |                                                                                      |                                                                                      |                                                                                      |                                                                                      |                                                                                      |                                                                                      |  |  |                                                     |                                                     |                                                     |                                                     |                                                     |                                                     |  |  |                                                  |                                                  |                                                  |                                                  |                                                  |                                                  |  |  |                                                               |                                                               |                                                               |                                                               |                                                               |                                                               |  |  |                                                        |                                                        |                                                        |                                                        |                                                        |                                                        |  |  |                                                             |                                                             |                                                             |                                                             |                                                             |                                                             |  |  |                                                                      |                                                                      |                                                                      |                                                                      |                                                                      |                                                                      |  |  |                                                |                                                |                                                |                                                |                                                |                                                |  |  |                                                  |                                                  |                                                  |                                                  |                                                  |                                                  |  |  |  |  |  |  |  |  |  |  |  |  |  |  |  |  |  |  |  |  |  |  |  |  |  |  |  |  |  |  |  |  |  |  |  |  |  |  |  |  |  |  |
| Catherine-Élisabeth x Gérard VI                                 | Catherine-Élisabeth x Gérard VI                                 | Catherine-Élisabeth x Gérard VI                                 | Catherine-Élisabeth x Gérard VI                                 | Catherine-Élisabeth x Gérard VI                                 | Catherine-Élisabeth x Gérard VI                                 |  |  | Henri Ier de Brunswick x Sophie de Poméranie (de) (1) x Marguerite de Hesse (bg) (2) | Henri Ier de Brunswick x Sophie de Poméranie (de) (1) x Marguerite de Hesse (bg) (2) | Henri Ier de Brunswick x Sophie de Poméranie (de) (1) x Marguerite de Hesse (bg) (2) | Henri Ier de Brunswick x Sophie de Poméranie (de) (1) x Marguerite de Hesse (bg) (2) | Henri Ier de Brunswick x Sophie de Poméranie (de) (1) x Marguerite de Hesse (bg) (2) | Henri Ier de Brunswick x Sophie de Poméranie (de) (1) x Marguerite de Hesse (bg) (2) |  |  | Agnès (it) x Albert Ier de Brunswick                | Agnès (it) x Albert Ier de Brunswick                | Agnès (it) x Albert Ier de Brunswick                | Agnès (it) x Albert Ier de Brunswick                | Agnès (it) x Albert Ier de Brunswick                | Agnès (it) x Albert Ier de Brunswick                |  |  | Sophie (sv) x Éric IV de Saxe-Lauenbourg         | Sophie (sv) x Éric IV de Saxe-Lauenbourg         | Sophie (sv) x Éric IV de Saxe-Lauenbourg         | Sophie (sv) x Éric IV de Saxe-Lauenbourg         | Sophie (sv) x Éric IV de Saxe-Lauenbourg         | Sophie (sv) x Éric IV de Saxe-Lauenbourg         |  |  | Bernard Ier de Lunebourg x Marguerite de Saxe-Wittemberg (bg) | Bernard Ier de Lunebourg x Marguerite de Saxe-Wittemberg (bg) | Bernard Ier de Lunebourg x Marguerite de Saxe-Wittemberg (bg) | Bernard Ier de Lunebourg x Marguerite de Saxe-Wittemberg (bg) | Bernard Ier de Lunebourg x Marguerite de Saxe-Wittemberg (bg) | Bernard Ier de Lunebourg x Marguerite de Saxe-Wittemberg (bg) |  |  | Othon (de) archevêque de Brême                         | Othon (de) archevêque de Brême                         | Othon (de) archevêque de Brême                         | Othon (de) archevêque de Brême                         | Othon (de) archevêque de Brême                         | Othon (de) archevêque de Brême                         |  |  | Frédéric Ier de Wolfenbüttel x Anne de Saxe-Wittemberg (en) | Frédéric Ier de Wolfenbüttel x Anne de Saxe-Wittemberg (en) | Frédéric Ier de Wolfenbüttel x Anne de Saxe-Wittemberg (en) | Frédéric Ier de Wolfenbüttel x Anne de Saxe-Wittemberg (en) | Frédéric Ier de Wolfenbüttel x Anne de Saxe-Wittemberg (en) | Frédéric Ier de Wolfenbüttel x Anne de Saxe-Wittemberg (en) |  |  |                                                                      |                                                                      |                                                                      |                                                                      |                                                                      |                                                                      |  |  |                                                |                                                |                                                |                                                |                                                |                                                |  |  |                                                  |                                                  |                                                  |                                                  |                                                  |                                                  |  |  |  |  |  |  |  |  |  |  |  |  |  |  |  |  |  |  |  |  |  |  |  |  |  |  |  |  |  |  |  |  |  |  |  |  |  |  |  |  |  |  |
| Catherine-Élisabeth x Gérard VI                                 | Catherine-Élisabeth x Gérard VI                                 | Catherine-Élisabeth x Gérard VI                                 | Catherine-Élisabeth x Gérard VI                                 | Catherine-Élisabeth x Gérard VI                                 | Catherine-Élisabeth x Gérard VI                                 |  |  | Henri Ier de Brunswick x Sophie de Poméranie (de) (1) x Marguerite de Hesse (bg) (2) | Henri Ier de Brunswick x Sophie de Poméranie (de) (1) x Marguerite de Hesse (bg) (2) | Henri Ier de Brunswick x Sophie de Poméranie (de) (1) x Marguerite de Hesse (bg) (2) | Henri Ier de Brunswick x Sophie de Poméranie (de) (1) x Marguerite de Hesse (bg) (2) | Henri Ier de Brunswick x Sophie de Poméranie (de) (1) x Marguerite de Hesse (bg) (2) | Henri Ier de Brunswick x Sophie de Poméranie (de) (1) x Marguerite de Hesse (bg) (2) |  |  | Agnès (it) x Albert Ier de Brunswick                | Agnès (it) x Albert Ier de Brunswick                | Agnès (it) x Albert Ier de Brunswick                | Agnès (it) x Albert Ier de Brunswick                | Agnès (it) x Albert Ier de Brunswick                | Agnès (it) x Albert Ier de Brunswick                |  |  | Sophie (sv) x Éric IV de Saxe-Lauenbourg         | Sophie (sv) x Éric IV de Saxe-Lauenbourg         | Sophie (sv) x Éric IV de Saxe-Lauenbourg         | Sophie (sv) x Éric IV de Saxe-Lauenbourg         | Sophie (sv) x Éric IV de Saxe-Lauenbourg         | Sophie (sv) x Éric IV de Saxe-Lauenbourg         |  |  | Bernard Ier de Lunebourg x Marguerite de Saxe-Wittemberg (bg) | Bernard Ier de Lunebourg x Marguerite de Saxe-Wittemberg (bg) | Bernard Ier de Lunebourg x Marguerite de Saxe-Wittemberg (bg) | Bernard Ier de Lunebourg x Marguerite de Saxe-Wittemberg (bg) | Bernard Ier de Lunebourg x Marguerite de Saxe-Wittemberg (bg) | Bernard Ier de Lunebourg x Marguerite de Saxe-Wittemberg (bg) |  |  | Othon (de) archevêque de Brême                         | Othon (de) archevêque de Brême                         | Othon (de) archevêque de Brême                         | Othon (de) archevêque de Brême                         | Othon (de) archevêque de Brême                         | Othon (de) archevêque de Brême                         |  |  | Frédéric Ier de Wolfenbüttel x Anne de Saxe-Wittemberg (en) | Frédéric Ier de Wolfenbüttel x Anne de Saxe-Wittemberg (en) | Frédéric Ier de Wolfenbüttel x Anne de Saxe-Wittemberg (en) | Frédéric Ier de Wolfenbüttel x Anne de Saxe-Wittemberg (en) | Frédéric Ier de Wolfenbüttel x Anne de Saxe-Wittemberg (en) | Frédéric Ier de Wolfenbüttel x Anne de Saxe-Wittemberg (en) |  |  |                                                                      |                                                                      |                                                                      |                                                                      |                                                                      |                                                                      |  |  |                                                |                                                |                                                |                                                |                                                |                                                |  |  |                                                  |                                                  |                                                  |                                                  |                                                  |                                                  |  |  |  |  |  |  |  |  |  |  |  |  |  |  |  |  |  |  |  |  |  |  |  |  |  |  |  |  |  |  |  |  |  |  |  |  |  |  |  |  |  |  |
|                                                                 |                                                                 |                                                                 |                                                                 |                                                                 |                                                                 |  |  |                                                                                      |                                                                                      |                                                                                      |                                                                                      |                                                                                      |                                                                                      |  |  |                                                     |                                                     |                                                     |                                                     |                                                     |                                                     |  |  |                                                  |                                                  |                                                  |                                                  |                                                  |                                                  |  |  |                                                               |                                                               |                                                               |                                                               |                                                               |                                                               |  |  |                                                        |                                                        |                                                        |                                                        |                                                        |                                                        |  |  |                                                             |                                                             |                                                             |                                                             |                                                             |                                                             |  |  |                                                                      |                                                                      |                                                                      |                                                                      |                                                                      |                                                                      |  |  |                                                |                                                |                                                |                                                |                                                |                                                |  |  |                                                  |                                                  |                                                  |                                                  |                                                  |                                                  |  |  |  |  |  |  |  |  |  |  |  |  |  |  |  |  |  |  |  |  |  |  |  |  |  |  |  |  |  |  |  |  |  |  |  |  |  |  |  |  |  |  |
| Guillaume Ier (1) x Cécile de Brandebourg (en)                  | Guillaume Ier (1) x Cécile de Brandebourg (en)                  | Guillaume Ier (1) x Cécile de Brandebourg (en)                  | Guillaume Ier (1) x Cécile de Brandebourg (en)                  | Guillaume Ier (1) x Cécile de Brandebourg (en)                  | Guillaume Ier (1) x Cécile de Brandebourg (en)                  |  |  | Catherine (1) x Frédéric Ier de Saxe                                                 | Catherine (1) x Frédéric Ier de Saxe                                                 | Catherine (1) x Frédéric Ier de Saxe                                                 | Catherine (1) x Frédéric Ier de Saxe                                                 | Catherine (1) x Frédéric Ier de Saxe                                                 | Catherine (1) x Frédéric Ier de Saxe                                                 |  |  | Henri II (2) x Hélène de Clèves (it)                | Henri II (2) x Hélène de Clèves (it)                | Henri II (2) x Hélène de Clèves (it)                | Henri II (2) x Hélène de Clèves (it)                | Henri II (2) x Hélène de Clèves (it)                | Henri II (2) x Hélène de Clèves (it)                |  |  | Othon IV x Élisabeth d'Eberstein                 | Othon IV x Élisabeth d'Eberstein                 | Othon IV x Élisabeth d'Eberstein                 | Othon IV x Élisabeth d'Eberstein                 | Othon IV x Élisabeth d'Eberstein                 | Othon IV x Élisabeth d'Eberstein                 |  |  | Frédéric II de Lunebourg x Madeleine de Brandebourg (en)      | Frédéric II de Lunebourg x Madeleine de Brandebourg (en)      | Frédéric II de Lunebourg x Madeleine de Brandebourg (en)      | Frédéric II de Lunebourg x Madeleine de Brandebourg (en)      | Frédéric II de Lunebourg x Madeleine de Brandebourg (en)      | Frédéric II de Lunebourg x Madeleine de Brandebourg (en)      |  |  | Catherine x Casimir V de Poméranie                     | Catherine x Casimir V de Poméranie                     | Catherine x Casimir V de Poméranie                     | Catherine x Casimir V de Poméranie                     | Catherine x Casimir V de Poméranie                     | Catherine x Casimir V de Poméranie                     |  |  | Catherine                                                   | Catherine                                                   | Catherine                                                   | Catherine                                                   | Catherine                                                   | Catherine                                                   |  |  | Anne                                                                 | Anne                                                                 | Anne                                                                 | Anne                                                                 | Anne                                                                 | Anne                                                                 |  |  |                                                |                                                |                                                |                                                |                                                |                                                |  |  |                                                  |                                                  |                                                  |                                                  |                                                  |                                                  |  |  |  |  |  |  |  |  |  |  |  |  |  |  |  |  |  |  |  |  |  |  |  |  |  |  |  |  |  |  |  |  |  |  |  |  |  |  |  |  |  |  |
| Guillaume Ier (1) x Cécile de Brandebourg (en)                  | Guillaume Ier (1) x Cécile de Brandebourg (en)                  | Guillaume Ier (1) x Cécile de Brandebourg (en)                  | Guillaume Ier (1) x Cécile de Brandebourg (en)                  | Guillaume Ier (1) x Cécile de Brandebourg (en)                  | Guillaume Ier (1) x Cécile de Brandebourg (en)                  |  |  | Catherine (1) x Frédéric Ier de Saxe                                                 | Catherine (1) x Frédéric Ier de Saxe                                                 | Catherine (1) x Frédéric Ier de Saxe                                                 | Catherine (1) x Frédéric Ier de Saxe                                                 | Catherine (1) x Frédéric Ier de Saxe                                                 | Catherine (1) x Frédéric Ier de Saxe                                                 |  |  | Henri II (2) x Hélène de Clèves (it)                | Henri II (2) x Hélène de Clèves (it)                | Henri II (2) x Hélène de Clèves (it)                | Henri II (2) x Hélène de Clèves (it)                | Henri II (2) x Hélène de Clèves (it)                | Henri II (2) x Hélène de Clèves (it)                |  |  | Othon IV x Élisabeth d'Eberstein                 | Othon IV x Élisabeth d'Eberstein                 | Othon IV x Élisabeth d'Eberstein                 | Othon IV x Élisabeth d'Eberstein                 | Othon IV x Élisabeth d'Eberstein                 | Othon IV x Élisabeth d'Eberstein                 |  |  | Frédéric II de Lunebourg x Madeleine de Brandebourg (en)      | Frédéric II de Lunebourg x Madeleine de Brandebourg (en)      | Frédéric II de Lunebourg x Madeleine de Brandebourg (en)      | Frédéric II de Lunebourg x Madeleine de Brandebourg (en)      | Frédéric II de Lunebourg x Madeleine de Brandebourg (en)      | Frédéric II de Lunebourg x Madeleine de Brandebourg (en)      |  |  | Catherine x Casimir V de Poméranie                     | Catherine x Casimir V de Poméranie                     | Catherine x Casimir V de Poméranie                     | Catherine x Casimir V de Poméranie                     | Catherine x Casimir V de Poméranie                     | Catherine x Casimir V de Poméranie                     |  |  | Catherine                                                   | Catherine                                                   | Catherine                                                   | Catherine                                                   | Catherine                                                   | Catherine                                                   |  |  | Anne                                                                 | Anne                                                                 | Anne                                                                 | Anne                                                                 | Anne                                                                 | Anne                                                                 |  |  |                                                |                                                |                                                |                                                |                                                |                                                |  |  |                                                  |                                                  |                                                  |                                                  |                                                  |                                                  |  |  |  |  |  |  |  |  |  |  |  |  |  |  |  |  |  |  |  |  |  |  |  |  |  |  |  |  |  |  |  |  |  |  |  |  |  |  |  |  |  |  |
|                                                                 |                                                                 |                                                                 |                                                                 |                                                                 |                                                                 |  |  |                                                                                      |                                                                                      |                                                                                      |                                                                                      |                                                                                      |                                                                                      |  |  |                                                     |                                                     |                                                     |                                                     |                                                     |                                                     |  |  |                                                  |                                                  |                                                  |                                                  |                                                  |                                                  |  |  |                                                               |                                                               |                                                               |                                                               |                                                               |                                                               |  |  |                                                        |                                                        |                                                        |                                                        |                                                        |                                                        |  |  |                                                             |                                                             |                                                             |                                                             |                                                             |                                                             |  |  |                                                                      |                                                                      |                                                                      |                                                                      |                                                                      |                                                                      |  |  |                                                |                                                |                                                |                                                |                                                |                                                |  |  |                                                  |                                                  |                                                  |                                                  |                                                  |                                                  |  |  |  |  |  |  |  |  |  |  |  |  |  |  |  |  |  |  |  |  |  |  |  |  |  |  |  |  |  |  |  |  |  |  |  |  |  |  |  |  |  |  |
| Frédéric III                                                    | Frédéric III                                                    | Frédéric III                                                    | Frédéric III                                                    | Frédéric III                                                    | Frédéric III                                                    |  |  | Guillaume II x Élisabeth de Stolberg-Wernigerode                                     | Guillaume II x Élisabeth de Stolberg-Wernigerode                                     | Guillaume II x Élisabeth de Stolberg-Wernigerode                                     | Guillaume II x Élisabeth de Stolberg-Wernigerode                                     | Guillaume II x Élisabeth de Stolberg-Wernigerode                                     | Guillaume II x Élisabeth de Stolberg-Wernigerode                                     |  |  |                                                     |                                                     |                                                     |                                                     |                                                     |                                                     |  |  | Marguerite x Henri de Mecklembourg               | Marguerite x Henri de Mecklembourg               | Marguerite x Henri de Mecklembourg               | Marguerite x Henri de Mecklembourg               | Marguerite x Henri de Mecklembourg               | Marguerite x Henri de Mecklembourg               |  |  | Bernard II                                                    | Bernard II                                                    | Bernard II                                                    | Bernard II                                                    | Bernard II                                                    | Bernard II                                                    |  |  | Othon V x Anne de Nassau-Siegen (en)                   | Othon V x Anne de Nassau-Siegen (en)                   | Othon V x Anne de Nassau-Siegen (en)                   | Othon V x Anne de Nassau-Siegen (en)                   | Othon V x Anne de Nassau-Siegen (en)                   | Othon V x Anne de Nassau-Siegen (en)                   |  |  |                                                             |                                                             |                                                             |                                                             |                                                             |                                                             |  |  |                                                                      |                                                                      |                                                                      |                                                                      |                                                                      |                                                                      |  |  |                                                |                                                |                                                |                                                |                                                |                                                |  |  |                                                  |                                                  |                                                  |                                                  |                                                  |                                                  |  |  |  |  |  |  |  |  |  |  |  |  |  |  |  |  |  |  |  |  |  |  |  |  |  |  |  |  |  |  |  |  |  |  |  |  |  |  |  |  |  |  |
| Frédéric III                                                    | Frédéric III                                                    | Frédéric III                                                    | Frédéric III                                                    | Frédéric III                                                    | Frédéric III                                                    |  |  | Guillaume II x Élisabeth de Stolberg-Wernigerode                                     | Guillaume II x Élisabeth de Stolberg-Wernigerode                                     | Guillaume II x Élisabeth de Stolberg-Wernigerode                                     | Guillaume II x Élisabeth de Stolberg-Wernigerode                                     | Guillaume II x Élisabeth de Stolberg-Wernigerode                                     | Guillaume II x Élisabeth de Stolberg-Wernigerode                                     |  |  |                                                     |                                                     |                                                     |                                                     |                                                     |                                                     |  |  | Marguerite x Henri de Mecklembourg               | Marguerite x Henri de Mecklembourg               | Marguerite x Henri de Mecklembourg               | Marguerite x Henri de Mecklembourg               | Marguerite x Henri de Mecklembourg               | Marguerite x Henri de Mecklembourg               |  |  | Bernard II                                                    | Bernard II                                                    | Bernard II                                                    | Bernard II                                                    | Bernard II                                                    | Bernard II                                                    |  |  | Othon V x Anne de Nassau-Siegen (en)                   | Othon V x Anne de Nassau-Siegen (en)                   | Othon V x Anne de Nassau-Siegen (en)                   | Othon V x Anne de Nassau-Siegen (en)                   | Othon V x Anne de Nassau-Siegen (en)                   | Othon V x Anne de Nassau-Siegen (en)                   |  |  |                                                             |                                                             |                                                             |                                                             |                                                             |                                                             |  |  |                                                                      |                                                                      |                                                                      |                                                                      |                                                                      |                                                                      |  |  |                                                |                                                |                                                |                                                |                                                |                                                |  |  |                                                  |                                                  |                                                  |                                                  |                                                  |                                                  |  |  |  |  |  |  |  |  |  |  |  |  |  |  |  |  |  |  |  |  |  |  |  |  |  |  |  |  |  |  |  |  |  |  |  |  |  |  |  |  |  |  |
|                                                                 |                                                                 |                                                                 |                                                                 |                                                                 |                                                                 |  |  |                                                                                      |                                                                                      |                                                                                      |                                                                                      |                                                                                      |                                                                                      |  |  |                                                     |                                                     |                                                     |                                                     |                                                     |                                                     |  |  |                                                  |                                                  |                                                  |                                                  |                                                  |                                                  |  |  |                                                               |                                                               |                                                               |                                                               |                                                               |                                                               |  |  |                                                        |                                                        |                                                        |                                                        |                                                        |                                                        |  |  |                                                             |                                                             |                                                             |                                                             |                                                             |                                                             |  |  |                                                                      |                                                                      |                                                                      |                                                                      |                                                                      |                                                                      |  |  |                                                |                                                |                                                |                                                |                                                |                                                |  |  |                                                  |                                                  |                                                  |                                                  |                                                  |                                                  |  |  |  |  |  |  |  |  |  |  |  |  |  |  |  |  |  |  |  |  |  |  |  |  |  |  |  |  |  |  |  |  |  |  |  |  |  |  |  |  |  |  |
| Henri Ier de Wolfenbüttel x Catherine de Poméranie-Wolgast (it) | Henri Ier de Wolfenbüttel x Catherine de Poméranie-Wolgast (it) | Henri Ier de Wolfenbüttel x Catherine de Poméranie-Wolgast (it) | Henri Ier de Wolfenbüttel x Catherine de Poméranie-Wolgast (it) | Henri Ier de Wolfenbüttel x Catherine de Poméranie-Wolgast (it) | Henri Ier de Wolfenbüttel x Catherine de Poméranie-Wolgast (it) |  |  | Anne (bg) x Guillaume Ier de Hesse                                                   | Anne (bg) x Guillaume Ier de Hesse                                                   | Anne (bg) x Guillaume Ier de Hesse                                                   | Anne (bg) x Guillaume Ier de Hesse                                                   | Anne (bg) x Guillaume Ier de Hesse                                                   | Anne (bg) x Guillaume Ier de Hesse                                                   |  |  | Éric Ier x Élisabeth de Brandebourg                 | Éric Ier x Élisabeth de Brandebourg                 | Éric Ier x Élisabeth de Brandebourg                 | Éric Ier x Élisabeth de Brandebourg                 | Éric Ier x Élisabeth de Brandebourg                 | Éric Ier x Élisabeth de Brandebourg                 |  |  |                                                  |                                                  |                                                  |                                                  |                                                  |                                                  |  |  |                                                               |                                                               |                                                               |                                                               |                                                               |                                                               |  |  | Henri Ier de Lunebourg x Marguerite de Saxe (de)       | Henri Ier de Lunebourg x Marguerite de Saxe (de)       | Henri Ier de Lunebourg x Marguerite de Saxe (de)       | Henri Ier de Lunebourg x Marguerite de Saxe (de)       | Henri Ier de Lunebourg x Marguerite de Saxe (de)       | Henri Ier de Lunebourg x Marguerite de Saxe (de)       |  |  | Guillaume                                                   | Guillaume                                                   | Guillaume                                                   | Guillaume                                                   | Guillaume                                                   | Guillaume                                                   |  |  |                                                                      |                                                                      |                                                                      |                                                                      |                                                                      |                                                                      |  |  |                                                |                                                |                                                |                                                |                                                |                                                |  |  |                                                  |                                                  |                                                  |                                                  |                                                  |                                                  |  |  |  |  |  |  |  |  |  |  |  |  |  |  |  |  |  |  |  |  |  |  |  |  |  |  |  |  |  |  |  |  |  |  |  |  |  |  |  |  |  |  |
| Henri Ier de Wolfenbüttel x Catherine de Poméranie-Wolgast (it) | Henri Ier de Wolfenbüttel x Catherine de Poméranie-Wolgast (it) | Henri Ier de Wolfenbüttel x Catherine de Poméranie-Wolgast (it) | Henri Ier de Wolfenbüttel x Catherine de Poméranie-Wolgast (it) | Henri Ier de Wolfenbüttel x Catherine de Poméranie-Wolgast (it) | Henri Ier de Wolfenbüttel x Catherine de Poméranie-Wolgast (it) |  |  | Anne (bg) x Guillaume Ier de Hesse                                                   | Anne (bg) x Guillaume Ier de Hesse                                                   | Anne (bg) x Guillaume Ier de Hesse                                                   | Anne (bg) x Guillaume Ier de Hesse                                                   | Anne (bg) x Guillaume Ier de Hesse                                                   | Anne (bg) x Guillaume Ier de Hesse                                                   |  |  | Éric Ier x Élisabeth de Brandebourg                 | Éric Ier x Élisabeth de Brandebourg                 | Éric Ier x Élisabeth de Brandebourg                 | Éric Ier x Élisabeth de Brandebourg                 | Éric Ier x Élisabeth de Brandebourg                 | Éric Ier x Élisabeth de Brandebourg                 |  |  |                                                  |                                                  |                                                  |                                                  |                                                  |                                                  |  |  |                                                               |                                                               |                                                               |                                                               |                                                               |                                                               |  |  | Henri Ier de Lunebourg x Marguerite de Saxe (de)       | Henri Ier de Lunebourg x Marguerite de Saxe (de)       | Henri Ier de Lunebourg x Marguerite de Saxe (de)       | Henri Ier de Lunebourg x Marguerite de Saxe (de)       | Henri Ier de Lunebourg x Marguerite de Saxe (de)       | Henri Ier de Lunebourg x Marguerite de Saxe (de)       |  |  | Guillaume                                                   | Guillaume                                                   | Guillaume                                                   | Guillaume                                                   | Guillaume                                                   | Guillaume                                                   |  |  |                                                                      |                                                                      |                                                                      |                                                                      |                                                                      |                                                                      |  |  |                                                |                                                |                                                |                                                |                                                |                                                |  |  |                                                  |                                                  |                                                  |                                                  |                                                  |                                                  |  |  |  |  |  |  |  |  |  |  |  |  |  |  |  |  |  |  |  |  |  |  |  |  |  |  |  |  |  |  |  |  |  |  |  |  |  |  |  |  |  |  |
|                                                                 |                                                                 |                                                                 |                                                                 |                                                                 |                                                                 |  |  |                                                                                      |                                                                                      |                                                                                      |                                                                                      |                                                                                      |                                                                                      |  |  |                                                     |                                                     |                                                     |                                                     |                                                     |                                                     |  |  |                                                  |                                                  |                                                  |                                                  |                                                  |                                                  |  |  |                                                               |                                                               |                                                               |                                                               |                                                               |                                                               |  |  |                                                        |                                                        |                                                        |                                                        |                                                        |                                                        |  |  |                                                             |                                                             |                                                             |                                                             |                                                             |                                                             |  |  |                                                                      |                                                                      |                                                                      |                                                                      |                                                                      |                                                                      |  |  |                                                |                                                |                                                |                                                |                                                |                                                |  |  |                                                  |                                                  |                                                  |                                                  |                                                  |                                                  |  |  |  |  |  |  |  |  |  |  |  |  |  |  |  |  |  |  |  |  |  |  |  |  |  |  |  |  |  |  |  |  |  |  |  |  |  |  |  |  |  |  |
|                                                                 |                                                                 |                                                                 |                                                                 |                                                                 |                                                                 |  |  | Élisabeth 1526-1566 x Georges-Ernest de Henneberg                                    | Élisabeth 1526-1566 x Georges-Ernest de Henneberg                                    | Élisabeth 1526-1566 x Georges-Ernest de Henneberg                                    | Élisabeth 1526-1566 x Georges-Ernest de Henneberg                                    | Élisabeth 1526-1566 x Georges-Ernest de Henneberg                                    | Élisabeth 1526-1566 x Georges-Ernest de Henneberg                                    |  |  | Éric II                                             | Éric II                                             | Éric II                                             | Éric II                                             | Éric II                                             | Éric II                                             |  |  | Anne-Marie 1526-1566 x Albert de Prusse          | Anne-Marie 1526-1566 x Albert de Prusse          | Anne-Marie 1526-1566 x Albert de Prusse          | Anne-Marie 1526-1566 x Albert de Prusse          | Anne-Marie 1526-1566 x Albert de Prusse          | Anne-Marie 1526-1566 x Albert de Prusse          |  |  | Catherine x Guillaume de Rosenberg                            | Catherine x Guillaume de Rosenberg                            | Catherine x Guillaume de Rosenberg                            | Catherine x Guillaume de Rosenberg                            | Catherine x Guillaume de Rosenberg                            | Catherine x Guillaume de Rosenberg                            |  |  | Élisabeth (de) x Charles de Gueldre                    | Élisabeth (de) x Charles de Gueldre                    | Élisabeth (de) x Charles de Gueldre                    | Élisabeth (de) x Charles de Gueldre                    | Élisabeth (de) x Charles de Gueldre                    | Élisabeth (de) x Charles de Gueldre                    |  |  | Othon Ier de Harbourg 1495-1549 x Meta von Campe            | Othon Ier de Harbourg 1495-1549 x Meta von Campe            | Othon Ier de Harbourg 1495-1549 x Meta von Campe            | Othon Ier de Harbourg 1495-1549 x Meta von Campe            | Othon Ier de Harbourg 1495-1549 x Meta von Campe            | Othon Ier de Harbourg 1495-1549 x Meta von Campe            |  |  | Ernest Ier le Confesseur 1497-1546 x Sophie de Mecklembourg-Schwerin | Ernest Ier le Confesseur 1497-1546 x Sophie de Mecklembourg-Schwerin | Ernest Ier le Confesseur 1497-1546 x Sophie de Mecklembourg-Schwerin | Ernest Ier le Confesseur 1497-1546 x Sophie de Mecklembourg-Schwerin | Ernest Ier le Confesseur 1497-1546 x Sophie de Mecklembourg-Schwerin | Ernest Ier le Confesseur 1497-1546 x Sophie de Mecklembourg-Schwerin |  |  | François 1508-1549 x Claire de Saxe-Lauenbourg | François 1508-1549 x Claire de Saxe-Lauenbourg | François 1508-1549 x Claire de Saxe-Lauenbourg | François 1508-1549 x Claire de Saxe-Lauenbourg | François 1508-1549 x Claire de Saxe-Lauenbourg | François 1508-1549 x Claire de Saxe-Lauenbourg |  |  |                                                  |                                                  |                                                  |                                                  |                                                  |                                                  |  |  |  |  |  |  |  |  |  |  |  |  |  |  |  |  |  |  |  |  |  |  |  |  |  |  |  |  |  |  |  |  |  |  |  |  |  |  |  |  |  |  |
|                                                                 |                                                                 |                                                                 |                                                                 |                                                                 |                                                                 |  |  | Élisabeth 1526-1566 x Georges-Ernest de Henneberg                                    | Élisabeth 1526-1566 x Georges-Ernest de Henneberg                                    | Élisabeth 1526-1566 x Georges-Ernest de Henneberg                                    | Élisabeth 1526-1566 x Georges-Ernest de Henneberg                                    | Élisabeth 1526-1566 x Georges-Ernest de Henneberg                                    | Élisabeth 1526-1566 x Georges-Ernest de Henneberg                                    |  |  | Éric II                                             | Éric II                                             | Éric II                                             | Éric II                                             | Éric II                                             | Éric II                                             |  |  | Anne-Marie 1526-1566 x Albert de Prusse          | Anne-Marie 1526-1566 x Albert de Prusse          | Anne-Marie 1526-1566 x Albert de Prusse          | Anne-Marie 1526-1566 x Albert de Prusse          | Anne-Marie 1526-1566 x Albert de Prusse          | Anne-Marie 1526-1566 x Albert de Prusse          |  |  | Catherine x Guillaume de Rosenberg                            | Catherine x Guillaume de Rosenberg                            | Catherine x Guillaume de Rosenberg                            | Catherine x Guillaume de Rosenberg                            | Catherine x Guillaume de Rosenberg                            | Catherine x Guillaume de Rosenberg                            |  |  | Élisabeth (de) x Charles de Gueldre                    | Élisabeth (de) x Charles de Gueldre                    | Élisabeth (de) x Charles de Gueldre                    | Élisabeth (de) x Charles de Gueldre                    | Élisabeth (de) x Charles de Gueldre                    | Élisabeth (de) x Charles de Gueldre                    |  |  | Othon Ier de Harbourg 1495-1549 x Meta von Campe            | Othon Ier de Harbourg 1495-1549 x Meta von Campe            | Othon Ier de Harbourg 1495-1549 x Meta von Campe            | Othon Ier de Harbourg 1495-1549 x Meta von Campe            | Othon Ier de Harbourg 1495-1549 x Meta von Campe            | Othon Ier de Harbourg 1495-1549 x Meta von Campe            |  |  | Ernest Ier le Confesseur 1497-1546 x Sophie de Mecklembourg-Schwerin | Ernest Ier le Confesseur 1497-1546 x Sophie de Mecklembourg-Schwerin | Ernest Ier le Confesseur 1497-1546 x Sophie de Mecklembourg-Schwerin | Ernest Ier le Confesseur 1497-1546 x Sophie de Mecklembourg-Schwerin | Ernest Ier le Confesseur 1497-1546 x Sophie de Mecklembourg-Schwerin | Ernest Ier le Confesseur 1497-1546 x Sophie de Mecklembourg-Schwerin |  |  | François 1508-1549 x Claire de Saxe-Lauenbourg | François 1508-1549 x Claire de Saxe-Lauenbourg | François 1508-1549 x Claire de Saxe-Lauenbourg | François 1508-1549 x Claire de Saxe-Lauenbourg | François 1508-1549 x Claire de Saxe-Lauenbourg | François 1508-1549 x Claire de Saxe-Lauenbourg |  |  |                                                  |                                                  |                                                  |                                                  |                                                  |                                                  |  |  |  |  |  |  |  |  |  |  |  |  |  |  |  |  |  |  |  |  |  |  |  |  |  |  |  |  |  |  |  |  |  |  |  |  |  |  |  |  |  |  |
|                                                                 |                                                                 |                                                                 |                                                                 |                                                                 |                                                                 |  |  |                                                                                      |                                                                                      |                                                                                      |                                                                                      |                                                                                      |                                                                                      |  |  |                                                     |                                                     |                                                     |                                                     |                                                     |                                                     |  |  |                                                  |                                                  |                                                  |                                                  |                                                  |                                                  |  |  |                                                               |                                                               |                                                               |                                                               |                                                               |                                                               |  |  |                                                        |                                                        |                                                        |                                                        |                                                        |                                                        |  |  |                                                             |                                                             |                                                             |                                                             |                                                             |                                                             |  |  |                                                                      |                                                                      |                                                                      |                                                                      |                                                                      |                                                                      |  |  |                                                |                                                |                                                |                                                |                                                |                                                |  |  |                                                  |                                                  |                                                  |                                                  |                                                  |                                                  |  |  |  |  |  |  |  |  |  |  |  |  |  |  |  |  |  |  |  |  |  |  |  |  |  |  |  |  |  |  |  |  |  |  |  |  |  |  |  |  |  |  |
| Christophe archev. de Brême                                     | Christophe archev. de Brême                                     | Christophe archev. de Brême                                     | Christophe archev. de Brême                                     | Christophe archev. de Brême                                     | Christophe archev. de Brême                                     |  |  | Catherine (en) x Magnus Ier de Saxe-Lauenbourg                                       | Catherine (en) x Magnus Ier de Saxe-Lauenbourg                                       | Catherine (en) x Magnus Ier de Saxe-Lauenbourg                                       | Catherine (en) x Magnus Ier de Saxe-Lauenbourg                                       | Catherine (en) x Magnus Ier de Saxe-Lauenbourg                                       | Catherine (en) x Magnus Ier de Saxe-Lauenbourg                                       |  |  | Henri II de Wolfenbüttel x Marie de Wurtemberg (bg) | Henri II de Wolfenbüttel x Marie de Wurtemberg (bg) | Henri II de Wolfenbüttel x Marie de Wurtemberg (bg) | Henri II de Wolfenbüttel x Marie de Wurtemberg (bg) | Henri II de Wolfenbüttel x Marie de Wurtemberg (bg) | Henri II de Wolfenbüttel x Marie de Wurtemberg (bg) |  |  | François évê. de Minden                          | François évê. de Minden                          | François évê. de Minden                          | François évê. de Minden                          | François évê. de Minden                          | François évê. de Minden                          |  |  | Georges                                                       | Georges                                                       | Georges                                                       | Georges                                                       | Georges                                                       | Georges                                                       |  |  |                                                        |                                                        |                                                        |                                                        |                                                        |                                                        |  |  | Othon II de Harbourg                                        | Othon II de Harbourg                                        | Othon II de Harbourg                                        | Othon II de Harbourg                                        | Othon II de Harbourg                                        | Othon II de Harbourg                                        |  |  | Nouvelles Maisons de Brunswick                                       | Nouvelles Maisons de Brunswick                                       | Nouvelles Maisons de Brunswick                                       | Nouvelles Maisons de Brunswick                                       | Nouvelles Maisons de Brunswick                                       | Nouvelles Maisons de Brunswick                                       |  |  |                                                |                                                |                                                |                                                |                                                |                                                |  |  |                                                  |                                                  |                                                  |                                                  |                                                  |                                                  |  |  |  |  |  |  |  |  |  |  |  |  |  |  |  |  |  |  |  |  |  |  |  |  |  |  |  |  |  |  |  |  |  |  |  |  |  |  |  |  |  |  |
| Christophe archev. de Brême                                     | Christophe archev. de Brême                                     | Christophe archev. de Brême                                     | Christophe archev. de Brême                                     | Christophe archev. de Brême                                     | Christophe archev. de Brême                                     |  |  | Catherine (en) x Magnus Ier de Saxe-Lauenbourg                                       | Catherine (en) x Magnus Ier de Saxe-Lauenbourg                                       | Catherine (en) x Magnus Ier de Saxe-Lauenbourg                                       | Catherine (en) x Magnus Ier de Saxe-Lauenbourg                                       | Catherine (en) x Magnus Ier de Saxe-Lauenbourg                                       | Catherine (en) x Magnus Ier de Saxe-Lauenbourg                                       |  |  | Henri II de Wolfenbüttel x Marie de Wurtemberg (bg) | Henri II de Wolfenbüttel x Marie de Wurtemberg (bg) | Henri II de Wolfenbüttel x Marie de Wurtemberg (bg) | Henri II de Wolfenbüttel x Marie de Wurtemberg (bg) | Henri II de Wolfenbüttel x Marie de Wurtemberg (bg) | Henri II de Wolfenbüttel x Marie de Wurtemberg (bg) |  |  | François évê. de Minden                          | François évê. de Minden                          | François évê. de Minden                          | François évê. de Minden                          | François évê. de Minden                          | François évê. de Minden                          |  |  | Georges                                                       | Georges                                                       | Georges                                                       | Georges                                                       | Georges                                                       | Georges                                                       |  |  |                                                        |                                                        |                                                        |                                                        |                                                        |                                                        |  |  | Othon II de Harbourg                                        | Othon II de Harbourg                                        | Othon II de Harbourg                                        | Othon II de Harbourg                                        | Othon II de Harbourg                                        | Othon II de Harbourg                                        |  |  | Nouvelles Maisons de Brunswick                                       | Nouvelles Maisons de Brunswick                                       | Nouvelles Maisons de Brunswick                                       | Nouvelles Maisons de Brunswick                                       | Nouvelles Maisons de Brunswick                                       | Nouvelles Maisons de Brunswick                                       |  |  |                                                |                                                |                                                |                                                |                                                |                                                |  |  |                                                  |                                                  |                                                  |                                                  |                                                  |                                                  |  |  |  |  |  |  |  |  |  |  |  |  |  |  |  |  |  |  |  |  |  |  |  |  |  |  |  |  |  |  |  |  |  |  |  |  |  |  |  |  |  |  |
|                                                                 |                                                                 |                                                                 |                                                                 |                                                                 |                                                                 |  |  |                                                                                      |                                                                                      |                                                                                      |                                                                                      |                                                                                      |                                                                                      |  |  |                                                     |                                                     |                                                     |                                                     |                                                     |                                                     |  |  |                                                  |                                                  |                                                  |                                                  |                                                  |                                                  |  |  |                                                               |                                                               |                                                               |                                                               |                                                               |                                                               |  |  |                                                        |                                                        |                                                        |                                                        |                                                        |                                                        |  |  |                                                             |                                                             |                                                             |                                                             |                                                             |                                                             |  |  |                                                                      |                                                                      |                                                                      |                                                                      |                                                                      |                                                                      |  |  |                                                |                                                |                                                |                                                |                                                |                                                |  |  |                                                  |                                                  |                                                  |                                                  |                                                  |                                                  |  |  |  |  |  |  |  |  |  |  |  |  |  |  |  |  |  |  |  |  |  |  |  |  |  |  |  |  |  |  |  |  |  |  |  |  |  |  |  |  |  |  |
|                                                                 |                                                                 |                                                                 |                                                                 |                                                                 |                                                                 |  |  | Catherine x Jean Ier de Brandebourg-Küstrin                                          | Catherine x Jean Ier de Brandebourg-Küstrin                                          | Catherine x Jean Ier de Brandebourg-Küstrin                                          | Catherine x Jean Ier de Brandebourg-Küstrin                                          | Catherine x Jean Ier de Brandebourg-Küstrin                                          | Catherine x Jean Ier de Brandebourg-Küstrin                                          |  |  | Jules de Wolfenbüttel x Edwige de Brandebourg       | Jules de Wolfenbüttel x Edwige de Brandebourg       | Jules de Wolfenbüttel x Edwige de Brandebourg       | Jules de Wolfenbüttel x Edwige de Brandebourg       | Jules de Wolfenbüttel x Edwige de Brandebourg       | Jules de Wolfenbüttel x Edwige de Brandebourg       |  |  | Claire x Philippe II de Brunswick-Grubenhagen    | Claire x Philippe II de Brunswick-Grubenhagen    | Claire x Philippe II de Brunswick-Grubenhagen    | Claire x Philippe II de Brunswick-Grubenhagen    | Claire x Philippe II de Brunswick-Grubenhagen    | Claire x Philippe II de Brunswick-Grubenhagen    |  |  |                                                               |                                                               |                                                               |                                                               |                                                               |                                                               |  |  | Othon-Henri                                            | Othon-Henri                                            | Othon-Henri                                            | Othon-Henri                                            | Othon-Henri                                            | Othon-Henri                                            |  |  | Guillaume                                                   | Guillaume                                                   | Guillaume                                                   | Guillaume                                                   | Guillaume                                                   | Guillaume                                                   |  |  | Anne                                                                 | Anne                                                                 | Anne                                                                 | Anne                                                                 | Anne                                                                 | Anne                                                                 |  |  | Christophe                                     | Christophe                                     | Christophe                                     | Christophe                                     | Christophe                                     | Christophe                                     |  |  |                                                  |                                                  |                                                  |                                                  |                                                  |                                                  |  |  |  |  |  |  |  |  |  |  |  |  |  |  |  |  |  |  |  |  |  |  |  |  |  |  |  |  |  |  |  |  |  |  |  |  |  |  |  |  |  |  |
|                                                                 |                                                                 |                                                                 |                                                                 |                                                                 |                                                                 |  |  | Catherine x Jean Ier de Brandebourg-Küstrin                                          | Catherine x Jean Ier de Brandebourg-Küstrin                                          | Catherine x Jean Ier de Brandebourg-Küstrin                                          | Catherine x Jean Ier de Brandebourg-Küstrin                                          | Catherine x Jean Ier de Brandebourg-Küstrin                                          | Catherine x Jean Ier de Brandebourg-Küstrin                                          |  |  | Jules de Wolfenbüttel x Edwige de Brandebourg       | Jules de Wolfenbüttel x Edwige de Brandebourg       | Jules de Wolfenbüttel x Edwige de Brandebourg       | Jules de Wolfenbüttel x Edwige de Brandebourg       | Jules de Wolfenbüttel x Edwige de Brandebourg       | Jules de Wolfenbüttel x Edwige de Brandebourg       |  |  | Claire x Philippe II de Brunswick-Grubenhagen    | Claire x Philippe II de Brunswick-Grubenhagen    | Claire x Philippe II de Brunswick-Grubenhagen    | Claire x Philippe II de Brunswick-Grubenhagen    | Claire x Philippe II de Brunswick-Grubenhagen    | Claire x Philippe II de Brunswick-Grubenhagen    |  |  |                                                               |                                                               |                                                               |                                                               |                                                               |                                                               |  |  | Othon-Henri                                            | Othon-Henri                                            | Othon-Henri                                            | Othon-Henri                                            | Othon-Henri                                            | Othon-Henri                                            |  |  | Guillaume                                                   | Guillaume                                                   | Guillaume                                                   | Guillaume                                                   | Guillaume                                                   | Guillaume                                                   |  |  | Anne                                                                 | Anne                                                                 | Anne                                                                 | Anne                                                                 | Anne                                                                 | Anne                                                                 |  |  | Christophe                                     | Christophe                                     | Christophe                                     | Christophe                                     | Christophe                                     | Christophe                                     |  |  |                                                  |                                                  |                                                  |                                                  |                                                  |                                                  |  |  |  |  |  |  |  |  |  |  |  |  |  |  |  |  |  |  |  |  |  |  |  |  |  |  |  |  |  |  |  |  |  |  |  |  |  |  |  |  |  |  |
|                                                                 |                                                                 |                                                                 |                                                                 |                                                                 |                                                                 |  |  |                                                                                      |                                                                                      |                                                                                      |                                                                                      |                                                                                      |                                                                                      |  |  |                                                     |                                                     |                                                     |                                                     |                                                     |                                                     |  |  |                                                  |                                                  |                                                  |                                                  |                                                  |                                                  |  |  |                                                               |                                                               |                                                               |                                                               |                                                               |                                                               |  |  |                                                        |                                                        |                                                        |                                                        |                                                        |                                                        |  |  |                                                             |                                                             |                                                             |                                                             |                                                             |                                                             |  |  |                                                                      |                                                                      |                                                                      |                                                                      |                                                                      |                                                                      |  |  |                                                |                                                |                                                |                                                |                                                |                                                |  |  |                                                  |                                                  |                                                  |                                                  |                                                  |                                                  |  |  |  |  |  |  |  |  |  |  |  |  |  |  |  |  |  |  |  |  |  |  |  |  |  |  |  |  |  |  |  |  |  |  |  |  |  |  |  |  |  |  |
| Sophie-Hedwige x Ernest-Louis de Poméranie                      | Sophie-Hedwige x Ernest-Louis de Poméranie                      | Sophie-Hedwige x Ernest-Louis de Poméranie                      | Sophie-Hedwige x Ernest-Louis de Poméranie                      | Sophie-Hedwige x Ernest-Louis de Poméranie                      | Sophie-Hedwige x Ernest-Louis de Poméranie                      |  |  | Henri-Jules de Wolfenbüttel x Dorothée de Saxe (1) x Élisabeth de Danemark (2)       | Henri-Jules de Wolfenbüttel x Dorothée de Saxe (1) x Élisabeth de Danemark (2)       | Henri-Jules de Wolfenbüttel x Dorothée de Saxe (1) x Élisabeth de Danemark (2)       | Henri-Jules de Wolfenbüttel x Dorothée de Saxe (1) x Élisabeth de Danemark (2)       | Henri-Jules de Wolfenbüttel x Dorothée de Saxe (1) x Élisabeth de Danemark (2)       | Henri-Jules de Wolfenbüttel x Dorothée de Saxe (1) x Élisabeth de Danemark (2)       |  |  | Marie x François II de Lauenbourg                   | Marie x François II de Lauenbourg                   | Marie x François II de Lauenbourg                   | Marie x François II de Lauenbourg                   | Marie x François II de Lauenbourg                   | Marie x François II de Lauenbourg                   |  |  | Élisabeth                                        | Élisabeth                                        | Élisabeth                                        | Élisabeth                                        | Élisabeth                                        | Élisabeth                                        |  |  | Philippe-Sigismond évê. d'Osnabrück                           | Philippe-Sigismond évê. d'Osnabrück                           | Philippe-Sigismond évê. d'Osnabrück                           | Philippe-Sigismond évê. d'Osnabrück                           | Philippe-Sigismond évê. d'Osnabrück                           | Philippe-Sigismond évê. d'Osnabrück                           |  |  | Joachim-Charles                                        | Joachim-Charles                                        | Joachim-Charles                                        | Joachim-Charles                                        | Joachim-Charles                                        | Joachim-Charles                                        |  |  | Dorothée-Augusta                                            | Dorothée-Augusta                                            | Dorothée-Augusta                                            | Dorothée-Augusta                                            | Dorothée-Augusta                                            | Dorothée-Augusta                                            |  |  | Jules-Auguste                                                        | Jules-Auguste                                                        | Jules-Auguste                                                        | Jules-Auguste                                                        | Jules-Auguste                                                        | Jules-Auguste                                                        |  |  | Hedwige                                        | Hedwige                                        | Hedwige                                        | Hedwige                                        | Hedwige                                        | Hedwige                                        |  |  | Othon III de Harbourg                            | Othon III de Harbourg                            | Othon III de Harbourg                            | Othon III de Harbourg                            | Othon III de Harbourg                            | Othon III de Harbourg                            |  |  |  |  |  |  |  |  |  |  |  |  |  |  |  |  |  |  |  |  |  |  |  |  |  |  |  |  |  |  |  |  |  |  |  |  |  |  |  |  |  |  |
| Sophie-Hedwige x Ernest-Louis de Poméranie                      | Sophie-Hedwige x Ernest-Louis de Poméranie                      | Sophie-Hedwige x Ernest-Louis de Poméranie                      | Sophie-Hedwige x Ernest-Louis de Poméranie                      | Sophie-Hedwige x Ernest-Louis de Poméranie                      | Sophie-Hedwige x Ernest-Louis de Poméranie                      |  |  | Henri-Jules de Wolfenbüttel x Dorothée de Saxe (1) x Élisabeth de Danemark (2)       | Henri-Jules de Wolfenbüttel x Dorothée de Saxe (1) x Élisabeth de Danemark (2)       | Henri-Jules de Wolfenbüttel x Dorothée de Saxe (1) x Élisabeth de Danemark (2)       | Henri-Jules de Wolfenbüttel x Dorothée de Saxe (1) x Élisabeth de Danemark (2)       | Henri-Jules de Wolfenbüttel x Dorothée de Saxe (1) x Élisabeth de Danemark (2)       | Henri-Jules de Wolfenbüttel x Dorothée de Saxe (1) x Élisabeth de Danemark (2)       |  |  | Marie x François II de Lauenbourg                   | Marie x François II de Lauenbourg                   | Marie x François II de Lauenbourg                   | Marie x François II de Lauenbourg                   | Marie x François II de Lauenbourg                   | Marie x François II de Lauenbourg                   |  |  | Élisabeth                                        | Élisabeth                                        | Élisabeth                                        | Élisabeth                                        | Élisabeth                                        | Élisabeth                                        |  |  | Philippe-Sigismond évê. d'Osnabrück                           | Philippe-Sigismond évê. d'Osnabrück                           | Philippe-Sigismond évê. d'Osnabrück                           | Philippe-Sigismond évê. d'Osnabrück                           | Philippe-Sigismond évê. d'Osnabrück                           | Philippe-Sigismond évê. d'Osnabrück                           |  |  | Joachim-Charles                                        | Joachim-Charles                                        | Joachim-Charles                                        | Joachim-Charles                                        | Joachim-Charles                                        | Joachim-Charles                                        |  |  | Dorothée-Augusta                                            | Dorothée-Augusta                                            | Dorothée-Augusta                                            | Dorothée-Augusta                                            | Dorothée-Augusta                                            | Dorothée-Augusta                                            |  |  | Jules-Auguste                                                        | Jules-Auguste                                                        | Jules-Auguste                                                        | Jules-Auguste                                                        | Jules-Auguste                                                        | Jules-Auguste                                                        |  |  | Hedwige                                        | Hedwige                                        | Hedwige                                        | Hedwige                                        | Hedwige                                        | Hedwige                                        |  |  | Othon III de Harbourg                            | Othon III de Harbourg                            | Othon III de Harbourg                            | Othon III de Harbourg                            | Othon III de Harbourg                            | Othon III de Harbourg                            |  |  |  |  |  |  |  |  |  |  |  |  |  |  |  |  |  |  |  |  |  |  |  |  |  |  |  |  |  |  |  |  |  |  |  |  |  |  |  |  |  |  |
|                                                                 |                                                                 |                                                                 |                                                                 |                                                                 |                                                                 |  |  |                                                                                      |                                                                                      |                                                                                      |                                                                                      |                                                                                      |                                                                                      |  |  |                                                     |                                                     |                                                     |                                                     |                                                     |                                                     |  |  |                                                  |                                                  |                                                  |                                                  |                                                  |                                                  |  |  |                                                               |                                                               |                                                               |                                                               |                                                               |                                                               |  |  |                                                        |                                                        |                                                        |                                                        |                                                        |                                                        |  |  |                                                             |                                                             |                                                             |                                                             |                                                             |                                                             |  |  |                                                                      |                                                                      |                                                                      |                                                                      |                                                                      |                                                                      |  |  |                                                |                                                |                                                |                                                |                                                |                                                |  |  |                                                  |                                                  |                                                  |                                                  |                                                  |                                                  |  |  |  |  |  |  |  |  |  |  |  |  |  |  |  |  |  |  |  |  |  |  |  |  |  |  |  |  |  |  |  |  |  |  |  |  |  |  |  |  |  |  |
|                                                                 |                                                                 |                                                                 |                                                                 |                                                                 |                                                                 |  |  |                                                                                      |                                                                                      |                                                                                      |                                                                                      |                                                                                      |                                                                                      |  |  |                                                     |                                                     |                                                     |                                                     |                                                     |                                                     |  |  |                                                  |                                                  |                                                  |                                                  |                                                  |                                                  |  |  |                                                               |                                                               |                                                               |                                                               |                                                               |                                                               |  |  |                                                        |                                                        |                                                        |                                                        |                                                        |                                                        |  |  |                                                             |                                                             |                                                             |                                                             |                                                             |                                                             |  |  |                                                                      |                                                                      |                                                                      |                                                                      |                                                                      |                                                                      |  |  |                                                |                                                |                                                |                                                |                                                |                                                |  |  |                                                  |                                                  |                                                  |                                                  |                                                  |                                                  |  |  |  |  |  |  |  |  |  |  |  |  |  |  |  |  |  |  |  |  |  |  |  |  |  |  |  |  |  |  |  |  |  |  |  |  |  |  |  |  |  |  |
| Dorothée-Hedwige (1) x Rodolphe d'Anhalt-Zerbst                 | Dorothée-Hedwige (1) x Rodolphe d'Anhalt-Zerbst                 | Dorothée-Hedwige (1) x Rodolphe d'Anhalt-Zerbst                 | Dorothée-Hedwige (1) x Rodolphe d'Anhalt-Zerbst                 | Dorothée-Hedwige (1) x Rodolphe d'Anhalt-Zerbst                 | Dorothée-Hedwige (1) x Rodolphe d'Anhalt-Zerbst                 |  |  | Frédéric-Ulrich (2) de Wolfenbüttel x Anne-Sophie de Brandebourg                     | Frédéric-Ulrich (2) de Wolfenbüttel x Anne-Sophie de Brandebourg                     | Frédéric-Ulrich (2) de Wolfenbüttel x Anne-Sophie de Brandebourg                     | Frédéric-Ulrich (2) de Wolfenbüttel x Anne-Sophie de Brandebourg                     | Frédéric-Ulrich (2) de Wolfenbüttel x Anne-Sophie de Brandebourg                     | Frédéric-Ulrich (2) de Wolfenbüttel x Anne-Sophie de Brandebourg                     |  |  | Sophie-Hedwige (2) x Ernest-Casimir de Nassau-Dietz | Sophie-Hedwige (2) x Ernest-Casimir de Nassau-Dietz | Sophie-Hedwige (2) x Ernest-Casimir de Nassau-Dietz | Sophie-Hedwige (2) x Ernest-Casimir de Nassau-Dietz | Sophie-Hedwige (2) x Ernest-Casimir de Nassau-Dietz | Sophie-Hedwige (2) x Ernest-Casimir de Nassau-Dietz |  |  | Élisabeth (2) x Jean-Philippe de Saxe-Altenbourg | Élisabeth (2) x Jean-Philippe de Saxe-Altenbourg | Élisabeth (2) x Jean-Philippe de Saxe-Altenbourg | Élisabeth (2) x Jean-Philippe de Saxe-Altenbourg | Élisabeth (2) x Jean-Philippe de Saxe-Altenbourg | Élisabeth (2) x Jean-Philippe de Saxe-Altenbourg |  |  | Edwige (2) x Ulrich de Poméranie                              | Edwige (2) x Ulrich de Poméranie                              | Edwige (2) x Ulrich de Poméranie                              | Edwige (2) x Ulrich de Poméranie                              | Edwige (2) x Ulrich de Poméranie                              | Edwige (2) x Ulrich de Poméranie                              |  |  | Dorothée (de) (2) x Christian-Guillaume de Brandebourg | Dorothée (de) (2) x Christian-Guillaume de Brandebourg | Dorothée (de) (2) x Christian-Guillaume de Brandebourg | Dorothée (de) (2) x Christian-Guillaume de Brandebourg | Dorothée (de) (2) x Christian-Guillaume de Brandebourg | Dorothée (de) (2) x Christian-Guillaume de Brandebourg |  |  | Christian (2) évê. de Halberstadt                           | Christian (2) évê. de Halberstadt                           | Christian (2) évê. de Halberstadt                           | Christian (2) évê. de Halberstadt                           | Christian (2) évê. de Halberstadt                           | Christian (2) évê. de Halberstadt                           |  |  | Rodolphe (2) évê. de Halberstadt                                     | Rodolphe (2) évê. de Halberstadt                                     | Rodolphe (2) évê. de Halberstadt                                     | Rodolphe (2) évê. de Halberstadt                                     | Rodolphe (2) évê. de Halberstadt                                     | Rodolphe (2) évê. de Halberstadt                                     |  |  | Henri-Charles (2) évê. de Halberstadt          | Henri-Charles (2) évê. de Halberstadt          | Henri-Charles (2) évê. de Halberstadt          | Henri-Charles (2) évê. de Halberstadt          | Henri-Charles (2) évê. de Halberstadt          | Henri-Charles (2) évê. de Halberstadt          |  |  | Anne-Augusta (2) x Georges de Nassau-Dillenbourg | Anne-Augusta (2) x Georges de Nassau-Dillenbourg | Anne-Augusta (2) x Georges de Nassau-Dillenbourg | Anne-Augusta (2) x Georges de Nassau-Dillenbourg | Anne-Augusta (2) x Georges de Nassau-Dillenbourg | Anne-Augusta (2) x Georges de Nassau-Dillenbourg |  |  |  |  |  |  |  |  |  |  |  |  |  |  |  |  |  |  |  |  |  |  |  |  |  |  |  |  |  |  |  |  |  |  |  |  |  |  |  |  |  |  |

Nouvelles maisons de Brunswick-Wolfenbüttel et Brunswick-Lunebourg
|  |  |  |  |                                                                                                |                                                                                                |                                                                                                |                                                                                                |                                                                                                |                                                                                                |  |  | | | | | | |  |  | | | | | | |  |  | Ernest Ier de Lunebourg                                                                                            | Ernest Ier de Lunebourg                                                                                            | Ernest Ier de Lunebourg                                                                                            | Ernest Ier de Lunebourg                                                                                            | Ernest Ier de Lunebourg                                                                                            | Ernest Ier de Lunebourg                                                                                            |  |  | Sophie de Mecklembourg-Schwerin                               | Sophie de Mecklembourg-Schwerin                               | Sophie de Mecklembourg-Schwerin                               | Sophie de Mecklembourg-Schwerin                               | Sophie de Mecklembourg-Schwerin                               | Sophie de Mecklembourg-Schwerin                               |  |  |                                                                                           |                                                                                           |                                                                                           |                                                                                           |                                                                                           |                                                                                           |  |  |                                                              |                                                              |                                                              |                                                              |                                                              |                                                              |  |  |                                                                 |                                                                 |                                                                 |                                                                 |                                                                 |                                                                 |  |  |                                                         |                                                         |                                                         |                                                         |                                                         |                                                         |  |  |                                   |                                   |                                   |                                   |                                   |                                   |  |  |  |  |  |  |  |  |  |  |  |  |  |  |  |  |  |  |  |  |  |  |  |  |  |  |  |  |  |  |  |  |  |  |  |  |  |  |  |  |  |  |  |  |  |  |
|  |  |  |  |                                                                                                |                                                                                                |                                                                                                |                                                                                                |                                                                                                |                                                                                                |  |  | | | | | | |  |  | | | | | | |  |  | Ernest Ier de Lunebourg                                                                                            | Ernest Ier de Lunebourg                                                                                            | Ernest Ier de Lunebourg                                                                                            | Ernest Ier de Lunebourg                                                                                            | Ernest Ier de Lunebourg                                                                                            | Ernest Ier de Lunebourg                                                                                            |  |  | Sophie de Mecklembourg-Schwerin                               | Sophie de Mecklembourg-Schwerin                               | Sophie de Mecklembourg-Schwerin                               | Sophie de Mecklembourg-Schwerin                               | Sophie de Mecklembourg-Schwerin                               | Sophie de Mecklembourg-Schwerin                               |  |  |                                                                                           |                                                                                           |                                                                                           |                                                                                           |                                                                                           |                                                                                           |  |  |                                                              |                                                              |                                                              |                                                              |                                                              |                                                              |  |  |                                                                 |                                                                 |                                                                 |                                                                 |                                                                 |                                                                 |  |  |                                                         |                                                         |                                                         |                                                         |                                                         |                                                         |  |  |                                   |                                   |                                   |                                   |                                   |                                   |  |  |  |  |  |  |  |  |  |  |  |  |  |  |  |  |  |  |  |  |  |  |  |  |  |  |  |  |  |  |  |  |  |  |  |  |  |  |  |  |  |  |  |  |  |  |
|  |  |  |  |                                                                                                |                                                                                                |                                                                                                |                                                                                                |                                                                                                |                                                                                                |  |  | | | | | | |  |  | | | | | | |  |  | | | | | | |  |  |                                                               |                                                               |                                                               |                                                               |                                                               |                                                               |  |  |                                                                                           |                                                                                           |                                                                                           |                                                                                           |                                                                                           |                                                                                           |  |  |                                                              |                                                              |                                                              |                                                              |                                                              |                                                              |  |  |                                                                 |                                                                 |                                                                 |                                                                 |                                                                 |                                                                 |  |  |                                                         |                                                         |                                                         |                                                         |                                                         |                                                         |  |  |                                   |                                   |                                   |                                   |                                   |                                   |  |  |  |  |  |  |  |  |  |  |  |  |  |  |  |  |  |  |  |  |  |  |  |  |  |  |  |  |  |  |  |  |  |  |  |  |  |  |  |  |  |  |  |  |  |  |
|  |  |  |  |                                                                                                |                                                                                                |                                                                                                |                                                                                                |                                                                                                |                                                                                                |  |  | | | | | | |  |  | | | | | | |  |  | | | | | | |  |  |                                                               |                                                               |                                                               |                                                               |                                                               |                                                               |  |  |                                                                                           |                                                                                           |                                                                                           |                                                                                           |                                                                                           |                                                                                           |  |  |                                                              |                                                              |                                                              |                                                              |                                                              |                                                              |  |  |                                                                 |                                                                 |                                                                 |                                                                 |                                                                 |                                                                 |  |  |                                                         |                                                         |                                                         |                                                         |                                                         |                                                         |  |  |                                   |                                   |                                   |                                   |                                   |                                   |  |  |  |  |  |  |  |  |  |  |  |  |  |  |  |  |  |  |  |  |  |  |  |  |  |  |  |  |  |  |  |  |  |  |  |  |  |  |  |  |  |  |  |  |  |  |
|  |  |  |  |                                                                                                |                                                                                                |                                                                                                |                                                                                                |                                                                                                |                                                                                                |  |  | | | | | | |  |  | François-Othon x Élisabeth-Madeleine de Brandebourg | François-Othon x Élisabeth-Madeleine de Brandebourg | François-Othon x Élisabeth-Madeleine de Brandebourg | François-Othon x Élisabeth-Madeleine de Brandebourg | François-Othon x Élisabeth-Madeleine de Brandebourg | François-Othon x Élisabeth-Madeleine de Brandebourg |  |  | Henri x Ursula de Saxe-Lauenbourg (de)                                                                             | Henri x Ursula de Saxe-Lauenbourg (de)                                                                             | Henri x Ursula de Saxe-Lauenbourg (de)                                                                             | Henri x Ursula de Saxe-Lauenbourg (de)                                                                             | Henri x Ursula de Saxe-Lauenbourg (de)                                                                             | Henri x Ursula de Saxe-Lauenbourg (de)                                                                             |  |  | Élisabeth-Ursula (de) x Otto IV de Schaumbourg                | Élisabeth-Ursula (de) x Otto IV de Schaumbourg                | Élisabeth-Ursula (de) x Otto IV de Schaumbourg                | Élisabeth-Ursula (de) x Otto IV de Schaumbourg                | Élisabeth-Ursula (de) x Otto IV de Schaumbourg                | Élisabeth-Ursula (de) x Otto IV de Schaumbourg                |  |  | Guillaume de Lunebourg x Dorothée de Danemark                                             | Guillaume de Lunebourg x Dorothée de Danemark                                             | Guillaume de Lunebourg x Dorothée de Danemark                                             | Guillaume de Lunebourg x Dorothée de Danemark                                             | Guillaume de Lunebourg x Dorothée de Danemark                                             | Guillaume de Lunebourg x Dorothée de Danemark                                             |  |  |                                                              |                                                              |                                                              |                                                              |                                                              |                                                              |  |  |                                                                 |                                                                 |                                                                 |                                                                 |                                                                 |                                                                 |  |  |                                                         |                                                         |                                                         |                                                         |                                                         |                                                         |  |  |                                   |                                   |                                   |                                   |                                   |                                   |  |  |  |  |  |  |  |  |  |  |  |  |  |  |  |  |  |  |  |  |  |  |  |  |  |  |  |  |  |  |  |  |  |  |  |  |  |  |  |  |  |  |  |  |  |  |
|  |  |  |  |                                                                                                |                                                                                                |                                                                                                |                                                                                                |                                                                                                |                                                                                                |  |  | | | | | | |  |  | François-Othon x Élisabeth-Madeleine de Brandebourg | François-Othon x Élisabeth-Madeleine de Brandebourg | François-Othon x Élisabeth-Madeleine de Brandebourg | François-Othon x Élisabeth-Madeleine de Brandebourg | François-Othon x Élisabeth-Madeleine de Brandebourg | François-Othon x Élisabeth-Madeleine de Brandebourg |  |  | Henri x Ursula de Saxe-Lauenbourg (de)                                                                             | Henri x Ursula de Saxe-Lauenbourg (de)                                                                             | Henri x Ursula de Saxe-Lauenbourg (de)                                                                             | Henri x Ursula de Saxe-Lauenbourg (de)                                                                             | Henri x Ursula de Saxe-Lauenbourg (de)                                                                             | Henri x Ursula de Saxe-Lauenbourg (de)                                                                             |  |  | Élisabeth-Ursula (de) x Otto IV de Schaumbourg                | Élisabeth-Ursula (de) x Otto IV de Schaumbourg                | Élisabeth-Ursula (de) x Otto IV de Schaumbourg                | Élisabeth-Ursula (de) x Otto IV de Schaumbourg                | Élisabeth-Ursula (de) x Otto IV de Schaumbourg                | Élisabeth-Ursula (de) x Otto IV de Schaumbourg                |  |  | Guillaume de Lunebourg x Dorothée de Danemark                                             | Guillaume de Lunebourg x Dorothée de Danemark                                             | Guillaume de Lunebourg x Dorothée de Danemark                                             | Guillaume de Lunebourg x Dorothée de Danemark                                             | Guillaume de Lunebourg x Dorothée de Danemark                                             | Guillaume de Lunebourg x Dorothée de Danemark                                             |  |  |                                                              |                                                              |                                                              |                                                              |                                                              |                                                              |  |  |                                                                 |                                                                 |                                                                 |                                                                 |                                                                 |                                                                 |  |  |                                                         |                                                         |                                                         |                                                         |                                                         |                                                         |  |  |                                   |                                   |                                   |                                   |                                   |                                   |  |  |  |  |  |  |  |  |  |  |  |  |  |  |  |  |  |  |  |  |  |  |  |  |  |  |  |  |  |  |  |  |  |  |  |  |  |  |  |  |  |  |  |  |  |  |
|  |  |  |  |                                                                                                |                                                                                                |                                                                                                |                                                                                                |                                                                                                |                                                                                                |  |  | | | | | | |  |  | | | | | | |  |  | | | | | | |  |  |                                                               |                                                               |                                                               |                                                               |                                                               |                                                               |  |  |                                                                                           |                                                                                           |                                                                                           |                                                                                           |                                                                                           |                                                                                           |  |  |                                                              |                                                              |                                                              |                                                              |                                                              |                                                              |  |  |                                                                 |                                                                 |                                                                 |                                                                 |                                                                 |                                                                 |  |  |                                                         |                                                         |                                                         |                                                         |                                                         |                                                         |  |  |                                   |                                   |                                   |                                   |                                   |                                   |  |  |  |  |  |  |  |  |  |  |  |  |  |  |  |  |  |  |  |  |  |  |  |  |  |  |  |  |  |  |  |  |  |  |  |  |  |  |  |  |  |  |  |  |  |  |
|  |  |  |  | Jules-Ernest x Marie de Frise orientale (1) x Sibylle de Brunswick-Lunebourg (2)               | Jules-Ernest x Marie de Frise orientale (1) x Sibylle de Brunswick-Lunebourg (2)               | Jules-Ernest x Marie de Frise orientale (1) x Sibylle de Brunswick-Lunebourg (2)               | Jules-Ernest x Marie de Frise orientale (1) x Sibylle de Brunswick-Lunebourg (2)               | Jules-Ernest x Marie de Frise orientale (1) x Sibylle de Brunswick-Lunebourg (2)               | Jules-Ernest x Marie de Frise orientale (1) x Sibylle de Brunswick-Lunebourg (2)               |  |  | François (1572-1601) | François (1572-1601) | François (1572-1601) | François (1572-1601) | François (1572-1601) | François (1572-1601) |  |  | Sibylle-Élisabeth de Brunswick-Dannenberg (de) x Antoine II d'Oldenbourg-Delmenhorst                                                                                        | Sibylle-Élisabeth de Brunswick-Dannenberg (de) x Antoine II d'Oldenbourg-Delmenhorst                                                                                        | Sibylle-Élisabeth de Brunswick-Dannenberg (de) x Antoine II d'Oldenbourg-Delmenhorst                                                                                        | Sibylle-Élisabeth de Brunswick-Dannenberg (de) x Antoine II d'Oldenbourg-Delmenhorst                                                                                        | Sibylle-Élisabeth de Brunswick-Dannenberg (de) x Antoine II d'Oldenbourg-Delmenhorst                                                                                        | Sibylle-Élisabeth de Brunswick-Dannenberg (de) x Antoine II d'Oldenbourg-Delmenhorst                                                                                        |  |  | Auguste II x Claire de Poméranie (1) x Dorothée d'Anhalt-Zerbst (2) x Élisabeth-Sophie de Mecklembourg-Güstrow (3) | Auguste II x Claire de Poméranie (1) x Dorothée d'Anhalt-Zerbst (2) x Élisabeth-Sophie de Mecklembourg-Güstrow (3) | Auguste II x Claire de Poméranie (1) x Dorothée d'Anhalt-Zerbst (2) x Élisabeth-Sophie de Mecklembourg-Güstrow (3) | Auguste II x Claire de Poméranie (1) x Dorothée d'Anhalt-Zerbst (2) x Élisabeth-Sophie de Mecklembourg-Güstrow (3) | Auguste II x Claire de Poméranie (1) x Dorothée d'Anhalt-Zerbst (2) x Élisabeth-Sophie de Mecklembourg-Güstrow (3) | Auguste II x Claire de Poméranie (1) x Dorothée d'Anhalt-Zerbst (2) x Élisabeth-Sophie de Mecklembourg-Güstrow (3) |  |  | Ernest II de Lunebourg                                        | Ernest II de Lunebourg                                        | Ernest II de Lunebourg                                        | Ernest II de Lunebourg                                        | Ernest II de Lunebourg                                        | Ernest II de Lunebourg                                        |  |  | Auguste Ier de Lunebourg                                                                  | Auguste Ier de Lunebourg                                                                  | Auguste Ier de Lunebourg                                                                  | Auguste Ier de Lunebourg                                                                  | Auguste Ier de Lunebourg                                                                  | Auguste Ier de Lunebourg                                                                  |  |  | Dorothée de Lunebourg x Charles Ier de Birkenfeld            | Dorothée de Lunebourg x Charles Ier de Birkenfeld            | Dorothée de Lunebourg x Charles Ier de Birkenfeld            | Dorothée de Lunebourg x Charles Ier de Birkenfeld            | Dorothée de Lunebourg x Charles Ier de Birkenfeld            | Dorothée de Lunebourg x Charles Ier de Birkenfeld            |  |  | Frédéric IV de Lunebourg                                        | Frédéric IV de Lunebourg                                        | Frédéric IV de Lunebourg                                        | Frédéric IV de Lunebourg                                        | Frédéric IV de Lunebourg                                        | Frédéric IV de Lunebourg                                        |  |  | Georges de Calenberg x Anne-Éléonore de Hesse-Darmstadt | Georges de Calenberg x Anne-Éléonore de Hesse-Darmstadt | Georges de Calenberg x Anne-Éléonore de Hesse-Darmstadt | Georges de Calenberg x Anne-Éléonore de Hesse-Darmstadt | Georges de Calenberg x Anne-Éléonore de Hesse-Darmstadt | Georges de Calenberg x Anne-Éléonore de Hesse-Darmstadt |  |  |                                   |                                   |                                   |                                   |                                   |                                   |  |  |  |  |  |  |  |  |  |  |  |  |  |  |  |  |  |  |  |  |  |  |  |  |  |  |  |  |  |  |  |  |  |  |  |  |  |  |  |  |  |  |  |  |  |  |
|  |  |  |  | Jules-Ernest x Marie de Frise orientale (1) x Sibylle de Brunswick-Lunebourg (2)               | Jules-Ernest x Marie de Frise orientale (1) x Sibylle de Brunswick-Lunebourg (2)               | Jules-Ernest x Marie de Frise orientale (1) x Sibylle de Brunswick-Lunebourg (2)               | Jules-Ernest x Marie de Frise orientale (1) x Sibylle de Brunswick-Lunebourg (2)               | Jules-Ernest x Marie de Frise orientale (1) x Sibylle de Brunswick-Lunebourg (2)               | Jules-Ernest x Marie de Frise orientale (1) x Sibylle de Brunswick-Lunebourg (2)               |  |  | François (1572-1601) | François (1572-1601) | François (1572-1601) | François (1572-1601) | François (1572-1601) | François (1572-1601) |  |  | Sibylle-Élisabeth de Brunswick-Dannenberg (de) x Antoine II d'Oldenbourg-Delmenhorst                                                                                        | Sibylle-Élisabeth de Brunswick-Dannenberg (de) x Antoine II d'Oldenbourg-Delmenhorst                                                                                        | Sibylle-Élisabeth de Brunswick-Dannenberg (de) x Antoine II d'Oldenbourg-Delmenhorst                                                                                        | Sibylle-Élisabeth de Brunswick-Dannenberg (de) x Antoine II d'Oldenbourg-Delmenhorst                                                                                        | Sibylle-Élisabeth de Brunswick-Dannenberg (de) x Antoine II d'Oldenbourg-Delmenhorst                                                                                        | Sibylle-Élisabeth de Brunswick-Dannenberg (de) x Antoine II d'Oldenbourg-Delmenhorst                                                                                        |  |  | Auguste II x Claire de Poméranie (1) x Dorothée d'Anhalt-Zerbst (2) x Élisabeth-Sophie de Mecklembourg-Güstrow (3) | Auguste II x Claire de Poméranie (1) x Dorothée d'Anhalt-Zerbst (2) x Élisabeth-Sophie de Mecklembourg-Güstrow (3) | Auguste II x Claire de Poméranie (1) x Dorothée d'Anhalt-Zerbst (2) x Élisabeth-Sophie de Mecklembourg-Güstrow (3) | Auguste II x Claire de Poméranie (1) x Dorothée d'Anhalt-Zerbst (2) x Élisabeth-Sophie de Mecklembourg-Güstrow (3) | Auguste II x Claire de Poméranie (1) x Dorothée d'Anhalt-Zerbst (2) x Élisabeth-Sophie de Mecklembourg-Güstrow (3) | Auguste II x Claire de Poméranie (1) x Dorothée d'Anhalt-Zerbst (2) x Élisabeth-Sophie de Mecklembourg-Güstrow (3) |  |  | Ernest II de Lunebourg                                        | Ernest II de Lunebourg                                        | Ernest II de Lunebourg                                        | Ernest II de Lunebourg                                        | Ernest II de Lunebourg                                        | Ernest II de Lunebourg                                        |  |  | Auguste Ier de Lunebourg                                                                  | Auguste Ier de Lunebourg                                                                  | Auguste Ier de Lunebourg                                                                  | Auguste Ier de Lunebourg                                                                  | Auguste Ier de Lunebourg                                                                  | Auguste Ier de Lunebourg                                                                  |  |  | Dorothée de Lunebourg x Charles Ier de Birkenfeld            | Dorothée de Lunebourg x Charles Ier de Birkenfeld            | Dorothée de Lunebourg x Charles Ier de Birkenfeld            | Dorothée de Lunebourg x Charles Ier de Birkenfeld            | Dorothée de Lunebourg x Charles Ier de Birkenfeld            | Dorothée de Lunebourg x Charles Ier de Birkenfeld            |  |  | Frédéric IV de Lunebourg                                        | Frédéric IV de Lunebourg                                        | Frédéric IV de Lunebourg                                        | Frédéric IV de Lunebourg                                        | Frédéric IV de Lunebourg                                        | Frédéric IV de Lunebourg                                        |  |  | Georges de Calenberg x Anne-Éléonore de Hesse-Darmstadt | Georges de Calenberg x Anne-Éléonore de Hesse-Darmstadt | Georges de Calenberg x Anne-Éléonore de Hesse-Darmstadt | Georges de Calenberg x Anne-Éléonore de Hesse-Darmstadt | Georges de Calenberg x Anne-Éléonore de Hesse-Darmstadt | Georges de Calenberg x Anne-Éléonore de Hesse-Darmstadt |  |  |                                   |                                   |                                   |                                   |                                   |                                   |  |  |  |  |  |  |  |  |  |  |  |  |  |  |  |  |  |  |  |  |  |  |  |  |  |  |  |  |  |  |  |  |  |  |  |  |  |  |  |  |  |  |  |  |  |  |
|  |  |  |  |                                                                                                |                                                                                                |                                                                                                |                                                                                                |                                                                                                |                                                                                                |  |  | | | | | | |  |  | | | | | | |  |  | | | | | | |  |  |                                                               |                                                               |                                                               |                                                               |                                                               |                                                               |  |  |                                                                                           |                                                                                           |                                                                                           |                                                                                           |                                                                                           |                                                                                           |  |  |                                                              |                                                              |                                                              |                                                              |                                                              |                                                              |  |  |                                                                 |                                                                 |                                                                 |                                                                 |                                                                 |                                                                 |  |  |                                                         |                                                         |                                                         |                                                         |                                                         |                                                         |  |  |                                   |                                   |                                   |                                   |                                   |                                   |  |  |  |  |  |  |  |  |  |  |  |  |  |  |  |  |  |  |  |  |  |  |  |  |  |  |  |  |  |  |  |  |  |  |  |  |  |  |  |  |  |  |  |  |  |  |
|  |  |  |  | Marie-Catherine (1) x Adolphe-Frédéric Ier de Mecklembourg-Schwerin                            | Marie-Catherine (1) x Adolphe-Frédéric Ier de Mecklembourg-Schwerin                            | Marie-Catherine (1) x Adolphe-Frédéric Ier de Mecklembourg-Schwerin                            | Marie-Catherine (1) x Adolphe-Frédéric Ier de Mecklembourg-Schwerin                            | Marie-Catherine (1) x Adolphe-Frédéric Ier de Mecklembourg-Schwerin                            | Marie-Catherine (1) x Adolphe-Frédéric Ier de Mecklembourg-Schwerin                            |  |  | Rodolphe-Auguste de Wolfenbüttel (2) x Christine-Élisabeth de Barby-Mühlingen (de) (1) x Rosine Élisabeth Menthe (de) (2) | Rodolphe-Auguste de Wolfenbüttel (2) x Christine-Élisabeth de Barby-Mühlingen (de) (1) x Rosine Élisabeth Menthe (de) (2) | Rodolphe-Auguste de Wolfenbüttel (2) x Christine-Élisabeth de Barby-Mühlingen (de) (1) x Rosine Élisabeth Menthe (de) (2) | Rodolphe-Auguste de Wolfenbüttel (2) x Christine-Élisabeth de Barby-Mühlingen (de) (1) x Rosine Élisabeth Menthe (de) (2) | Rodolphe-Auguste de Wolfenbüttel (2) x Christine-Élisabeth de Barby-Mühlingen (de) (1) x Rosine Élisabeth Menthe (de) (2) | Rodolphe-Auguste de Wolfenbüttel (2) x Christine-Élisabeth de Barby-Mühlingen (de) (1) x Rosine Élisabeth Menthe (de) (2) |  |  | | | | | | |  |  | Antoine-Ulrich (2) x Élisabeth-Julienne de Schleswig-Holstein-Sonderbourg-Norbourg                                 | Antoine-Ulrich (2) x Élisabeth-Julienne de Schleswig-Holstein-Sonderbourg-Norbourg                                 | Antoine-Ulrich (2) x Élisabeth-Julienne de Schleswig-Holstein-Sonderbourg-Norbourg                                 | Antoine-Ulrich (2) x Élisabeth-Julienne de Schleswig-Holstein-Sonderbourg-Norbourg                                 | Antoine-Ulrich (2) x Élisabeth-Julienne de Schleswig-Holstein-Sonderbourg-Norbourg                                 | Antoine-Ulrich (2) x Élisabeth-Julienne de Schleswig-Holstein-Sonderbourg-Norbourg                                 |  |  | Ferdinand-Albert Ier (3) x Christine de Hesse-Eschwege        | Ferdinand-Albert Ier (3) x Christine de Hesse-Eschwege        | Ferdinand-Albert Ier (3) x Christine de Hesse-Eschwege        | Ferdinand-Albert Ier (3) x Christine de Hesse-Eschwege        | Ferdinand-Albert Ier (3) x Christine de Hesse-Eschwege        | Ferdinand-Albert Ier (3) x Christine de Hesse-Eschwege        |  |  | Marie-Élisabeth (3) x Adolphe-Guillaume de Saxe-Eisenach (1) x Albert de Saxe-Cobourg (2) | Marie-Élisabeth (3) x Adolphe-Guillaume de Saxe-Eisenach (1) x Albert de Saxe-Cobourg (2) | Marie-Élisabeth (3) x Adolphe-Guillaume de Saxe-Eisenach (1) x Albert de Saxe-Cobourg (2) | Marie-Élisabeth (3) x Adolphe-Guillaume de Saxe-Eisenach (1) x Albert de Saxe-Cobourg (2) | Marie-Élisabeth (3) x Adolphe-Guillaume de Saxe-Eisenach (1) x Albert de Saxe-Cobourg (2) | Marie-Élisabeth (3) x Adolphe-Guillaume de Saxe-Eisenach (1) x Albert de Saxe-Cobourg (2) |  |  |                                                              |                                                              |                                                              |                                                              |                                                              |                                                              |  |  |                                                                 |                                                                 |                                                                 |                                                                 |                                                                 |                                                                 |  |  | Maison de Hanovre                                       | Maison de Hanovre                                       | Maison de Hanovre                                       | Maison de Hanovre                                       | Maison de Hanovre                                       | Maison de Hanovre                                       |  |  |                                   |                                   |                                   |                                   |                                   |                                   |  |  |  |  |  |  |  |  |  |  |  |  |  |  |  |  |  |  |  |  |  |  |  |  |  |  |  |  |  |  |  |  |  |  |  |  |  |  |  |  |  |  |  |  |  |  |
|  |  |  |  | Marie-Catherine (1) x Adolphe-Frédéric Ier de Mecklembourg-Schwerin                            | Marie-Catherine (1) x Adolphe-Frédéric Ier de Mecklembourg-Schwerin                            | Marie-Catherine (1) x Adolphe-Frédéric Ier de Mecklembourg-Schwerin                            | Marie-Catherine (1) x Adolphe-Frédéric Ier de Mecklembourg-Schwerin                            | Marie-Catherine (1) x Adolphe-Frédéric Ier de Mecklembourg-Schwerin                            | Marie-Catherine (1) x Adolphe-Frédéric Ier de Mecklembourg-Schwerin                            |  |  | Rodolphe-Auguste de Wolfenbüttel (2) x Christine-Élisabeth de Barby-Mühlingen (de) (1) x Rosine Élisabeth Menthe (de) (2) | Rodolphe-Auguste de Wolfenbüttel (2) x Christine-Élisabeth de Barby-Mühlingen (de) (1) x Rosine Élisabeth Menthe (de) (2) | Rodolphe-Auguste de Wolfenbüttel (2) x Christine-Élisabeth de Barby-Mühlingen (de) (1) x Rosine Élisabeth Menthe (de) (2) | Rodolphe-Auguste de Wolfenbüttel (2) x Christine-Élisabeth de Barby-Mühlingen (de) (1) x Rosine Élisabeth Menthe (de) (2) | Rodolphe-Auguste de Wolfenbüttel (2) x Christine-Élisabeth de Barby-Mühlingen (de) (1) x Rosine Élisabeth Menthe (de) (2) | Rodolphe-Auguste de Wolfenbüttel (2) x Christine-Élisabeth de Barby-Mühlingen (de) (1) x Rosine Élisabeth Menthe (de) (2) |  |  | | | | | | |  |  | Antoine-Ulrich (2) x Élisabeth-Julienne de Schleswig-Holstein-Sonderbourg-Norbourg                                 | Antoine-Ulrich (2) x Élisabeth-Julienne de Schleswig-Holstein-Sonderbourg-Norbourg                                 | Antoine-Ulrich (2) x Élisabeth-Julienne de Schleswig-Holstein-Sonderbourg-Norbourg                                 | Antoine-Ulrich (2) x Élisabeth-Julienne de Schleswig-Holstein-Sonderbourg-Norbourg                                 | Antoine-Ulrich (2) x Élisabeth-Julienne de Schleswig-Holstein-Sonderbourg-Norbourg                                 | Antoine-Ulrich (2) x Élisabeth-Julienne de Schleswig-Holstein-Sonderbourg-Norbourg                                 |  |  | Ferdinand-Albert Ier (3) x Christine de Hesse-Eschwege        | Ferdinand-Albert Ier (3) x Christine de Hesse-Eschwege        | Ferdinand-Albert Ier (3) x Christine de Hesse-Eschwege        | Ferdinand-Albert Ier (3) x Christine de Hesse-Eschwege        | Ferdinand-Albert Ier (3) x Christine de Hesse-Eschwege        | Ferdinand-Albert Ier (3) x Christine de Hesse-Eschwege        |  |  | Marie-Élisabeth (3) x Adolphe-Guillaume de Saxe-Eisenach (1) x Albert de Saxe-Cobourg (2) | Marie-Élisabeth (3) x Adolphe-Guillaume de Saxe-Eisenach (1) x Albert de Saxe-Cobourg (2) | Marie-Élisabeth (3) x Adolphe-Guillaume de Saxe-Eisenach (1) x Albert de Saxe-Cobourg (2) | Marie-Élisabeth (3) x Adolphe-Guillaume de Saxe-Eisenach (1) x Albert de Saxe-Cobourg (2) | Marie-Élisabeth (3) x Adolphe-Guillaume de Saxe-Eisenach (1) x Albert de Saxe-Cobourg (2) | Marie-Élisabeth (3) x Adolphe-Guillaume de Saxe-Eisenach (1) x Albert de Saxe-Cobourg (2) |  |  |                                                              |                                                              |                                                              |                                                              |                                                              |                                                              |  |  |                                                                 |                                                                 |                                                                 |                                                                 |                                                                 |                                                                 |  |  | Maison de Hanovre                                       | Maison de Hanovre                                       | Maison de Hanovre                                       | Maison de Hanovre                                       | Maison de Hanovre                                       | Maison de Hanovre                                       |  |  |                                   |                                   |                                   |                                   |                                   |                                   |  |  |  |  |  |  |  |  |  |  |  |  |  |  |  |  |  |  |  |  |  |  |  |  |  |  |  |  |  |  |  |  |  |  |  |  |  |  |  |  |  |  |  |  |  |  |
|  |  |  |  |                                                                                                |                                                                                                |                                                                                                |                                                                                                |                                                                                                |                                                                                                |  |  | | | | | | |  |  | | | | | | |  |  | | | | | | |  |  |                                                               |                                                               |                                                               |                                                               |                                                               |                                                               |  |  |                                                                                           |                                                                                           |                                                                                           |                                                                                           |                                                                                           |                                                                                           |  |  |                                                              |                                                              |                                                              |                                                              |                                                              |                                                              |  |  |                                                                 |                                                                 |                                                                 |                                                                 |                                                                 |                                                                 |  |  |                                                         |                                                         |                                                         |                                                         |                                                         |                                                         |  |  |                                   |                                   |                                   |                                   |                                   |                                   |  |  |  |  |  |  |  |  |  |  |  |  |  |  |  |  |  |  |  |  |  |  |  |  |  |  |  |  |  |  |  |  |  |  |  |  |  |  |  |  |  |  |  |  |  |  |
|  |  |  |  | Dorothée-Sophie (1) x Jean-Adolphe Ier de Schleswig-Holstein-Plön                              | Dorothée-Sophie (1) x Jean-Adolphe Ier de Schleswig-Holstein-Plön                              | Dorothée-Sophie (1) x Jean-Adolphe Ier de Schleswig-Holstein-Plön                              | Dorothée-Sophie (1) x Jean-Adolphe Ier de Schleswig-Holstein-Plön                              | Dorothée-Sophie (1) x Jean-Adolphe Ier de Schleswig-Holstein-Plön                              | Dorothée-Sophie (1) x Jean-Adolphe Ier de Schleswig-Holstein-Plön                              |  |  | Christine-Sophie (1) x Auguste-Guillaume de Brunswick-Wolfenbüttel                                                        | Christine-Sophie (1) x Auguste-Guillaume de Brunswick-Wolfenbüttel                                                        | Christine-Sophie (1) x Auguste-Guillaume de Brunswick-Wolfenbüttel                                                        | Christine-Sophie (1) x Auguste-Guillaume de Brunswick-Wolfenbüttel                                                        | Christine-Sophie (1) x Auguste-Guillaume de Brunswick-Wolfenbüttel                                                        | Christine-Sophie (1) x Auguste-Guillaume de Brunswick-Wolfenbüttel                                                        |  |  | Éléonore-Sophie (1) (1655-1656) | Éléonore-Sophie (1) (1655-1656) | Éléonore-Sophie (1) (1655-1656) | Éléonore-Sophie (1) (1655-1656) | Éléonore-Sophie (1) (1655-1656) | Éléonore-Sophie (1) (1655-1656) |  |  | | | | | | |  |  |                                                               |                                                               |                                                               |                                                               |                                                               |                                                               |  |  | Auguste-Ferdinand                                                                         | Auguste-Ferdinand                                                                         | Auguste-Ferdinand                                                                         | Auguste-Ferdinand                                                                         | Auguste-Ferdinand                                                                         | Auguste-Ferdinand                                                                         |  |  | Ernest-Ferdinand 1682-1746 x Éléonore-Charlotte de Courlande | Ernest-Ferdinand 1682-1746 x Éléonore-Charlotte de Courlande | Ernest-Ferdinand 1682-1746 x Éléonore-Charlotte de Courlande | Ernest-Ferdinand 1682-1746 x Éléonore-Charlotte de Courlande | Ernest-Ferdinand 1682-1746 x Éléonore-Charlotte de Courlande | Ernest-Ferdinand 1682-1746 x Éléonore-Charlotte de Courlande |  |  | Sophie-Éléonore                                                 | Sophie-Éléonore                                                 | Sophie-Éléonore                                                 | Sophie-Éléonore                                                 | Sophie-Éléonore                                                 | Sophie-Éléonore                                                 |  |  |                                                         |                                                         |                                                         |                                                         |                                                         |                                                         |  |  |                                   |                                   |                                   |                                   |                                   |                                   |  |  |  |  |  |  |  |  |  |  |  |  |  |  |  |  |  |  |  |  |  |  |  |  |  |  |  |  |  |  |  |  |  |  |  |  |  |  |  |  |  |  |  |  |  |  |
|  |  |  |  | Dorothée-Sophie (1) x Jean-Adolphe Ier de Schleswig-Holstein-Plön                              | Dorothée-Sophie (1) x Jean-Adolphe Ier de Schleswig-Holstein-Plön                              | Dorothée-Sophie (1) x Jean-Adolphe Ier de Schleswig-Holstein-Plön                              | Dorothée-Sophie (1) x Jean-Adolphe Ier de Schleswig-Holstein-Plön                              | Dorothée-Sophie (1) x Jean-Adolphe Ier de Schleswig-Holstein-Plön                              | Dorothée-Sophie (1) x Jean-Adolphe Ier de Schleswig-Holstein-Plön                              |  |  | Christine-Sophie (1) x Auguste-Guillaume de Brunswick-Wolfenbüttel                                                        | Christine-Sophie (1) x Auguste-Guillaume de Brunswick-Wolfenbüttel                                                        | Christine-Sophie (1) x Auguste-Guillaume de Brunswick-Wolfenbüttel                                                        | Christine-Sophie (1) x Auguste-Guillaume de Brunswick-Wolfenbüttel                                                        | Christine-Sophie (1) x Auguste-Guillaume de Brunswick-Wolfenbüttel                                                        | Christine-Sophie (1) x Auguste-Guillaume de Brunswick-Wolfenbüttel                                                        |  |  | Éléonore-Sophie (1) (1655-1656) | Éléonore-Sophie (1) (1655-1656) | Éléonore-Sophie (1) (1655-1656) | Éléonore-Sophie (1) (1655-1656) | Éléonore-Sophie (1) (1655-1656) | Éléonore-Sophie (1) (1655-1656) |  |  | | | | | | |  |  |                                                               |                                                               |                                                               |                                                               |                                                               |                                                               |  |  | Auguste-Ferdinand                                                                         | Auguste-Ferdinand                                                                         | Auguste-Ferdinand                                                                         | Auguste-Ferdinand                                                                         | Auguste-Ferdinand                                                                         | Auguste-Ferdinand                                                                         |  |  | Ernest-Ferdinand 1682-1746 x Éléonore-Charlotte de Courlande | Ernest-Ferdinand 1682-1746 x Éléonore-Charlotte de Courlande | Ernest-Ferdinand 1682-1746 x Éléonore-Charlotte de Courlande | Ernest-Ferdinand 1682-1746 x Éléonore-Charlotte de Courlande | Ernest-Ferdinand 1682-1746 x Éléonore-Charlotte de Courlande | Ernest-Ferdinand 1682-1746 x Éléonore-Charlotte de Courlande |  |  | Sophie-Éléonore                                                 | Sophie-Éléonore                                                 | Sophie-Éléonore                                                 | Sophie-Éléonore                                                 | Sophie-Éléonore                                                 | Sophie-Éléonore                                                 |  |  |                                                         |                                                         |                                                         |                                                         |                                                         |                                                         |  |  |                                   |                                   |                                   |                                   |                                   |                                   |  |  |  |  |  |  |  |  |  |  |  |  |  |  |  |  |  |  |  |  |  |  |  |  |  |  |  |  |  |  |  |  |  |  |  |  |  |  |  |  |  |  |  |  |  |  |
|  |  |  |  |                                                                                                |                                                                                                |                                                                                                |                                                                                                |                                                                                                |                                                                                                |  |  | | | | | | |  |  | | | | | | |  |  | | | | | | |  |  |                                                               |                                                               |                                                               |                                                               |                                                               |                                                               |  |  |                                                                                           |                                                                                           |                                                                                           |                                                                                           |                                                                                           |                                                                                           |  |  |                                                              |                                                              |                                                              |                                                              |                                                              |                                                              |  |  |                                                                 |                                                                 |                                                                 |                                                                 |                                                                 |                                                                 |  |  |                                                         |                                                         |                                                         |                                                         |                                                         |                                                         |  |  |                                   |                                   |                                   |                                   |                                   |                                   |  |  |  |  |  |  |  |  |  |  |  |  |  |  |  |  |  |  |  |  |  |  |  |  |  |  |  |  |  |  |  |  |  |  |  |  |  |  |  |  |  |  |  |  |  |  |
|  |  |  |  | Élisabeth-Éléonore x Jean-Georges de Mecklembourg (de) (1) x Bernard Ier de Saxe-Meiningen (2) | Élisabeth-Éléonore x Jean-Georges de Mecklembourg (de) (1) x Bernard Ier de Saxe-Meiningen (2) | Élisabeth-Éléonore x Jean-Georges de Mecklembourg (de) (1) x Bernard Ier de Saxe-Meiningen (2) | Élisabeth-Éléonore x Jean-Georges de Mecklembourg (de) (1) x Bernard Ier de Saxe-Meiningen (2) | Élisabeth-Éléonore x Jean-Georges de Mecklembourg (de) (1) x Bernard Ier de Saxe-Meiningen (2) | Élisabeth-Éléonore x Jean-Georges de Mecklembourg (de) (1) x Bernard Ier de Saxe-Meiningen (2) |  |  | Anne-Sophie x Charles-Gustave de Bade-Durlach                                                                             | Anne-Sophie x Charles-Gustave de Bade-Durlach                                                                             | Anne-Sophie x Charles-Gustave de Bade-Durlach                                                                             | Anne-Sophie x Charles-Gustave de Bade-Durlach                                                                             | Anne-Sophie x Charles-Gustave de Bade-Durlach                                                                             | Anne-Sophie x Charles-Gustave de Bade-Durlach                                                                             |  |  | Auguste-Guillaume x Christine-Sophie de Brunswick-Wolfenbüttel (1) x Sophie-Amélie de Holstein-Gottorp (2) x Élisabeth-Sophie-Marie de Schleswig-Holstein-Norbourg (de) (3) | Auguste-Guillaume x Christine-Sophie de Brunswick-Wolfenbüttel (1) x Sophie-Amélie de Holstein-Gottorp (2) x Élisabeth-Sophie-Marie de Schleswig-Holstein-Norbourg (de) (3) | Auguste-Guillaume x Christine-Sophie de Brunswick-Wolfenbüttel (1) x Sophie-Amélie de Holstein-Gottorp (2) x Élisabeth-Sophie-Marie de Schleswig-Holstein-Norbourg (de) (3) | Auguste-Guillaume x Christine-Sophie de Brunswick-Wolfenbüttel (1) x Sophie-Amélie de Holstein-Gottorp (2) x Élisabeth-Sophie-Marie de Schleswig-Holstein-Norbourg (de) (3) | Auguste-Guillaume x Christine-Sophie de Brunswick-Wolfenbüttel (1) x Sophie-Amélie de Holstein-Gottorp (2) x Élisabeth-Sophie-Marie de Schleswig-Holstein-Norbourg (de) (3) | Auguste-Guillaume x Christine-Sophie de Brunswick-Wolfenbüttel (1) x Sophie-Amélie de Holstein-Gottorp (2) x Élisabeth-Sophie-Marie de Schleswig-Holstein-Norbourg (de) (3) |  |  | Louis-Rodolphe de Wolfenbüttel 1671-1735 x Christine-Louise d'Oettingen-Oettingen                                  | Louis-Rodolphe de Wolfenbüttel 1671-1735 x Christine-Louise d'Oettingen-Oettingen                                  | Louis-Rodolphe de Wolfenbüttel 1671-1735 x Christine-Louise d'Oettingen-Oettingen                                  | Louis-Rodolphe de Wolfenbüttel 1671-1735 x Christine-Louise d'Oettingen-Oettingen                                  | Louis-Rodolphe de Wolfenbüttel 1671-1735 x Christine-Louise d'Oettingen-Oettingen                                  | Louis-Rodolphe de Wolfenbüttel 1671-1735 x Christine-Louise d'Oettingen-Oettingen                                  |  |  |                                                               |                                                               |                                                               |                                                               |                                                               |                                                               |  |  |                                                                                           |                                                                                           |                                                                                           |                                                                                           |                                                                                           |                                                                                           |  |  | Auguste-Guillaume                                            | Auguste-Guillaume                                            | Auguste-Guillaume                                            | Auguste-Guillaume                                            | Auguste-Guillaume                                            | Auguste-Guillaume                                            |  |  | Frédéric-Charles-Ferdinand x Anne-Caroline de Nassau-Sarrebruck | Frédéric-Charles-Ferdinand x Anne-Caroline de Nassau-Sarrebruck | Frédéric-Charles-Ferdinand x Anne-Caroline de Nassau-Sarrebruck | Frédéric-Charles-Ferdinand x Anne-Caroline de Nassau-Sarrebruck | Frédéric-Charles-Ferdinand x Anne-Caroline de Nassau-Sarrebruck | Frédéric-Charles-Ferdinand x Anne-Caroline de Nassau-Sarrebruck |  |  |                                                         |                                                         |                                                         |                                                         |                                                         |                                                         |  |  |                                   |                                   |                                   |                                   |                                   |                                   |  |  |  |  |  |  |  |  |  |  |  |  |  |  |  |  |  |  |  |  |  |  |  |  |  |  |  |  |  |  |  |  |  |  |  |  |  |  |  |  |  |  |  |  |  |  |
|  |  |  |  | Élisabeth-Éléonore x Jean-Georges de Mecklembourg (de) (1) x Bernard Ier de Saxe-Meiningen (2) | Élisabeth-Éléonore x Jean-Georges de Mecklembourg (de) (1) x Bernard Ier de Saxe-Meiningen (2) | Élisabeth-Éléonore x Jean-Georges de Mecklembourg (de) (1) x Bernard Ier de Saxe-Meiningen (2) | Élisabeth-Éléonore x Jean-Georges de Mecklembourg (de) (1) x Bernard Ier de Saxe-Meiningen (2) | Élisabeth-Éléonore x Jean-Georges de Mecklembourg (de) (1) x Bernard Ier de Saxe-Meiningen (2) | Élisabeth-Éléonore x Jean-Georges de Mecklembourg (de) (1) x Bernard Ier de Saxe-Meiningen (2) |  |  | Anne-Sophie x Charles-Gustave de Bade-Durlach                                                                             | Anne-Sophie x Charles-Gustave de Bade-Durlach                                                                             | Anne-Sophie x Charles-Gustave de Bade-Durlach                                                                             | Anne-Sophie x Charles-Gustave de Bade-Durlach                                                                             | Anne-Sophie x Charles-Gustave de Bade-Durlach                                                                             | Anne-Sophie x Charles-Gustave de Bade-Durlach                                                                             |  |  | Auguste-Guillaume x Christine-Sophie de Brunswick-Wolfenbüttel (1) x Sophie-Amélie de Holstein-Gottorp (2) x Élisabeth-Sophie-Marie de Schleswig-Holstein-Norbourg (de) (3) | Auguste-Guillaume x Christine-Sophie de Brunswick-Wolfenbüttel (1) x Sophie-Amélie de Holstein-Gottorp (2) x Élisabeth-Sophie-Marie de Schleswig-Holstein-Norbourg (de) (3) | Auguste-Guillaume x Christine-Sophie de Brunswick-Wolfenbüttel (1) x Sophie-Amélie de Holstein-Gottorp (2) x Élisabeth-Sophie-Marie de Schleswig-Holstein-Norbourg (de) (3) | Auguste-Guillaume x Christine-Sophie de Brunswick-Wolfenbüttel (1) x Sophie-Amélie de Holstein-Gottorp (2) x Élisabeth-Sophie-Marie de Schleswig-Holstein-Norbourg (de) (3) | Auguste-Guillaume x Christine-Sophie de Brunswick-Wolfenbüttel (1) x Sophie-Amélie de Holstein-Gottorp (2) x Élisabeth-Sophie-Marie de Schleswig-Holstein-Norbourg (de) (3) | Auguste-Guillaume x Christine-Sophie de Brunswick-Wolfenbüttel (1) x Sophie-Amélie de Holstein-Gottorp (2) x Élisabeth-Sophie-Marie de Schleswig-Holstein-Norbourg (de) (3) |  |  | Louis-Rodolphe de Wolfenbüttel 1671-1735 x Christine-Louise d'Oettingen-Oettingen                                  | Louis-Rodolphe de Wolfenbüttel 1671-1735 x Christine-Louise d'Oettingen-Oettingen                                  | Louis-Rodolphe de Wolfenbüttel 1671-1735 x Christine-Louise d'Oettingen-Oettingen                                  | Louis-Rodolphe de Wolfenbüttel 1671-1735 x Christine-Louise d'Oettingen-Oettingen                                  | Louis-Rodolphe de Wolfenbüttel 1671-1735 x Christine-Louise d'Oettingen-Oettingen                                  | Louis-Rodolphe de Wolfenbüttel 1671-1735 x Christine-Louise d'Oettingen-Oettingen                                  |  |  |                                                               |                                                               |                                                               |                                                               |                                                               |                                                               |  |  |                                                                                           |                                                                                           |                                                                                           |                                                                                           |                                                                                           |                                                                                           |  |  | Auguste-Guillaume                                            | Auguste-Guillaume                                            | Auguste-Guillaume                                            | Auguste-Guillaume                                            | Auguste-Guillaume                                            | Auguste-Guillaume                                            |  |  | Frédéric-Charles-Ferdinand x Anne-Caroline de Nassau-Sarrebruck | Frédéric-Charles-Ferdinand x Anne-Caroline de Nassau-Sarrebruck | Frédéric-Charles-Ferdinand x Anne-Caroline de Nassau-Sarrebruck | Frédéric-Charles-Ferdinand x Anne-Caroline de Nassau-Sarrebruck | Frédéric-Charles-Ferdinand x Anne-Caroline de Nassau-Sarrebruck | Frédéric-Charles-Ferdinand x Anne-Caroline de Nassau-Sarrebruck |  |  |                                                         |                                                         |                                                         |                                                         |                                                         |                                                         |  |  |                                   |                                   |                                   |                                   |                                   |                                   |  |  |  |  |  |  |  |  |  |  |  |  |  |  |  |  |  |  |  |  |  |  |  |  |  |  |  |  |  |  |  |  |  |  |  |  |  |  |  |  |  |  |  |  |  |  |
|  |  |  |  |                                                                                                |                                                                                                |                                                                                                |                                                                                                |                                                                                                |                                                                                                |  |  | | | | | | |  |  | | | | | | |  |  | | | | | | |  |  |                                                               |                                                               |                                                               |                                                               |                                                               |                                                               |  |  |                                                                                           |                                                                                           |                                                                                           |                                                                                           |                                                                                           |                                                                                           |  |  |                                                              |                                                              |                                                              |                                                              |                                                              |                                                              |  |  |                                                                 |                                                                 |                                                                 |                                                                 |                                                                 |                                                                 |  |  |                                                         |                                                         |                                                         |                                                         |                                                         |                                                         |  |  |                                   |                                   |                                   |                                   |                                   |                                   |  |  |  |  |  |  |  |  |  |  |  |  |  |  |  |  |  |  |  |  |  |  |  |  |  |  |  |  |  |  |  |  |  |  |  |  |  |  |  |  |  |  |  |  |  |  |
|  |  |  |  |                                                                                                |                                                                                                |                                                                                                |                                                                                                |                                                                                                |                                                                                                |  |  | Élisabeth-Christine 1691-1750 x Charles VI                                                                                | Élisabeth-Christine 1691-1750 x Charles VI                                                                                | Élisabeth-Christine 1691-1750 x Charles VI                                                                                | Élisabeth-Christine 1691-1750 x Charles VI                                                                                | Élisabeth-Christine 1691-1750 x Charles VI                                                                                | Élisabeth-Christine 1691-1750 x Charles VI                                                                                |  |  | Charlotte-Christine 1694-1715 x Alexis Petrovitch | Charlotte-Christine 1694-1715 x Alexis Petrovitch | Charlotte-Christine 1694-1715 x Alexis Petrovitch | Charlotte-Christine 1694-1715 x Alexis Petrovitch | Charlotte-Christine 1694-1715 x Alexis Petrovitch | Charlotte-Christine 1694-1715 x Alexis Petrovitch |  |  | Antoinette 1696-1762                                                                                               | Antoinette 1696-1762                                                                                               | Antoinette 1696-1762                                                                                               | Antoinette 1696-1762                                                                                               | Antoinette 1696-1762                                                                                               | Antoinette 1696-1762                                                                                               |  |  | Ferdinand-Albert II 1680-1735                                 | Ferdinand-Albert II 1680-1735                                 | Ferdinand-Albert II 1680-1735                                 | Ferdinand-Albert II 1680-1735                                 | Ferdinand-Albert II 1680-1735                                 | Ferdinand-Albert II 1680-1735                                 |  |  |                                                                                           |                                                                                           |                                                                                           |                                                                                           |                                                                                           |                                                                                           |  |  |                                                              |                                                              |                                                              |                                                              |                                                              |                                                              |  |  |                                                                 |                                                                 |                                                                 |                                                                 |                                                                 |                                                                 |  |  |                                                         |                                                         |                                                         |                                                         |                                                         |                                                         |  |  |                                   |                                   |                                   |                                   |                                   |                                   |  |  |  |  |  |  |  |  |  |  |  |  |  |  |  |  |  |  |  |  |  |  |  |  |  |  |  |  |  |  |  |  |  |  |  |  |  |  |  |  |  |  |  |  |  |  |
|  |  |  |  |                                                                                                |                                                                                                |                                                                                                |                                                                                                |                                                                                                |                                                                                                |  |  | Élisabeth-Christine 1691-1750 x Charles VI                                                                                | Élisabeth-Christine 1691-1750 x Charles VI                                                                                | Élisabeth-Christine 1691-1750 x Charles VI                                                                                | Élisabeth-Christine 1691-1750 x Charles VI                                                                                | Élisabeth-Christine 1691-1750 x Charles VI                                                                                | Élisabeth-Christine 1691-1750 x Charles VI                                                                                |  |  | Charlotte-Christine 1694-1715 x Alexis Petrovitch | Charlotte-Christine 1694-1715 x Alexis Petrovitch | Charlotte-Christine 1694-1715 x Alexis Petrovitch | Charlotte-Christine 1694-1715 x Alexis Petrovitch | Charlotte-Christine 1694-1715 x Alexis Petrovitch | Charlotte-Christine 1694-1715 x Alexis Petrovitch |  |  | Antoinette 1696-1762                                                                                               | Antoinette 1696-1762                                                                                               | Antoinette 1696-1762                                                                                               | Antoinette 1696-1762                                                                                               | Antoinette 1696-1762                                                                                               | Antoinette 1696-1762                                                                                               |  |  | Ferdinand-Albert II 1680-1735                                 | Ferdinand-Albert II 1680-1735                                 | Ferdinand-Albert II 1680-1735                                 | Ferdinand-Albert II 1680-1735                                 | Ferdinand-Albert II 1680-1735                                 | Ferdinand-Albert II 1680-1735                                 |  |  |                                                                                           |                                                                                           |                                                                                           |                                                                                           |                                                                                           |                                                                                           |  |  |                                                              |                                                              |                                                              |                                                              |                                                              |                                                              |  |  |                                                                 |                                                                 |                                                                 |                                                                 |                                                                 |                                                                 |  |  |                                                         |                                                         |                                                         |                                                         |                                                         |                                                         |  |  |                                   |                                   |                                   |                                   |                                   |                                   |  |  |  |  |  |  |  |  |  |  |  |  |  |  |  |  |  |  |  |  |  |  |  |  |  |  |  |  |  |  |  |  |  |  |  |  |  |  |  |  |  |  |  |  |  |  |
|  |  |  |  |                                                                                                |                                                                                                |                                                                                                |                                                                                                |                                                                                                |                                                                                                |  |  | | | | | | |  |  | | | | | | |  |  | | | | | | |  |  |                                                               |                                                               |                                                               |                                                               |                                                               |                                                               |  |  |                                                                                           |                                                                                           |                                                                                           |                                                                                           |                                                                                           |                                                                                           |  |  |                                                              |                                                              |                                                              |                                                              |                                                              |                                                              |  |  |                                                                 |                                                                 |                                                                 |                                                                 |                                                                 |                                                                 |  |  |                                                         |                                                         |                                                         |                                                         |                                                         |                                                         |  |  |                                   |                                   |                                   |                                   |                                   |                                   |  |  |  |  |  |  |  |  |  |  |  |  |  |  |  |  |  |  |  |  |  |  |  |  |  |  |  |  |  |  |  |  |  |  |  |  |  |  |  |  |  |  |  |  |  |  |
|  |  |  |  |                                                                                                |                                                                                                |                                                                                                |                                                                                                |                                                                                                |                                                                                                |  |  | | | | | | |  |  | | | | | | |  |  | | | | | | |  |  |                                                               |                                                               |                                                               |                                                               |                                                               |                                                               |  |  |                                                                                           |                                                                                           |                                                                                           |                                                                                           |                                                                                           |                                                                                           |  |  |                                                              |                                                              |                                                              |                                                              |                                                              |                                                              |  |  |                                                                 |                                                                 |                                                                 |                                                                 |                                                                 |                                                                 |  |  |                                                         |                                                         |                                                         |                                                         |                                                         |                                                         |  |  |                                   |                                   |                                   |                                   |                                   |                                   |  |  |  |  |  |  |  |  |  |  |  |  |  |  |  |  |  |  |  |  |  |  |  |  |  |  |  |  |  |  |  |  |  |  |  |  |  |  |  |  |  |  |  |  |  |  |
|  |  |  |  | Charles Ier de Wolfenbüttel x Philippine-Charlotte de Prusse                                   | Charles Ier de Wolfenbüttel x Philippine-Charlotte de Prusse                                   | Charles Ier de Wolfenbüttel x Philippine-Charlotte de Prusse                                   | Charles Ier de Wolfenbüttel x Philippine-Charlotte de Prusse                                   | Charles Ier de Wolfenbüttel x Philippine-Charlotte de Prusse                                   | Charles Ier de Wolfenbüttel x Philippine-Charlotte de Prusse                                   |  |  | Antoine-Ulrich x Anna Leopoldovna de Russie                                                                               | Antoine-Ulrich x Anna Leopoldovna de Russie                                                                               | Antoine-Ulrich x Anna Leopoldovna de Russie                                                                               | Antoine-Ulrich x Anna Leopoldovna de Russie                                                                               | Antoine-Ulrich x Anna Leopoldovna de Russie                                                                               | Antoine-Ulrich x Anna Leopoldovna de Russie                                                                               |  |  | Élisabeth-Christine x Frédéric II de Prusse | Élisabeth-Christine x Frédéric II de Prusse | Élisabeth-Christine x Frédéric II de Prusse | Élisabeth-Christine x Frédéric II de Prusse | Élisabeth-Christine x Frédéric II de Prusse | Élisabeth-Christine x Frédéric II de Prusse |  |  | Louis-Ernest de Wolfenbüttel                                                                                       | Louis-Ernest de Wolfenbüttel                                                                                       | Louis-Ernest de Wolfenbüttel                                                                                       | Louis-Ernest de Wolfenbüttel                                                                                       | Louis-Ernest de Wolfenbüttel                                                                                       | Louis-Ernest de Wolfenbüttel                                                                                       |  |  | Ferdinand                                                     | Ferdinand                                                     | Ferdinand                                                     | Ferdinand                                                     | Ferdinand                                                     | Ferdinand                                                     |  |  | Louise-Amélie x Auguste-Guillaume de Prusse                                               | Louise-Amélie x Auguste-Guillaume de Prusse                                               | Louise-Amélie x Auguste-Guillaume de Prusse                                               | Louise-Amélie x Auguste-Guillaume de Prusse                                               | Louise-Amélie x Auguste-Guillaume de Prusse                                               | Louise-Amélie x Auguste-Guillaume de Prusse                                               |  |  | Sophie-Antoinette x Ernest-Frédéric de Saxe-Cobourg-Saalfeld | Sophie-Antoinette x Ernest-Frédéric de Saxe-Cobourg-Saalfeld | Sophie-Antoinette x Ernest-Frédéric de Saxe-Cobourg-Saalfeld | Sophie-Antoinette x Ernest-Frédéric de Saxe-Cobourg-Saalfeld | Sophie-Antoinette x Ernest-Frédéric de Saxe-Cobourg-Saalfeld | Sophie-Antoinette x Ernest-Frédéric de Saxe-Cobourg-Saalfeld |  |  | Albert de Wolfenbüttel                                          | Albert de Wolfenbüttel                                          | Albert de Wolfenbüttel                                          | Albert de Wolfenbüttel                                          | Albert de Wolfenbüttel                                          | Albert de Wolfenbüttel                                          |  |  | Juliane-Marie x Frédéric V                              | Juliane-Marie x Frédéric V                              | Juliane-Marie x Frédéric V                              | Juliane-Marie x Frédéric V                              | Juliane-Marie x Frédéric V                              | Juliane-Marie x Frédéric V                              |  |  | Frédéric-François de Wolfenbüttel | Frédéric-François de Wolfenbüttel | Frédéric-François de Wolfenbüttel | Frédéric-François de Wolfenbüttel | Frédéric-François de Wolfenbüttel | Frédéric-François de Wolfenbüttel |  |  |  |  |  |  |  |  |  |  |  |  |  |  |  |  |  |  |  |  |  |  |  |  |  |  |  |  |  |  |  |  |  |  |  |  |  |  |  |  |  |  |  |  |  |  |
|  |  |  |  | Charles Ier de Wolfenbüttel x Philippine-Charlotte de Prusse                                   | Charles Ier de Wolfenbüttel x Philippine-Charlotte de Prusse                                   | Charles Ier de Wolfenbüttel x Philippine-Charlotte de Prusse                                   | Charles Ier de Wolfenbüttel x Philippine-Charlotte de Prusse                                   | Charles Ier de Wolfenbüttel x Philippine-Charlotte de Prusse                                   | Charles Ier de Wolfenbüttel x Philippine-Charlotte de Prusse                                   |  |  | Antoine-Ulrich x Anna Leopoldovna de Russie                                                                               | Antoine-Ulrich x Anna Leopoldovna de Russie                                                                               | Antoine-Ulrich x Anna Leopoldovna de Russie                                                                               | Antoine-Ulrich x Anna Leopoldovna de Russie                                                                               | Antoine-Ulrich x Anna Leopoldovna de Russie                                                                               | Antoine-Ulrich x Anna Leopoldovna de Russie                                                                               |  |  | Élisabeth-Christine x Frédéric II de Prusse | Élisabeth-Christine x Frédéric II de Prusse | Élisabeth-Christine x Frédéric II de Prusse | Élisabeth-Christine x Frédéric II de Prusse | Élisabeth-Christine x Frédéric II de Prusse | Élisabeth-Christine x Frédéric II de Prusse |  |  | Louis-Ernest de Wolfenbüttel                                                                                       | Louis-Ernest de Wolfenbüttel                                                                                       | Louis-Ernest de Wolfenbüttel                                                                                       | Louis-Ernest de Wolfenbüttel                                                                                       | Louis-Ernest de Wolfenbüttel                                                                                       | Louis-Ernest de Wolfenbüttel                                                                                       |  |  | Ferdinand                                                     | Ferdinand                                                     | Ferdinand                                                     | Ferdinand                                                     | Ferdinand                                                     | Ferdinand                                                     |  |  | Louise-Amélie x Auguste-Guillaume de Prusse                                               | Louise-Amélie x Auguste-Guillaume de Prusse                                               | Louise-Amélie x Auguste-Guillaume de Prusse                                               | Louise-Amélie x Auguste-Guillaume de Prusse                                               | Louise-Amélie x Auguste-Guillaume de Prusse                                               | Louise-Amélie x Auguste-Guillaume de Prusse                                               |  |  | Sophie-Antoinette x Ernest-Frédéric de Saxe-Cobourg-Saalfeld | Sophie-Antoinette x Ernest-Frédéric de Saxe-Cobourg-Saalfeld | Sophie-Antoinette x Ernest-Frédéric de Saxe-Cobourg-Saalfeld | Sophie-Antoinette x Ernest-Frédéric de Saxe-Cobourg-Saalfeld | Sophie-Antoinette x Ernest-Frédéric de Saxe-Cobourg-Saalfeld | Sophie-Antoinette x Ernest-Frédéric de Saxe-Cobourg-Saalfeld |  |  | Albert de Wolfenbüttel                                          | Albert de Wolfenbüttel                                          | Albert de Wolfenbüttel                                          | Albert de Wolfenbüttel                                          | Albert de Wolfenbüttel                                          | Albert de Wolfenbüttel                                          |  |  | Juliane-Marie x Frédéric V                              | Juliane-Marie x Frédéric V                              | Juliane-Marie x Frédéric V                              | Juliane-Marie x Frédéric V                              | Juliane-Marie x Frédéric V                              | Juliane-Marie x Frédéric V                              |  |  | Frédéric-François de Wolfenbüttel | Frédéric-François de Wolfenbüttel | Frédéric-François de Wolfenbüttel | Frédéric-François de Wolfenbüttel | Frédéric-François de Wolfenbüttel | Frédéric-François de Wolfenbüttel |  |  |  |  |  |  |  |  |  |  |  |  |  |  |  |  |  |  |  |  |  |  |  |  |  |  |  |  |  |  |  |  |  |  |  |  |  |  |  |  |  |  |  |  |  |  |
|  |  |  |  |                                                                                                |                                                                                                |                                                                                                |                                                                                                |                                                                                                |                                                                                                |  |  | | | | | | |  |  | | | | | | |  |  | | | | | | |  |  |                                                               |                                                               |                                                               |                                                               |                                                               |                                                               |  |  |                                                                                           |                                                                                           |                                                                                           |                                                                                           |                                                                                           |                                                                                           |  |  |                                                              |                                                              |                                                              |                                                              |                                                              |                                                              |  |  |                                                                 |                                                                 |                                                                 |                                                                 |                                                                 |                                                                 |  |  |                                                         |                                                         |                                                         |                                                         |                                                         |                                                         |  |  |                                   |                                   |                                   |                                   |                                   |                                   |  |  |  |  |  |  |  |  |  |  |  |  |  |  |  |  |  |  |  |  |  |  |  |  |  |  |  |  |  |  |  |  |  |  |  |  |  |  |  |  |  |  |  |  |  |  |
|  |  |  |  |                                                                                                |                                                                                                |                                                                                                |                                                                                                |                                                                                                |                                                                                                |  |  | Ivan VI Empereur de Russie 1740-1764                                                                                      | Ivan VI Empereur de Russie 1740-1764                                                                                      | Ivan VI Empereur de Russie 1740-1764                                                                                      | Ivan VI Empereur de Russie 1740-1764                                                                                      | Ivan VI Empereur de Russie 1740-1764                                                                                      | Ivan VI Empereur de Russie 1740-1764                                                                                      |  |  | Catherine 1741-1807 | Catherine 1741-1807 | Catherine 1741-1807 | Catherine 1741-1807 | Catherine 1741-1807 | Catherine 1741-1807 |  |  | Élisabeth 1743-1782                                                                                                | Élisabeth 1743-1782                                                                                                | Élisabeth 1743-1782                                                                                                | Élisabeth 1743-1782                                                                                                | Élisabeth 1743-1782                                                                                                | Élisabeth 1743-1782                                                                                                |  |  | Pierre 1745-1798                                              | Pierre 1745-1798                                              | Pierre 1745-1798                                              | Pierre 1745-1798                                              | Pierre 1745-1798                                              | Pierre 1745-1798                                              |  |  | Alexis 1746-1787                                                                          | Alexis 1746-1787                                                                          | Alexis 1746-1787                                                                          | Alexis 1746-1787                                                                          | Alexis 1746-1787                                                                          | Alexis 1746-1787                                                                          |  |  |                                                              |                                                              |                                                              |                                                              |                                                              |                                                              |  |  |                                                                 |                                                                 |                                                                 |                                                                 |                                                                 |                                                                 |  |  |                                                         |                                                         |                                                         |                                                         |                                                         |                                                         |  |  |                                   |                                   |                                   |                                   |                                   |                                   |  |  |  |  |  |  |  |  |  |  |  |  |  |  |  |  |  |  |  |  |  |  |  |  |  |  |  |  |  |  |  |  |  |  |  |  |  |  |  |  |  |  |  |  |  |  |
|  |  |  |  |                                                                                                |                                                                                                |                                                                                                |                                                                                                |                                                                                                |                                                                                                |  |  | Ivan VI Empereur de Russie 1740-1764                                                                                      | Ivan VI Empereur de Russie 1740-1764                                                                                      | Ivan VI Empereur de Russie 1740-1764                                                                                      | Ivan VI Empereur de Russie 1740-1764                                                                                      | Ivan VI Empereur de Russie 1740-1764                                                                                      | Ivan VI Empereur de Russie 1740-1764                                                                                      |  |  | Catherine 1741-1807 | Catherine 1741-1807 | Catherine 1741-1807 | Catherine 1741-1807 | Catherine 1741-1807 | Catherine 1741-1807 |  |  | Élisabeth 1743-1782                                                                                                | Élisabeth 1743-1782                                                                                                | Élisabeth 1743-1782                                                                                                | Élisabeth 1743-1782                                                                                                | Élisabeth 1743-1782                                                                                                | Élisabeth 1743-1782                                                                                                |  |  | Pierre 1745-1798                                              | Pierre 1745-1798                                              | Pierre 1745-1798                                              | Pierre 1745-1798                                              | Pierre 1745-1798                                              | Pierre 1745-1798                                              |  |  | Alexis 1746-1787                                                                          | Alexis 1746-1787                                                                          | Alexis 1746-1787                                                                          | Alexis 1746-1787                                                                          | Alexis 1746-1787                                                                          | Alexis 1746-1787                                                                          |  |  |                                                              |                                                              |                                                              |                                                              |                                                              |                                                              |  |  |                                                                 |                                                                 |                                                                 |                                                                 |                                                                 |                                                                 |  |  |                                                         |                                                         |                                                         |                                                         |                                                         |                                                         |  |  |                                   |                                   |                                   |                                   |                                   |                                   |  |  |  |  |  |  |  |  |  |  |  |  |  |  |  |  |  |  |  |  |  |  |  |  |  |  |  |  |  |  |  |  |  |  |  |  |  |  |  |  |  |  |  |  |  |  |
|  |  |  |  |                                                                                                |                                                                                                |                                                                                                |                                                                                                |                                                                                                |                                                                                                |  |  | | | | | | |  |  | | | | | | |  |  | | | | | | |  |  |                                                               |                                                               |                                                               |                                                               |                                                               |                                                               |  |  |                                                                                           |                                                                                           |                                                                                           |                                                                                           |                                                                                           |                                                                                           |  |  |                                                              |                                                              |                                                              |                                                              |                                                              |                                                              |  |  |                                                                 |                                                                 |                                                                 |                                                                 |                                                                 |                                                                 |  |  |                                                         |                                                         |                                                         |                                                         |                                                         |                                                         |  |  |                                   |                                   |                                   |                                   |                                   |                                   |  |  |  |  |  |  |  |  |  |  |  |  |  |  |  |  |  |  |  |  |  |  |  |  |  |  |  |  |  |  |  |  |  |  |  |  |  |  |  |  |  |  |  |  |  |  |
|  |  |  |  | Charles-Guillaume-Ferdinand 1735-1806 x Augusta-Charlotte de Hanovre                           | Charles-Guillaume-Ferdinand 1735-1806 x Augusta-Charlotte de Hanovre                           | Charles-Guillaume-Ferdinand 1735-1806 x Augusta-Charlotte de Hanovre                           | Charles-Guillaume-Ferdinand 1735-1806 x Augusta-Charlotte de Hanovre                           | Charles-Guillaume-Ferdinand 1735-1806 x Augusta-Charlotte de Hanovre                           | Charles-Guillaume-Ferdinand 1735-1806 x Augusta-Charlotte de Hanovre                           |  |  | Sophie-Caroline-Marie 1737-1817 x Frédéric III de Brandebourg-Bayreuth                                                    | Sophie-Caroline-Marie 1737-1817 x Frédéric III de Brandebourg-Bayreuth                                                    | Sophie-Caroline-Marie 1737-1817 x Frédéric III de Brandebourg-Bayreuth                                                    | Sophie-Caroline-Marie 1737-1817 x Frédéric III de Brandebourg-Bayreuth                                                    | Sophie-Caroline-Marie 1737-1817 x Frédéric III de Brandebourg-Bayreuth                                                    | Sophie-Caroline-Marie 1737-1817 x Frédéric III de Brandebourg-Bayreuth                                                    |  |  | Anne-Amélie 1739-1807 x Ernest-Auguste II de Saxe-Weimar-Eisenach | Anne-Amélie 1739-1807 x Ernest-Auguste II de Saxe-Weimar-Eisenach | Anne-Amélie 1739-1807 x Ernest-Auguste II de Saxe-Weimar-Eisenach | Anne-Amélie 1739-1807 x Ernest-Auguste II de Saxe-Weimar-Eisenach | Anne-Amélie 1739-1807 x Ernest-Auguste II de Saxe-Weimar-Eisenach | Anne-Amélie 1739-1807 x Ernest-Auguste II de Saxe-Weimar-Eisenach |  |  | Frédéric-Auguste 1740-1805 x Frédérique-Sophie-Charlotte-Auguste de Wurtemberg-Œls                                 | Frédéric-Auguste 1740-1805 x Frédérique-Sophie-Charlotte-Auguste de Wurtemberg-Œls                                 | Frédéric-Auguste 1740-1805 x Frédérique-Sophie-Charlotte-Auguste de Wurtemberg-Œls                                 | Frédéric-Auguste 1740-1805 x Frédérique-Sophie-Charlotte-Auguste de Wurtemberg-Œls                                 | Frédéric-Auguste 1740-1805 x Frédérique-Sophie-Charlotte-Auguste de Wurtemberg-Œls                                 | Frédéric-Auguste 1740-1805 x Frédérique-Sophie-Charlotte-Auguste de Wurtemberg-Œls                                 |  |  | Élisabeth-Christine-Ulrique 1746-1840 x Frédéric-Guillaume II | Élisabeth-Christine-Ulrique 1746-1840 x Frédéric-Guillaume II | Élisabeth-Christine-Ulrique 1746-1840 x Frédéric-Guillaume II | Élisabeth-Christine-Ulrique 1746-1840 x Frédéric-Guillaume II | Élisabeth-Christine-Ulrique 1746-1840 x Frédéric-Guillaume II | Élisabeth-Christine-Ulrique 1746-1840 x Frédéric-Guillaume II |  |  |                                                                                           |                                                                                           |                                                                                           |                                                                                           |                                                                                           |                                                                                           |  |  |                                                              |                                                              |                                                              |                                                              |                                                              |                                                              |  |  |                                                                 |                                                                 |                                                                 |                                                                 |                                                                 |                                                                 |  |  |                                                         |                                                         |                                                         |                                                         |                                                         |                                                         |  |  |                                   |                                   |                                   |                                   |                                   |                                   |  |  |  |  |  |  |  |  |  |  |  |  |  |  |  |  |  |  |  |  |  |  |  |  |  |  |  |  |  |  |  |  |  |  |  |  |  |  |  |  |  |  |  |  |  |  |
|  |  |  |  | Charles-Guillaume-Ferdinand 1735-1806 x Augusta-Charlotte de Hanovre                           | Charles-Guillaume-Ferdinand 1735-1806 x Augusta-Charlotte de Hanovre                           | Charles-Guillaume-Ferdinand 1735-1806 x Augusta-Charlotte de Hanovre                           | Charles-Guillaume-Ferdinand 1735-1806 x Augusta-Charlotte de Hanovre                           | Charles-Guillaume-Ferdinand 1735-1806 x Augusta-Charlotte de Hanovre                           | Charles-Guillaume-Ferdinand 1735-1806 x Augusta-Charlotte de Hanovre                           |  |  | Sophie-Caroline-Marie 1737-1817 x Frédéric III de Brandebourg-Bayreuth                                                    | Sophie-Caroline-Marie 1737-1817 x Frédéric III de Brandebourg-Bayreuth                                                    | Sophie-Caroline-Marie 1737-1817 x Frédéric III de Brandebourg-Bayreuth                                                    | Sophie-Caroline-Marie 1737-1817 x Frédéric III de Brandebourg-Bayreuth                                                    | Sophie-Caroline-Marie 1737-1817 x Frédéric III de Brandebourg-Bayreuth                                                    | Sophie-Caroline-Marie 1737-1817 x Frédéric III de Brandebourg-Bayreuth                                                    |  |  | Anne-Amélie 1739-1807 x Ernest-Auguste II de Saxe-Weimar-Eisenach | Anne-Amélie 1739-1807 x Ernest-Auguste II de Saxe-Weimar-Eisenach | Anne-Amélie 1739-1807 x Ernest-Auguste II de Saxe-Weimar-Eisenach | Anne-Amélie 1739-1807 x Ernest-Auguste II de Saxe-Weimar-Eisenach | Anne-Amélie 1739-1807 x Ernest-Auguste II de Saxe-Weimar-Eisenach | Anne-Amélie 1739-1807 x Ernest-Auguste II de Saxe-Weimar-Eisenach |  |  | Frédéric-Auguste 1740-1805 x Frédérique-Sophie-Charlotte-Auguste de Wurtemberg-Œls                                 | Frédéric-Auguste 1740-1805 x Frédérique-Sophie-Charlotte-Auguste de Wurtemberg-Œls                                 | Frédéric-Auguste 1740-1805 x Frédérique-Sophie-Charlotte-Auguste de Wurtemberg-Œls                                 | Frédéric-Auguste 1740-1805 x Frédérique-Sophie-Charlotte-Auguste de Wurtemberg-Œls                                 | Frédéric-Auguste 1740-1805 x Frédérique-Sophie-Charlotte-Auguste de Wurtemberg-Œls                                 | Frédéric-Auguste 1740-1805 x Frédérique-Sophie-Charlotte-Auguste de Wurtemberg-Œls                                 |  |  | Élisabeth-Christine-Ulrique 1746-1840 x Frédéric-Guillaume II | Élisabeth-Christine-Ulrique 1746-1840 x Frédéric-Guillaume II | Élisabeth-Christine-Ulrique 1746-1840 x Frédéric-Guillaume II | Élisabeth-Christine-Ulrique 1746-1840 x Frédéric-Guillaume II | Élisabeth-Christine-Ulrique 1746-1840 x Frédéric-Guillaume II | Élisabeth-Christine-Ulrique 1746-1840 x Frédéric-Guillaume II |  |  |                                                                                           |                                                                                           |                                                                                           |                                                                                           |                                                                                           |                                                                                           |  |  |                                                              |                                                              |                                                              |                                                              |                                                              |                                                              |  |  |                                                                 |                                                                 |                                                                 |                                                                 |                                                                 |                                                                 |  |  |                                                         |                                                         |                                                         |                                                         |                                                         |                                                         |  |  |                                   |                                   |                                   |                                   |                                   |                                   |  |  |  |  |  |  |  |  |  |  |  |  |  |  |  |  |  |  |  |  |  |  |  |  |  |  |  |  |  |  |  |  |  |  |  |  |  |  |  |  |  |  |  |  |  |  |
|  |  |  |  |                                                                                                |                                                                                                |                                                                                                |                                                                                                |                                                                                                |                                                                                                |  |  | | | | | | |  |  | | | | | | |  |  | | | | | | |  |  |                                                               |                                                               |                                                               |                                                               |                                                               |                                                               |  |  |                                                                                           |                                                                                           |                                                                                           |                                                                                           |                                                                                           |                                                                                           |  |  |                                                              |                                                              |                                                              |                                                              |                                                              |                                                              |  |  |                                                                 |                                                                 |                                                                 |                                                                 |                                                                 |                                                                 |  |  |                                                         |                                                         |                                                         |                                                         |                                                         |                                                         |  |  |                                   |                                   |                                   |                                   |                                   |                                   |  |  |  |  |  |  |  |  |  |  |  |  |  |  |  |  |  |  |  |  |  |  |  |  |  |  |  |  |  |  |  |  |  |  |  |  |  |  |  |  |  |  |  |  |  |  |
|  |  |  |  | Augusta x Frédéric III de Wurtemberg                                                           | Augusta x Frédéric III de Wurtemberg                                                           | Augusta x Frédéric III de Wurtemberg                                                           | Augusta x Frédéric III de Wurtemberg                                                           | Augusta x Frédéric III de Wurtemberg                                                           | Augusta x Frédéric III de Wurtemberg                                                           |  |  | Charles-Georges-Auguste 1766-1806 x Louise d'Orange-Nassau                                                                | Charles-Georges-Auguste 1766-1806 x Louise d'Orange-Nassau                                                                | Charles-Georges-Auguste 1766-1806 x Louise d'Orange-Nassau                                                                | Charles-Georges-Auguste 1766-1806 x Louise d'Orange-Nassau                                                                | Charles-Georges-Auguste 1766-1806 x Louise d'Orange-Nassau                                                                | Charles-Georges-Auguste 1766-1806 x Louise d'Orange-Nassau                                                                |  |  | Caroline 1768-1821 x George IV | Caroline 1768-1821 x George IV | Caroline 1768-1821 x George IV | Caroline 1768-1821 x George IV | Caroline 1768-1821 x George IV | Caroline 1768-1821 x George IV |  |  | Frédéric-Guillaume 1771-1815 x Marie de Bade                                                                       | Frédéric-Guillaume 1771-1815 x Marie de Bade                                                                       | Frédéric-Guillaume 1771-1815 x Marie de Bade                                                                       | Frédéric-Guillaume 1771-1815 x Marie de Bade                                                                       | Frédéric-Guillaume 1771-1815 x Marie de Bade                                                                       | Frédéric-Guillaume 1771-1815 x Marie de Bade                                                                       |  |  |                                                               |                                                               |                                                               |                                                               |                                                               |                                                               |  |  |                                                                                           |                                                                                           |                                                                                           |                                                                                           |                                                                                           |                                                                                           |  |  |                                                              |                                                              |                                                              |                                                              |                                                              |                                                              |  |  |                                                                 |                                                                 |                                                                 |                                                                 |                                                                 |                                                                 |  |  |                                                         |                                                         |                                                         |                                                         |                                                         |                                                         |  |  |                                   |                                   |                                   |                                   |                                   |                                   |  |  |  |  |  |  |  |  |  |  |  |  |  |  |  |  |  |  |  |  |  |  |  |  |  |  |  |  |  |  |  |  |  |  |  |  |  |  |  |  |  |  |  |  |  |  |
|  |  |  |  | Augusta x Frédéric III de Wurtemberg                                                           | Augusta x Frédéric III de Wurtemberg                                                           | Augusta x Frédéric III de Wurtemberg                                                           | Augusta x Frédéric III de Wurtemberg                                                           | Augusta x Frédéric III de Wurtemberg                                                           | Augusta x Frédéric III de Wurtemberg                                                           |  |  | Charles-Georges-Auguste 1766-1806 x Louise d'Orange-Nassau                                                                | Charles-Georges-Auguste 1766-1806 x Louise d'Orange-Nassau                                                                | Charles-Georges-Auguste 1766-1806 x Louise d'Orange-Nassau                                                                | Charles-Georges-Auguste 1766-1806 x Louise d'Orange-Nassau                                                                | Charles-Georges-Auguste 1766-1806 x Louise d'Orange-Nassau                                                                | Charles-Georges-Auguste 1766-1806 x Louise d'Orange-Nassau                                                                |  |  | Caroline 1768-1821 x George IV | Caroline 1768-1821 x George IV | Caroline 1768-1821 x George IV | Caroline 1768-1821 x George IV | Caroline 1768-1821 x George IV | Caroline 1768-1821 x George IV |  |  | Frédéric-Guillaume 1771-1815 x Marie de Bade                                                                       | Frédéric-Guillaume 1771-1815 x Marie de Bade                                                                       | Frédéric-Guillaume 1771-1815 x Marie de Bade                                                                       | Frédéric-Guillaume 1771-1815 x Marie de Bade                                                                       | Frédéric-Guillaume 1771-1815 x Marie de Bade                                                                       | Frédéric-Guillaume 1771-1815 x Marie de Bade                                                                       |  |  |                                                               |                                                               |                                                               |                                                               |                                                               |                                                               |  |  |                                                                                           |                                                                                           |                                                                                           |                                                                                           |                                                                                           |                                                                                           |  |  |                                                              |                                                              |                                                              |                                                              |                                                              |                                                              |  |  |                                                                 |                                                                 |                                                                 |                                                                 |                                                                 |                                                                 |  |  |                                                         |                                                         |                                                         |                                                         |                                                         |                                                         |  |  |                                   |                                   |                                   |                                   |                                   |                                   |  |  |  |  |  |  |  |  |  |  |  |  |  |  |  |  |  |  |  |  |  |  |  |  |  |  |  |  |  |  |  |  |  |  |  |  |  |  |  |  |  |  |  |  |  |  |
|  |  |  |  |                                                                                                |                                                                                                |                                                                                                |                                                                                                |                                                                                                |                                                                                                |  |  | | | | | | |  |  | | | | | | |  |  | | | | | | |  |  |                                                               |                                                               |                                                               |                                                               |                                                               |                                                               |  |  |                                                                                           |                                                                                           |                                                                                           |                                                                                           |                                                                                           |                                                                                           |  |  |                                                              |                                                              |                                                              |                                                              |                                                              |                                                              |  |  |                                                                 |                                                                 |                                                                 |                                                                 |                                                                 |                                                                 |  |  |                                                         |                                                         |                                                         |                                                         |                                                         |                                                         |  |  |                                   |                                   |                                   |                                   |                                   |                                   |  |  |  |  |  |  |  |  |  |  |  |  |  |  |  |  |  |  |  |  |  |  |  |  |  |  |  |  |  |  |  |  |  |  |  |  |  |  |  |  |  |  |  |  |  |  |
|  |  |  |  |                                                                                                |                                                                                                |                                                                                                |                                                                                                |                                                                                                |                                                                                                |  |  | | | | | | |  |  | Charles II 1804-1873 | Charles II 1804-1873 | Charles II 1804-1873 | Charles II 1804-1873 | Charles II 1804-1873 | Charles II 1804-1873 |  |  | Guillaume 1806-1884                                                                                                | Guillaume 1806-1884                                                                                                | Guillaume 1806-1884                                                                                                | Guillaume 1806-1884                                                                                                | Guillaume 1806-1884                                                                                                | Guillaume 1806-1884                                                                                                |  |  |                                                               |                                                               |                                                               |                                                               |                                                               |                                                               |  |  |                                                                                           |                                                                                           |                                                                                           |                                                                                           |                                                                                           |                                                                                           |  |  |                                                              |                                                              |                                                              |                                                              |                                                              |                                                              |  |  |                                                                 |                                                                 |                                                                 |                                                                 |                                                                 |                                                                 |  |  |                                                         |                                                         |                                                         |                                                         |                                                         |                                                         |  |  |                                   |                                   |                                   |                                   |                                   |                                   |  |  |  |  |  |  |  |  |  |  |  |  |  |  |  |  |  |  |  |  |  |  |  |  |  |  |  |  |  |  |  |  |  |  |  |  |  |  |  |  |  |  |  |  |  |  |